# Eucariogénesis
Se denomina eucariogénesis al complejo proceso que condujo al origen de los eucariontes. La idea general considera que los eucariontes tienen un origen procariota, toda vez que los procariontes son organismos más simples y relacionados con el origen de la vida; sin embargo, no hay acuerdo sobre los procesos que implicaron la aparición de la primera célula eucariota, postulando muchas teorías que pueden dividirse en dos grupos: teorías simbiogenéticas y teorías autógenas. A la luz de los conocimientos actuales, la teoría más aceptada se encuentra dentro del primer grupo y es la que implica la fusión biológica por endosimbiosis de al menos dos organismos procariotas diferentes: una arquea y una bacteria.  Tal es la evidencia en favor de la simbiogénesis, que actualmente su aceptación es universal y se puede dar por descartadas las teorías puramente autógenas. Sin embargo, las teorías simbiogenéticas no explican todo el proceso complejo de la eucariogénesis, por lo que algunos autores postulan teorías autógeno-simbiogenéticas, de tal manera que actualmente el debate se centra sobre si hubo una fase endosimbiótica primero y luego otra autógena o viceversa.

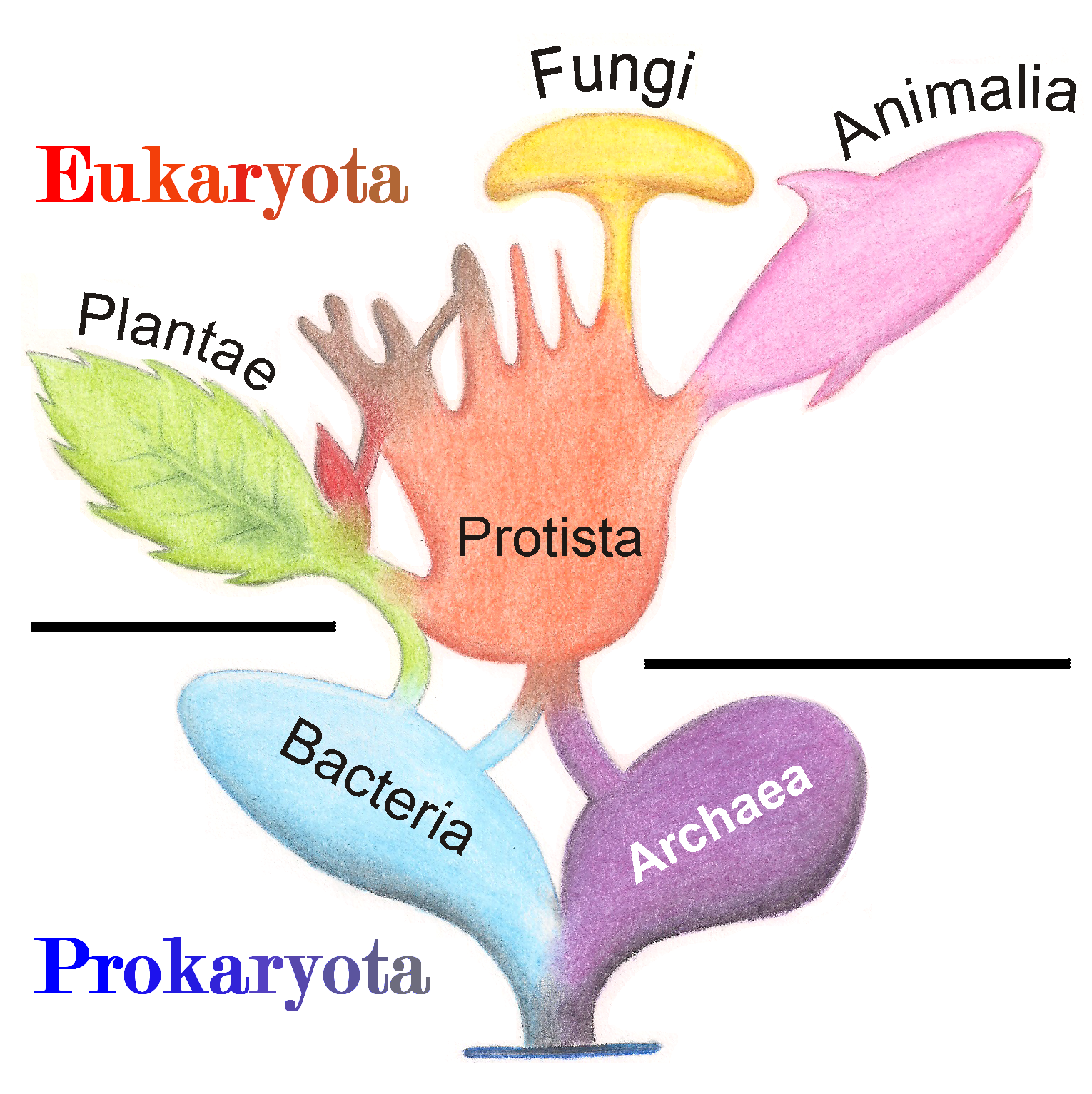
Evolución simbiogenética eucariota. Actualmente se considera demostrado, como lo afirma la mayoría de las teorías de la eucariogénesis, el origen simbiógenético de la célula eucariota; el cual se produjo entre una arquea huésped y una bacteria endosimbionte. Posteriormente la simbiogénesis entre un protista y una bacteria fotosintética originó la primera célula vegetal.

## Historia
El proceso de eucariogénesis está basado en dos aspectos, el primero y más revolucionario es la simbiogénesis entre al menos dos o más procariontes y el segundo es el proceso de la gran transformación que originó las múltiples diferencias que definen la dicotomía procariota-eucariota. Desde el punto de vista histórico, los estudiosos más destacados son:
- De Bary: En 1877, Albert Bernhard Frank acuña el término simbiosis sobre la base de sus estudios sobre los líquenes,[4] postulando la asociación viva entre especies diferentes.
- Shimper: El postulado más antiguo sobre simbiogénesis es de 1883, cuando el botánico francés Andreas Schimper, propuso que la capacidad fotosintética de las células vegetales podía proceder de cianobacterias aún presentes en la naturaleza y con iguales capacidades, este descubrimiento es clave en el origen del reino Plantae.
- Altmann: El médico alemán Richard Altmann en 1884, especula que las mitocondrias se trata de una suerte de parásitos independientes, con su propio metabolismo y los denomina bioblastos.[5]
- Haeckel: En 1866 Ernst Haeckel crea el grupo Moneres para agrupar a las bacterias, definiéndolas como microorganismos muy simples y sin núcleo.[6] En 1904 agrupa también a las algas verdeazuladas en Moneres y sugirió al observar los cloroplastos, que las plantas debían haber evolucionado por simbiosis entre una célula verde con otra célula fagótrofa no-verde. Para Haeckel, la diferencia que hay entre las moneras y los demás seres cuyas células tienen núcleo, es la mayor en todos los aspectos.[7]
- Escuela rusa: A principios del siglo XX, en 1909, el ruso Kostantin S. Mereschovky presentó la hipótesis según la cual el origen de los cloroplastos tendría su origen en procesos simbióticos y acuñó el término simbiogénesis.[8] A parecidas conclusiones llegaron los rusos Kozo-Polyansky y Andrey Faminstyn que consideraban la simbiogénesis “crucial para la generación de novedad biológica".[9]
- Portier: En 1918, el biólogo francés Paul Portier fue el primero en proponer el origen bacteriano de las mitocondrias.[10] Trabajando en el Instituto Oceanográfico de Mónaco, llegó a esta conclusión al observar análogamente a los rizobios, los cuales son bacterias simbiontes intracelulares (endosimbiontes) situados en los nódulos de raíces de plantas como las leguminosas. Los críticos en Francia rechazaron la idea de que el tejido animal sano tuviese bacterias como si se tratase de una infección.[11]
- Wallin: En 1923, el anatomista estadounidense Ivan Wallin también postuló el origen bacteriano de las mitocondrias.[12] Wallin involucra al simbionticismo como un factor del origen de las especies.[13] Sin embargo, las ideas de Wallin fueron rechazadas y ridiculizadas, y durante los últimos 40 años de su vida que pasó trabajando en la Facultad de Medicina de la Universidad de Colorado, evitó la investigación de la simbiosis.[14]
- Margulis: En 1967, luego de varias décadas de oscurantismo con el tema de la simbiogénesis, Lynn Margulis expone su Endosimbiosis seriada,[15] logrando paulatinamente gran difusión y popularidad.
- Lake: En 1984, James A. Lake y colaboradores descubren que los eucariontes provienen de una arquea ancestral, de un clado que contiene también a Crenarchaeota, lo que se conoce como la hipótesis del eocito.[16] Esto ha sido refrendado por múltiples evidencias en los últimos años, descartando así que el origen eucariota provenga de un progenote; por el contrario, proviene de la simbiogénesis entre dos organismos procariotas: una arquea y una bacteria.[2]

## LECA

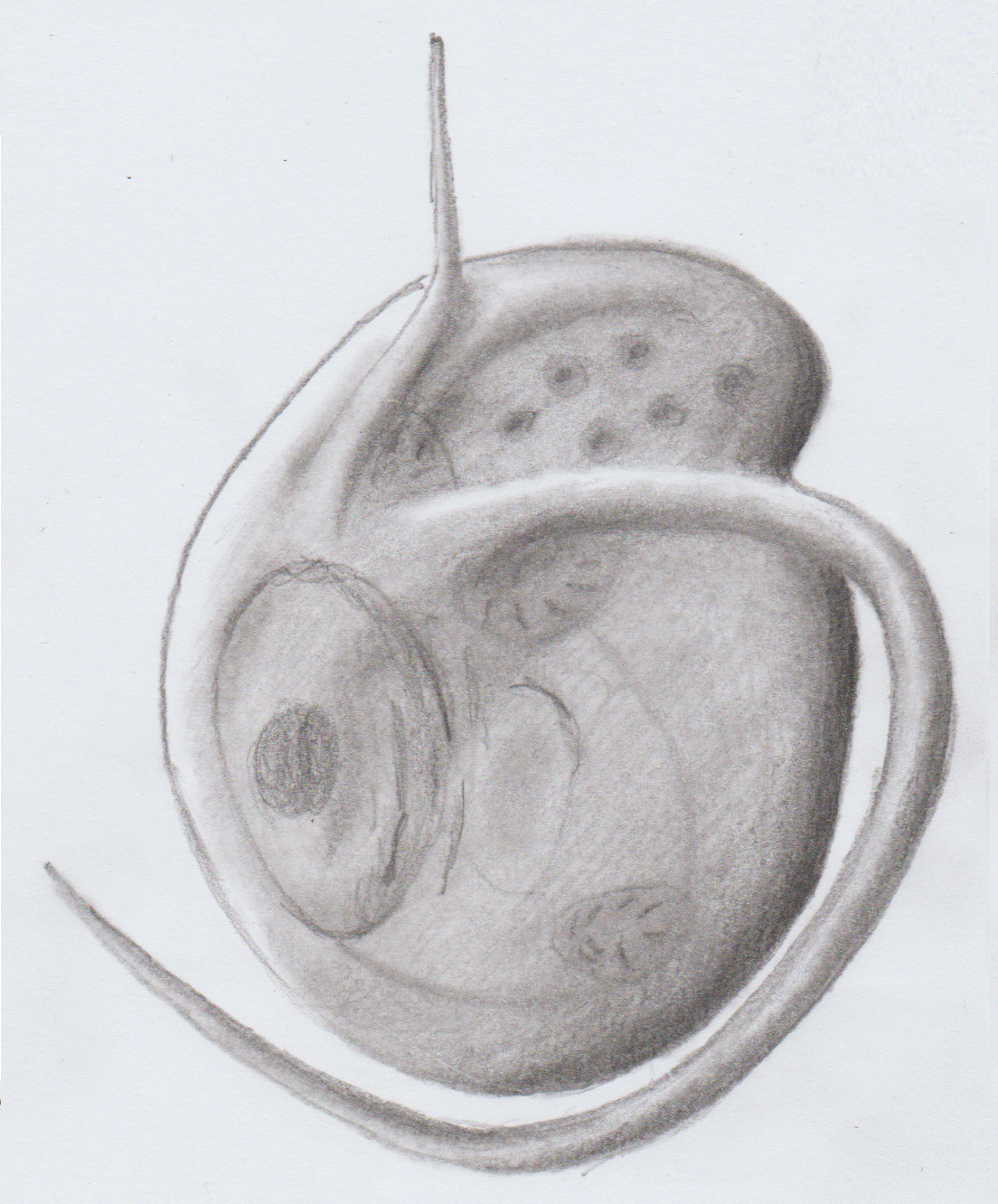
Ancyromonas es un eucarionte primitivo, probablemente similar al último ancestro común eucariota.

Al último ancestro común eucariota se le suele llamar "LECA" (del inglés Last eukaryotic common ancestor). Este primer organismo eucariota habría sido un protozoo biflagelado, aerobio, heterótrofo, probablemente fagótrofo, pero ya con todas las características típicas de la célula eucariota y por lo tanto, tremendamente alejado de los organismos procariotas que son mucho más simples y pequeños. Sin embargo, las características bioquímicas y genéticas revelan la profunda relación entre ellos, lo que permite postular diversas teorías sobre los posibles ancestros eucariotas.
El metabolismo es quimioorganoheterótrofo y está íntimamente relacionado con las mitocondrias. Es comúnmente aceptado que todos los eucariontes actuales, incluidos los anaerobios, descienden de antecesores aerobios con mitocondrias, y un estudio de árboles moleculares parece sugerir que nunca hubo eucariontes sin mitocondrias. La reproducción sexual es característica de la vida eucariota y el sexo podría ser el resultado directo del modo evolutivo por el cual surgió la primera célula eucariota.
La aparición del primer eucarionte generó tantas diferencias con sus ancestros procariotas que se considera que la eucariogénesis es el proceso más revolucionario que ha existido desde el origen mismo de la vida. Para detallar parte de estas diferencias, ver: Tabla comparativa de la dicotomía procariota-eucariota.

## Los ancestros simbióticos

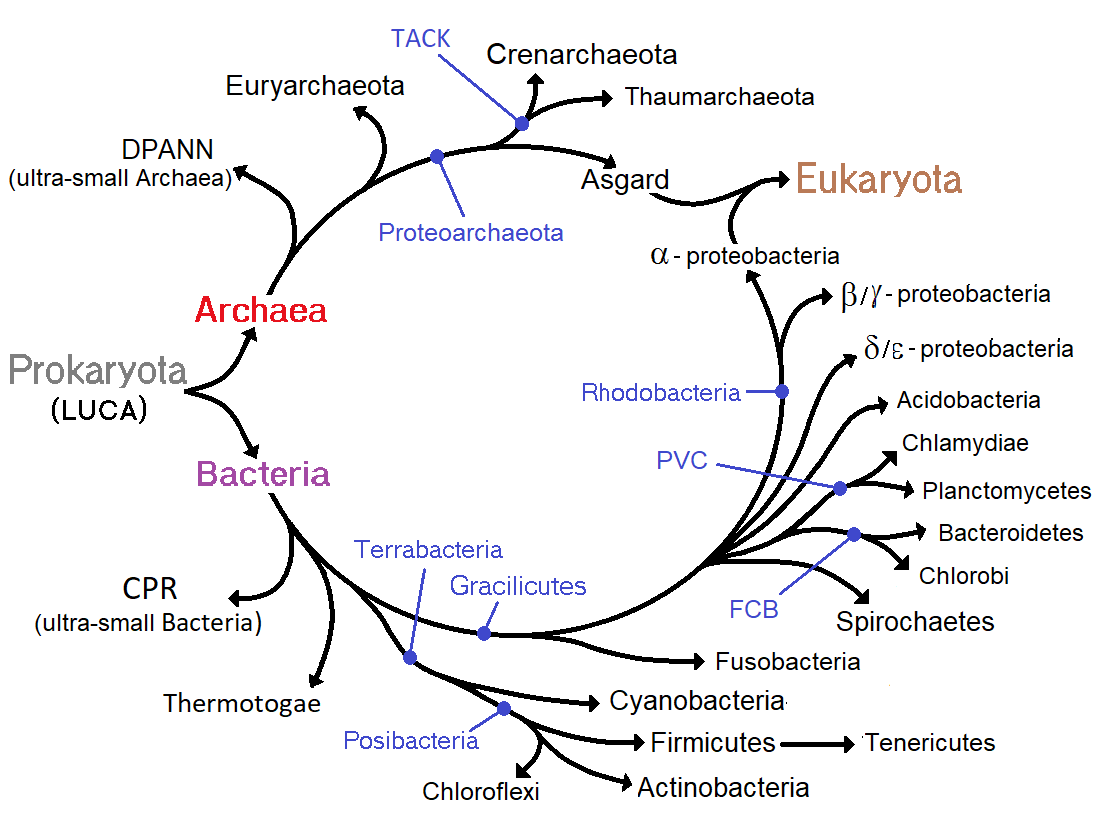
Si al elaborar un cladograma del árbol filogenético de la vida, incluimos al origen eucariota por simbiogénesis entre una arquea y una bacteria, obtenemos un anillo filogenético.

Las hipótesis simbiogenéticas son cada vez más desarrolladas y aceptadas. No solamente se basan en la presencia de orgánulos como las mitocondrias y cloroplastos, sino en bioquímica y genética, lo que ha permitido definir a los eucariontes como organismos productos de una fusión, quimerismo o simbiogénesis entre dos o más ancestros procariotas. Muchas proteínas informacionales son similares a las de las arqueas, mientras que lípidos de la membrana y muchas proteínas operacionales son del tipo bacteriano. Es así que varias investigaciones de los últimos años se han centrado en descubrir quienes son estas arqueas y/o bacterias ancestrales.

### El ancestro arqueano

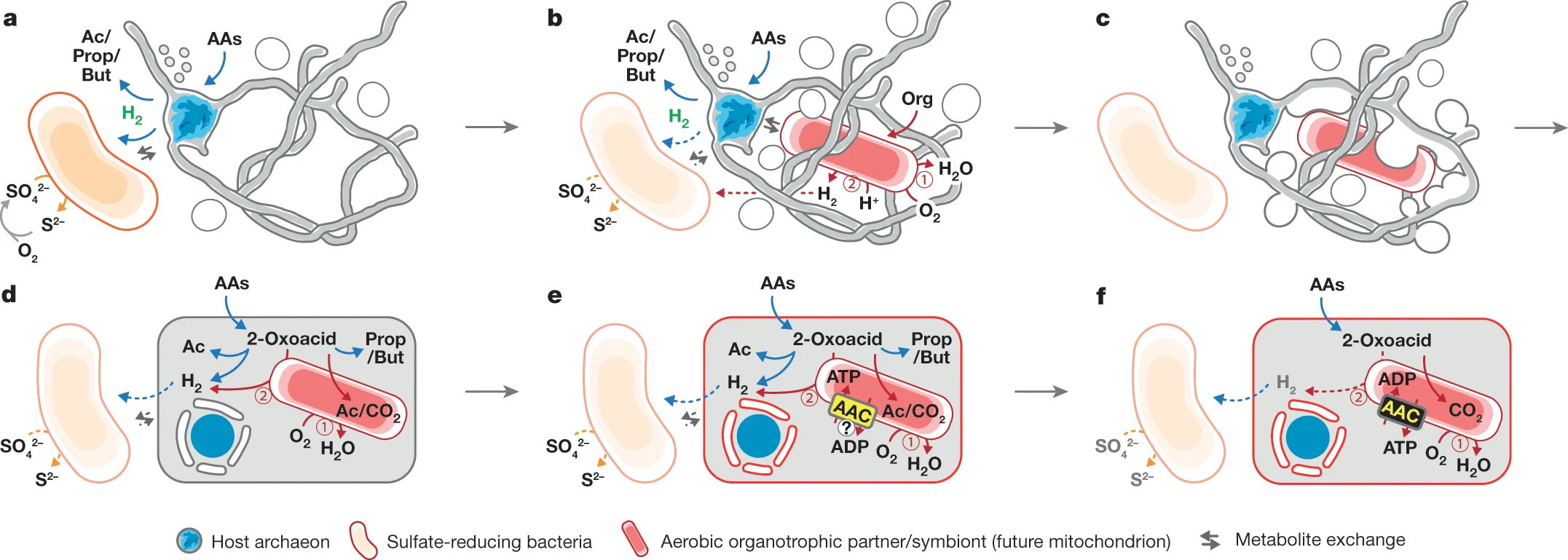
Escenario endosimbiotico propuesto para el origen de los eucariotas.

Son varias características que los eucariontes han heredado de una arquea ancestral. En 1983 se encontró una similitud entre las enzimas ARNP. También provienen de las arqueas las histonas, el ARN ribosomal, el ARNt, proteínas estructurales como las actinas y Arp2/3 y el sistema de traducción, tal como se observa en los factores de elongación e iniciación. Los cromosomas tendrían también origen arqueano por el parecido encontrado en Sulfolobus solfataricus y por la semejanza con los complejos proteicos de replicación de ADN de las arqueas.
Varios autores localizan el origen eucariota dentro de Archaea (a veces sin mencionar necesariamente la simbiogénesis). La propuesta más importante en este sentido es la hipótesis del eocito, que relaciona a los eucariontes con Thermoproteota (eocitos). Estudios más recientes encontraron que los eucariotas descenderían de un nuevo grupo de arqueas descubierto denominado Asgard o Promethearchaeota. Esta hipótesis está respaldada por múltiples evidencias genéticas ribosomales y proteicas, por lo que la filogenia eucariota puede graficarse como sigue:
|  | Jordarchaeia |
|  |              |
|  | Odinarchaeia |
|  |              |

|  | Baldrarchaeia |
|  |               |
|  | Thorarchaeia  |
|  |               |

|  | Hermodarchaeia                                                    |
|  |                                                                   |
|  | \| \| Promethearchaeia \| \| \| \| \| \| Lokiarchaeia \| \| \| \| |
|  |                                                                   |
|  | Promethearchaeia                                                  |
|  |                                                                   |
|  | Lokiarchaeia                                                      |
|  |                                                                   |

|  | Promethearchaeia |
|  |                  |
|  | Lokiarchaeia     |
|  |                  |

|  | Baldrarchaeia |
|  |               |
|  | Thorarchaeia  |
|  |               |

|  | Hermodarchaeia                                                    |
|  |                                                                   |
|  | \| \| Promethearchaeia \| \| \| \| \| \| Lokiarchaeia \| \| \| \| |
|  |                                                                   |
|  | Promethearchaeia                                                  |
|  |                                                                   |
|  | Lokiarchaeia                                                      |
|  |                                                                   |

|  | Promethearchaeia |
|  |                  |
|  | Lokiarchaeia     |
|  |                  |

|  | Jordarchaeia |
|  |              |
|  | Odinarchaeia |
|  |              |

|  | Baldrarchaeia |
|  |               |
|  | Thorarchaeia  |
|  |               |

|  | Hermodarchaeia                                                    |
|  |                                                                   |
|  | \| \| Promethearchaeia \| \| \| \| \| \| Lokiarchaeia \| \| \| \| |
|  |                                                                   |
|  | Promethearchaeia                                                  |
|  |                                                                   |
|  | Lokiarchaeia                                                      |
|  |                                                                   |

|  | Promethearchaeia |
|  |                  |
|  | Lokiarchaeia     |
|  |                  |

|  | Baldrarchaeia |
|  |               |
|  | Thorarchaeia  |
|  |               |

|  | Hermodarchaeia                                                    |
|  |                                                                   |
|  | \| \| Promethearchaeia \| \| \| \| \| \| Lokiarchaeia \| \| \| \| |
|  |                                                                   |
|  | Promethearchaeia                                                  |
|  |                                                                   |
|  | Lokiarchaeia                                                      |
|  |                                                                   |

|  | Promethearchaeia |
|  |                  |
|  | Lokiarchaeia     |
|  |                  |

|  | Jordarchaeia |
|  |              |
|  | Odinarchaeia |
|  |              |

|  | Baldrarchaeia |
|  |               |
|  | Thorarchaeia  |
|  |               |

|  | Hermodarchaeia                                                    |
|  |                                                                   |
|  | \| \| Promethearchaeia \| \| \| \| \| \| Lokiarchaeia \| \| \| \| |
|  |                                                                   |
|  | Promethearchaeia                                                  |
|  |                                                                   |
|  | Lokiarchaeia                                                      |
|  |                                                                   |

|  | Promethearchaeia |
|  |                  |
|  | Lokiarchaeia     |
|  |                  |

|  | Baldrarchaeia |
|  |               |
|  | Thorarchaeia  |
|  |               |

|  | Hermodarchaeia                                                    |
|  |                                                                   |
|  | \| \| Promethearchaeia \| \| \| \| \| \| Lokiarchaeia \| \| \| \| |
|  |                                                                   |
|  | Promethearchaeia                                                  |
|  |                                                                   |
|  | Lokiarchaeia                                                      |
|  |                                                                   |

|  | Promethearchaeia |
|  |                  |
|  | Lokiarchaeia     |
|  |                  |

|  | Jordarchaeia |
|  |              |
|  | Odinarchaeia |
|  |              |

|  | Baldrarchaeia |
|  |               |
|  | Thorarchaeia  |
|  |               |

|  | Hermodarchaeia                                                    |
|  |                                                                   |
|  | \| \| Promethearchaeia \| \| \| \| \| \| Lokiarchaeia \| \| \| \| |
|  |                                                                   |
|  | Promethearchaeia                                                  |
|  |                                                                   |
|  | Lokiarchaeia                                                      |
|  |                                                                   |

|  | Promethearchaeia |
|  |                  |
|  | Lokiarchaeia     |
|  |                  |

|  | Baldrarchaeia |
|  |               |
|  | Thorarchaeia  |
|  |               |

|  | Hermodarchaeia                                                    |
|  |                                                                   |
|  | \| \| Promethearchaeia \| \| \| \| \| \| Lokiarchaeia \| \| \| \| |
|  |                                                                   |
|  | Promethearchaeia                                                  |
|  |                                                                   |
|  | Lokiarchaeia                                                      |
|  |                                                                   |

|  | Promethearchaeia |
|  |                  |
|  | Lokiarchaeia     |
|  |                  |

|                    | Wukongarchaeia                                                                              |
|                    |                                                                                             |
|                    | \| \| Heimdallarchaeia \| \| \| \| \| + α─proteobacteria \| Eukaryota \| \| \| Eukaryota \| |
|                    |                                                                                             |
|                    | Heimdallarchaeia                                                                            |
|                    |                                                                                             |
| + α─proteobacteria | Eukaryota                                                                                   |
|                    | Eukaryota                                                                                   |

|                    | Heimdallarchaeia |
|                    |                  |
| + α─proteobacteria | Eukaryota        |
|                    | Eukaryota        |

|  | Jordarchaeia |
|  |              |
|  | Odinarchaeia |
|  |              |

|  | Baldrarchaeia |
|  |               |
|  | Thorarchaeia  |
|  |               |

|  | Hermodarchaeia                                                    |
|  |                                                                   |
|  | \| \| Promethearchaeia \| \| \| \| \| \| Lokiarchaeia \| \| \| \| |
|  |                                                                   |
|  | Promethearchaeia                                                  |
|  |                                                                   |
|  | Lokiarchaeia                                                      |
|  |                                                                   |

|  | Promethearchaeia |
|  |                  |
|  | Lokiarchaeia     |
|  |                  |

|  | Baldrarchaeia |
|  |               |
|  | Thorarchaeia  |
|  |               |

|  | Hermodarchaeia                                                    |
|  |                                                                   |
|  | \| \| Promethearchaeia \| \| \| \| \| \| Lokiarchaeia \| \| \| \| |
|  |                                                                   |
|  | Promethearchaeia                                                  |
|  |                                                                   |
|  | Lokiarchaeia                                                      |
|  |                                                                   |

|  | Promethearchaeia |
|  |                  |
|  | Lokiarchaeia     |
|  |                  |

|  | Jordarchaeia |
|  |              |
|  | Odinarchaeia |
|  |              |

|  | Baldrarchaeia |
|  |               |
|  | Thorarchaeia  |
|  |               |

|  | Hermodarchaeia                                                    |
|  |                                                                   |
|  | \| \| Promethearchaeia \| \| \| \| \| \| Lokiarchaeia \| \| \| \| |
|  |                                                                   |
|  | Promethearchaeia                                                  |
|  |                                                                   |
|  | Lokiarchaeia                                                      |
|  |                                                                   |

|  | Promethearchaeia |
|  |                  |
|  | Lokiarchaeia     |
|  |                  |

|  | Baldrarchaeia |
|  |               |
|  | Thorarchaeia  |
|  |               |

|  | Hermodarchaeia                                                    |
|  |                                                                   |
|  | \| \| Promethearchaeia \| \| \| \| \| \| Lokiarchaeia \| \| \| \| |
|  |                                                                   |
|  | Promethearchaeia                                                  |
|  |                                                                   |
|  | Lokiarchaeia                                                      |
|  |                                                                   |

|  | Promethearchaeia |
|  |                  |
|  | Lokiarchaeia     |
|  |                  |

|  | Jordarchaeia |
|  |              |
|  | Odinarchaeia |
|  |              |

|  | Baldrarchaeia |
|  |               |
|  | Thorarchaeia  |
|  |               |

|  | Hermodarchaeia                                                    |
|  |                                                                   |
|  | \| \| Promethearchaeia \| \| \| \| \| \| Lokiarchaeia \| \| \| \| |
|  |                                                                   |
|  | Promethearchaeia                                                  |
|  |                                                                   |
|  | Lokiarchaeia                                                      |
|  |                                                                   |

|  | Promethearchaeia |
|  |                  |
|  | Lokiarchaeia     |
|  |                  |

|  | Baldrarchaeia |
|  |               |
|  | Thorarchaeia  |
|  |               |

|  | Hermodarchaeia                                                    |
|  |                                                                   |
|  | \| \| Promethearchaeia \| \| \| \| \| \| Lokiarchaeia \| \| \| \| |
|  |                                                                   |
|  | Promethearchaeia                                                  |
|  |                                                                   |
|  | Lokiarchaeia                                                      |
|  |                                                                   |

|  | Promethearchaeia |
|  |                  |
|  | Lokiarchaeia     |
|  |                  |

|  | Jordarchaeia |
|  |              |
|  | Odinarchaeia |
|  |              |

|  | Baldrarchaeia |
|  |               |
|  | Thorarchaeia  |
|  |               |

|  | Hermodarchaeia                                                    |
|  |                                                                   |
|  | \| \| Promethearchaeia \| \| \| \| \| \| Lokiarchaeia \| \| \| \| |
|  |                                                                   |
|  | Promethearchaeia                                                  |
|  |                                                                   |
|  | Lokiarchaeia                                                      |
|  |                                                                   |

|  | Promethearchaeia |
|  |                  |
|  | Lokiarchaeia     |
|  |                  |

|  | Baldrarchaeia |
|  |               |
|  | Thorarchaeia  |
|  |               |

|  | Hermodarchaeia                                                    |
|  |                                                                   |
|  | \| \| Promethearchaeia \| \| \| \| \| \| Lokiarchaeia \| \| \| \| |
|  |                                                                   |
|  | Promethearchaeia                                                  |
|  |                                                                   |
|  | Lokiarchaeia                                                      |
|  |                                                                   |

|  | Promethearchaeia |
|  |                  |
|  | Lokiarchaeia     |
|  |                  |

|                    | Wukongarchaeia                                                                              |
|                    |                                                                                             |
|                    | \| \| Heimdallarchaeia \| \| \| \| \| + α─proteobacteria \| Eukaryota \| \| \| Eukaryota \| |
|                    |                                                                                             |
|                    | Heimdallarchaeia                                                                            |
|                    |                                                                                             |
| + α─proteobacteria | Eukaryota                                                                                   |
|                    | Eukaryota                                                                                   |

|                    | Heimdallarchaeia |
|                    |                  |
| + α─proteobacteria | Eukaryota        |
|                    | Eukaryota        |

|  | Jordarchaeia |
|  |              |
|  | Odinarchaeia |
|  |              |

|  | Baldrarchaeia |
|  |               |
|  | Thorarchaeia  |
|  |               |

|  | Hermodarchaeia                                                    |
|  |                                                                   |
|  | \| \| Promethearchaeia \| \| \| \| \| \| Lokiarchaeia \| \| \| \| |
|  |                                                                   |
|  | Promethearchaeia                                                  |
|  |                                                                   |
|  | Lokiarchaeia                                                      |
|  |                                                                   |

|  | Promethearchaeia |
|  |                  |
|  | Lokiarchaeia     |
|  |                  |

|  | Baldrarchaeia |
|  |               |
|  | Thorarchaeia  |
|  |               |

|  | Hermodarchaeia                                                    |
|  |                                                                   |
|  | \| \| Promethearchaeia \| \| \| \| \| \| Lokiarchaeia \| \| \| \| |
|  |                                                                   |
|  | Promethearchaeia                                                  |
|  |                                                                   |
|  | Lokiarchaeia                                                      |
|  |                                                                   |

|  | Promethearchaeia |
|  |                  |
|  | Lokiarchaeia     |
|  |                  |

|  | Jordarchaeia |
|  |              |
|  | Odinarchaeia |
|  |              |

|  | Baldrarchaeia |
|  |               |
|  | Thorarchaeia  |
|  |               |

|  | Hermodarchaeia                                                    |
|  |                                                                   |
|  | \| \| Promethearchaeia \| \| \| \| \| \| Lokiarchaeia \| \| \| \| |
|  |                                                                   |
|  | Promethearchaeia                                                  |
|  |                                                                   |
|  | Lokiarchaeia                                                      |
|  |                                                                   |

|  | Promethearchaeia |
|  |                  |
|  | Lokiarchaeia     |
|  |                  |

|  | Baldrarchaeia |
|  |               |
|  | Thorarchaeia  |
|  |               |

|  | Hermodarchaeia                                                    |
|  |                                                                   |
|  | \| \| Promethearchaeia \| \| \| \| \| \| Lokiarchaeia \| \| \| \| |
|  |                                                                   |
|  | Promethearchaeia                                                  |
|  |                                                                   |
|  | Lokiarchaeia                                                      |
|  |                                                                   |

|  | Promethearchaeia |
|  |                  |
|  | Lokiarchaeia     |
|  |                  |

|  | Jordarchaeia |
|  |              |
|  | Odinarchaeia |
|  |              |

|  | Baldrarchaeia |
|  |               |
|  | Thorarchaeia  |
|  |               |

|  | Hermodarchaeia                                                    |
|  |                                                                   |
|  | \| \| Promethearchaeia \| \| \| \| \| \| Lokiarchaeia \| \| \| \| |
|  |                                                                   |
|  | Promethearchaeia                                                  |
|  |                                                                   |
|  | Lokiarchaeia                                                      |
|  |                                                                   |

|  | Promethearchaeia |
|  |                  |
|  | Lokiarchaeia     |
|  |                  |

|  | Baldrarchaeia |
|  |               |
|  | Thorarchaeia  |
|  |               |

|  | Hermodarchaeia                                                    |
|  |                                                                   |
|  | \| \| Promethearchaeia \| \| \| \| \| \| Lokiarchaeia \| \| \| \| |
|  |                                                                   |
|  | Promethearchaeia                                                  |
|  |                                                                   |
|  | Lokiarchaeia                                                      |
|  |                                                                   |

|  | Promethearchaeia |
|  |                  |
|  | Lokiarchaeia     |
|  |                  |

|  | Jordarchaeia |
|  |              |
|  | Odinarchaeia |
|  |              |

|  | Baldrarchaeia |
|  |               |
|  | Thorarchaeia  |
|  |               |

|  | Hermodarchaeia                                                    |
|  |                                                                   |
|  | \| \| Promethearchaeia \| \| \| \| \| \| Lokiarchaeia \| \| \| \| |
|  |                                                                   |
|  | Promethearchaeia                                                  |
|  |                                                                   |
|  | Lokiarchaeia                                                      |
|  |                                                                   |

|  | Promethearchaeia |
|  |                  |
|  | Lokiarchaeia     |
|  |                  |

|  | Baldrarchaeia |
|  |               |
|  | Thorarchaeia  |
|  |               |

|  | Hermodarchaeia                                                    |
|  |                                                                   |
|  | \| \| Promethearchaeia \| \| \| \| \| \| Lokiarchaeia \| \| \| \| |
|  |                                                                   |
|  | Promethearchaeia                                                  |
|  |                                                                   |
|  | Lokiarchaeia                                                      |
|  |                                                                   |

|  | Promethearchaeia |
|  |                  |
|  | Lokiarchaeia     |
|  |                  |

|                    | Wukongarchaeia                                                                              |
|                    |                                                                                             |
|                    | \| \| Heimdallarchaeia \| \| \| \| \| + α─proteobacteria \| Eukaryota \| \| \| Eukaryota \| |
|                    |                                                                                             |
|                    | Heimdallarchaeia                                                                            |
|                    |                                                                                             |
| + α─proteobacteria | Eukaryota                                                                                   |
|                    | Eukaryota                                                                                   |

|                    | Heimdallarchaeia |
|                    |                  |
| + α─proteobacteria | Eukaryota        |
|                    | Eukaryota        |

|  | Jordarchaeia |
|  |              |
|  | Odinarchaeia |
|  |              |

|  | Baldrarchaeia |
|  |               |
|  | Thorarchaeia  |
|  |               |

|  | Hermodarchaeia                                                    |
|  |                                                                   |
|  | \| \| Promethearchaeia \| \| \| \| \| \| Lokiarchaeia \| \| \| \| |
|  |                                                                   |
|  | Promethearchaeia                                                  |
|  |                                                                   |
|  | Lokiarchaeia                                                      |
|  |                                                                   |

|  | Promethearchaeia |
|  |                  |
|  | Lokiarchaeia     |
|  |                  |

|  | Baldrarchaeia |
|  |               |
|  | Thorarchaeia  |
|  |               |

|  | Hermodarchaeia                                                    |
|  |                                                                   |
|  | \| \| Promethearchaeia \| \| \| \| \| \| Lokiarchaeia \| \| \| \| |
|  |                                                                   |
|  | Promethearchaeia                                                  |
|  |                                                                   |
|  | Lokiarchaeia                                                      |
|  |                                                                   |

|  | Promethearchaeia |
|  |                  |
|  | Lokiarchaeia     |
|  |                  |

|  | Jordarchaeia |
|  |              |
|  | Odinarchaeia |
|  |              |

|  | Baldrarchaeia |
|  |               |
|  | Thorarchaeia  |
|  |               |

|  | Hermodarchaeia                                                    |
|  |                                                                   |
|  | \| \| Promethearchaeia \| \| \| \| \| \| Lokiarchaeia \| \| \| \| |
|  |                                                                   |
|  | Promethearchaeia                                                  |
|  |                                                                   |
|  | Lokiarchaeia                                                      |
|  |                                                                   |

|  | Promethearchaeia |
|  |                  |
|  | Lokiarchaeia     |
|  |                  |

|  | Baldrarchaeia |
|  |               |
|  | Thorarchaeia  |
|  |               |

|  | Hermodarchaeia                                                    |
|  |                                                                   |
|  | \| \| Promethearchaeia \| \| \| \| \| \| Lokiarchaeia \| \| \| \| |
|  |                                                                   |
|  | Promethearchaeia                                                  |
|  |                                                                   |
|  | Lokiarchaeia                                                      |
|  |                                                                   |

|  | Promethearchaeia |
|  |                  |
|  | Lokiarchaeia     |
|  |                  |

|  | Jordarchaeia |
|  |              |
|  | Odinarchaeia |
|  |              |

|  | Baldrarchaeia |
|  |               |
|  | Thorarchaeia  |
|  |               |

|  | Hermodarchaeia                                                    |
|  |                                                                   |
|  | \| \| Promethearchaeia \| \| \| \| \| \| Lokiarchaeia \| \| \| \| |
|  |                                                                   |
|  | Promethearchaeia                                                  |
|  |                                                                   |
|  | Lokiarchaeia                                                      |
|  |                                                                   |

|  | Promethearchaeia |
|  |                  |
|  | Lokiarchaeia     |
|  |                  |

|  | Baldrarchaeia |
|  |               |
|  | Thorarchaeia  |
|  |               |

|  | Hermodarchaeia                                                    |
|  |                                                                   |
|  | \| \| Promethearchaeia \| \| \| \| \| \| Lokiarchaeia \| \| \| \| |
|  |                                                                   |
|  | Promethearchaeia                                                  |
|  |                                                                   |
|  | Lokiarchaeia                                                      |
|  |                                                                   |

|  | Promethearchaeia |
|  |                  |
|  | Lokiarchaeia     |
|  |                  |

|  | Jordarchaeia |
|  |              |
|  | Odinarchaeia |
|  |              |

|  | Baldrarchaeia |
|  |               |
|  | Thorarchaeia  |
|  |               |

|  | Hermodarchaeia                                                    |
|  |                                                                   |
|  | \| \| Promethearchaeia \| \| \| \| \| \| Lokiarchaeia \| \| \| \| |
|  |                                                                   |
|  | Promethearchaeia                                                  |
|  |                                                                   |
|  | Lokiarchaeia                                                      |
|  |                                                                   |

|  | Promethearchaeia |
|  |                  |
|  | Lokiarchaeia     |
|  |                  |

|  | Baldrarchaeia |
|  |               |
|  | Thorarchaeia  |
|  |               |

|  | Hermodarchaeia                                                    |
|  |                                                                   |
|  | \| \| Promethearchaeia \| \| \| \| \| \| Lokiarchaeia \| \| \| \| |
|  |                                                                   |
|  | Promethearchaeia                                                  |
|  |                                                                   |
|  | Lokiarchaeia                                                      |
|  |                                                                   |

|  | Promethearchaeia |
|  |                  |
|  | Lokiarchaeia     |
|  |                  |

|                    | Wukongarchaeia                                                                              |
|                    |                                                                                             |
|                    | \| \| Heimdallarchaeia \| \| \| \| \| + α─proteobacteria \| Eukaryota \| \| \| Eukaryota \| |
|                    |                                                                                             |
|                    | Heimdallarchaeia                                                                            |
|                    |                                                                                             |
| + α─proteobacteria | Eukaryota                                                                                   |
|                    | Eukaryota                                                                                   |

|                    | Heimdallarchaeia |
|                    |                  |
| + α─proteobacteria | Eukaryota        |
|                    | Eukaryota        |

|  | Jordarchaeia |
|  |              |
|  | Odinarchaeia |
|  |              |

|  | Baldrarchaeia |
|  |               |
|  | Thorarchaeia  |
|  |               |

|  | Hermodarchaeia                                                    |
|  |                                                                   |
|  | \| \| Promethearchaeia \| \| \| \| \| \| Lokiarchaeia \| \| \| \| |
|  |                                                                   |
|  | Promethearchaeia                                                  |
|  |                                                                   |
|  | Lokiarchaeia                                                      |
|  |                                                                   |

|  | Promethearchaeia |
|  |                  |
|  | Lokiarchaeia     |
|  |                  |

|  | Baldrarchaeia |
|  |               |
|  | Thorarchaeia  |
|  |               |

|  | Hermodarchaeia                                                    |
|  |                                                                   |
|  | \| \| Promethearchaeia \| \| \| \| \| \| Lokiarchaeia \| \| \| \| |
|  |                                                                   |
|  | Promethearchaeia                                                  |
|  |                                                                   |
|  | Lokiarchaeia                                                      |
|  |                                                                   |

|  | Promethearchaeia |
|  |                  |
|  | Lokiarchaeia     |
|  |                  |

|  | Jordarchaeia |
|  |              |
|  | Odinarchaeia |
|  |              |

|  | Baldrarchaeia |
|  |               |
|  | Thorarchaeia  |
|  |               |

|  | Hermodarchaeia                                                    |
|  |                                                                   |
|  | \| \| Promethearchaeia \| \| \| \| \| \| Lokiarchaeia \| \| \| \| |
|  |                                                                   |
|  | Promethearchaeia                                                  |
|  |                                                                   |
|  | Lokiarchaeia                                                      |
|  |                                                                   |

|  | Promethearchaeia |
|  |                  |
|  | Lokiarchaeia     |
|  |                  |

|  | Baldrarchaeia |
|  |               |
|  | Thorarchaeia  |
|  |               |

|  | Hermodarchaeia                                                    |
|  |                                                                   |
|  | \| \| Promethearchaeia \| \| \| \| \| \| Lokiarchaeia \| \| \| \| |
|  |                                                                   |
|  | Promethearchaeia                                                  |
|  |                                                                   |
|  | Lokiarchaeia                                                      |
|  |                                                                   |

|  | Promethearchaeia |
|  |                  |
|  | Lokiarchaeia     |
|  |                  |

|  | Jordarchaeia |
|  |              |
|  | Odinarchaeia |
|  |              |

|  | Baldrarchaeia |
|  |               |
|  | Thorarchaeia  |
|  |               |

|  | Hermodarchaeia                                                    |
|  |                                                                   |
|  | \| \| Promethearchaeia \| \| \| \| \| \| Lokiarchaeia \| \| \| \| |
|  |                                                                   |
|  | Promethearchaeia                                                  |
|  |                                                                   |
|  | Lokiarchaeia                                                      |
|  |                                                                   |

|  | Promethearchaeia |
|  |                  |
|  | Lokiarchaeia     |
|  |                  |

|  | Baldrarchaeia |
|  |               |
|  | Thorarchaeia  |
|  |               |

|  | Hermodarchaeia                                                    |
|  |                                                                   |
|  | \| \| Promethearchaeia \| \| \| \| \| \| Lokiarchaeia \| \| \| \| |
|  |                                                                   |
|  | Promethearchaeia                                                  |
|  |                                                                   |
|  | Lokiarchaeia                                                      |
|  |                                                                   |

|  | Promethearchaeia |
|  |                  |
|  | Lokiarchaeia     |
|  |                  |

|  | Jordarchaeia |
|  |              |
|  | Odinarchaeia |
|  |              |

|  | Baldrarchaeia |
|  |               |
|  | Thorarchaeia  |
|  |               |

|  | Hermodarchaeia                                                    |
|  |                                                                   |
|  | \| \| Promethearchaeia \| \| \| \| \| \| Lokiarchaeia \| \| \| \| |
|  |                                                                   |
|  | Promethearchaeia                                                  |
|  |                                                                   |
|  | Lokiarchaeia                                                      |
|  |                                                                   |

|  | Promethearchaeia |
|  |                  |
|  | Lokiarchaeia     |
|  |                  |

|  | Baldrarchaeia |
|  |               |
|  | Thorarchaeia  |
|  |               |

|  | Hermodarchaeia                                                    |
|  |                                                                   |
|  | \| \| Promethearchaeia \| \| \| \| \| \| Lokiarchaeia \| \| \| \| |
|  |                                                                   |
|  | Promethearchaeia                                                  |
|  |                                                                   |
|  | Lokiarchaeia                                                      |
|  |                                                                   |

|  | Promethearchaeia |
|  |                  |
|  | Lokiarchaeia     |
|  |                  |

|                    | Wukongarchaeia                                                                              |
|                    |                                                                                             |
|                    | \| \| Heimdallarchaeia \| \| \| \| \| + α─proteobacteria \| Eukaryota \| \| \| Eukaryota \| |
|                    |                                                                                             |
|                    | Heimdallarchaeia                                                                            |
|                    |                                                                                             |
| + α─proteobacteria | Eukaryota                                                                                   |
|                    | Eukaryota                                                                                   |

|                    | Heimdallarchaeia |
|                    |                  |
| + α─proteobacteria | Eukaryota        |
|                    | Eukaryota        |

|  | Jordarchaeia |
|  |              |
|  | Odinarchaeia |
|  |              |

|  | Baldrarchaeia |
|  |               |
|  | Thorarchaeia  |
|  |               |

|  | Hermodarchaeia                                                    |
|  |                                                                   |
|  | \| \| Promethearchaeia \| \| \| \| \| \| Lokiarchaeia \| \| \| \| |
|  |                                                                   |
|  | Promethearchaeia                                                  |
|  |                                                                   |
|  | Lokiarchaeia                                                      |
|  |                                                                   |

|  | Promethearchaeia |
|  |                  |
|  | Lokiarchaeia     |
|  |                  |

|  | Baldrarchaeia |
|  |               |
|  | Thorarchaeia  |
|  |               |

|  | Hermodarchaeia                                                    |
|  |                                                                   |
|  | \| \| Promethearchaeia \| \| \| \| \| \| Lokiarchaeia \| \| \| \| |
|  |                                                                   |
|  | Promethearchaeia                                                  |
|  |                                                                   |
|  | Lokiarchaeia                                                      |
|  |                                                                   |

|  | Promethearchaeia |
|  |                  |
|  | Lokiarchaeia     |
|  |                  |

|  | Jordarchaeia |
|  |              |
|  | Odinarchaeia |
|  |              |

|  | Baldrarchaeia |
|  |               |
|  | Thorarchaeia  |
|  |               |

|  | Hermodarchaeia                                                    |
|  |                                                                   |
|  | \| \| Promethearchaeia \| \| \| \| \| \| Lokiarchaeia \| \| \| \| |
|  |                                                                   |
|  | Promethearchaeia                                                  |
|  |                                                                   |
|  | Lokiarchaeia                                                      |
|  |                                                                   |

|  | Promethearchaeia |
|  |                  |
|  | Lokiarchaeia     |
|  |                  |

|  | Baldrarchaeia |
|  |               |
|  | Thorarchaeia  |
|  |               |

|  | Hermodarchaeia                                                    |
|  |                                                                   |
|  | \| \| Promethearchaeia \| \| \| \| \| \| Lokiarchaeia \| \| \| \| |
|  |                                                                   |
|  | Promethearchaeia                                                  |
|  |                                                                   |
|  | Lokiarchaeia                                                      |
|  |                                                                   |

|  | Promethearchaeia |
|  |                  |
|  | Lokiarchaeia     |
|  |                  |

|  | Jordarchaeia |
|  |              |
|  | Odinarchaeia |
|  |              |

|  | Baldrarchaeia |
|  |               |
|  | Thorarchaeia  |
|  |               |

|  | Hermodarchaeia                                                    |
|  |                                                                   |
|  | \| \| Promethearchaeia \| \| \| \| \| \| Lokiarchaeia \| \| \| \| |
|  |                                                                   |
|  | Promethearchaeia                                                  |
|  |                                                                   |
|  | Lokiarchaeia                                                      |
|  |                                                                   |

|  | Promethearchaeia |
|  |                  |
|  | Lokiarchaeia     |
|  |                  |

|  | Baldrarchaeia |
|  |               |
|  | Thorarchaeia  |
|  |               |

|  | Hermodarchaeia                                                    |
|  |                                                                   |
|  | \| \| Promethearchaeia \| \| \| \| \| \| Lokiarchaeia \| \| \| \| |
|  |                                                                   |
|  | Promethearchaeia                                                  |
|  |                                                                   |
|  | Lokiarchaeia                                                      |
|  |                                                                   |

|  | Promethearchaeia |
|  |                  |
|  | Lokiarchaeia     |
|  |                  |

|  | Jordarchaeia |
|  |              |
|  | Odinarchaeia |
|  |              |

|  | Baldrarchaeia |
|  |               |
|  | Thorarchaeia  |
|  |               |

|  | Hermodarchaeia                                                    |
|  |                                                                   |
|  | \| \| Promethearchaeia \| \| \| \| \| \| Lokiarchaeia \| \| \| \| |
|  |                                                                   |
|  | Promethearchaeia                                                  |
|  |                                                                   |
|  | Lokiarchaeia                                                      |
|  |                                                                   |

|  | Promethearchaeia |
|  |                  |
|  | Lokiarchaeia     |
|  |                  |

|  | Baldrarchaeia |
|  |               |
|  | Thorarchaeia  |
|  |               |

|  | Hermodarchaeia                                                    |
|  |                                                                   |
|  | \| \| Promethearchaeia \| \| \| \| \| \| Lokiarchaeia \| \| \| \| |
|  |                                                                   |
|  | Promethearchaeia                                                  |
|  |                                                                   |
|  | Lokiarchaeia                                                      |
|  |                                                                   |

|  | Promethearchaeia |
|  |                  |
|  | Lokiarchaeia     |
|  |                  |

|                    | Wukongarchaeia                                                                              |
|                    |                                                                                             |
|                    | \| \| Heimdallarchaeia \| \| \| \| \| + α─proteobacteria \| Eukaryota \| \| \| Eukaryota \| |
|                    |                                                                                             |
|                    | Heimdallarchaeia                                                                            |
|                    |                                                                                             |
| + α─proteobacteria | Eukaryota                                                                                   |
|                    | Eukaryota                                                                                   |

|                    | Heimdallarchaeia |
|                    |                  |
| + α─proteobacteria | Eukaryota        |
|                    | Eukaryota        |

|  | Jordarchaeia |
|  |              |
|  | Odinarchaeia |
|  |              |

|  | Baldrarchaeia |
|  |               |
|  | Thorarchaeia  |
|  |               |

|  | Hermodarchaeia                                                    |
|  |                                                                   |
|  | \| \| Promethearchaeia \| \| \| \| \| \| Lokiarchaeia \| \| \| \| |
|  |                                                                   |
|  | Promethearchaeia                                                  |
|  |                                                                   |
|  | Lokiarchaeia                                                      |
|  |                                                                   |

|  | Promethearchaeia |
|  |                  |
|  | Lokiarchaeia     |
|  |                  |

|  | Baldrarchaeia |
|  |               |
|  | Thorarchaeia  |
|  |               |

|  | Hermodarchaeia                                                    |
|  |                                                                   |
|  | \| \| Promethearchaeia \| \| \| \| \| \| Lokiarchaeia \| \| \| \| |
|  |                                                                   |
|  | Promethearchaeia                                                  |
|  |                                                                   |
|  | Lokiarchaeia                                                      |
|  |                                                                   |

|  | Promethearchaeia |
|  |                  |
|  | Lokiarchaeia     |
|  |                  |

|  | Jordarchaeia |
|  |              |
|  | Odinarchaeia |
|  |              |

|  | Baldrarchaeia |
|  |               |
|  | Thorarchaeia  |
|  |               |

|  | Hermodarchaeia                                                    |
|  |                                                                   |
|  | \| \| Promethearchaeia \| \| \| \| \| \| Lokiarchaeia \| \| \| \| |
|  |                                                                   |
|  | Promethearchaeia                                                  |
|  |                                                                   |
|  | Lokiarchaeia                                                      |
|  |                                                                   |

|  | Promethearchaeia |
|  |                  |
|  | Lokiarchaeia     |
|  |                  |

|  | Baldrarchaeia |
|  |               |
|  | Thorarchaeia  |
|  |               |

|  | Hermodarchaeia                                                    |
|  |                                                                   |
|  | \| \| Promethearchaeia \| \| \| \| \| \| Lokiarchaeia \| \| \| \| |
|  |                                                                   |
|  | Promethearchaeia                                                  |
|  |                                                                   |
|  | Lokiarchaeia                                                      |
|  |                                                                   |

|  | Promethearchaeia |
|  |                  |
|  | Lokiarchaeia     |
|  |                  |

|  | Jordarchaeia |
|  |              |
|  | Odinarchaeia |
|  |              |

|  | Baldrarchaeia |
|  |               |
|  | Thorarchaeia  |
|  |               |

|  | Hermodarchaeia                                                    |
|  |                                                                   |
|  | \| \| Promethearchaeia \| \| \| \| \| \| Lokiarchaeia \| \| \| \| |
|  |                                                                   |
|  | Promethearchaeia                                                  |
|  |                                                                   |
|  | Lokiarchaeia                                                      |
|  |                                                                   |

|  | Promethearchaeia |
|  |                  |
|  | Lokiarchaeia     |
|  |                  |

|  | Baldrarchaeia |
|  |               |
|  | Thorarchaeia  |
|  |               |

|  | Hermodarchaeia                                                    |
|  |                                                                   |
|  | \| \| Promethearchaeia \| \| \| \| \| \| Lokiarchaeia \| \| \| \| |
|  |                                                                   |
|  | Promethearchaeia                                                  |
|  |                                                                   |
|  | Lokiarchaeia                                                      |
|  |                                                                   |

|  | Promethearchaeia |
|  |                  |
|  | Lokiarchaeia     |
|  |                  |

|  | Jordarchaeia |
|  |              |
|  | Odinarchaeia |
|  |              |

|  | Baldrarchaeia |
|  |               |
|  | Thorarchaeia  |
|  |               |

|  | Hermodarchaeia                                                    |
|  |                                                                   |
|  | \| \| Promethearchaeia \| \| \| \| \| \| Lokiarchaeia \| \| \| \| |
|  |                                                                   |
|  | Promethearchaeia                                                  |
|  |                                                                   |
|  | Lokiarchaeia                                                      |
|  |                                                                   |

|  | Promethearchaeia |
|  |                  |
|  | Lokiarchaeia     |
|  |                  |

|  | Baldrarchaeia |
|  |               |
|  | Thorarchaeia  |
|  |               |

|  | Hermodarchaeia                                                    |
|  |                                                                   |
|  | \| \| Promethearchaeia \| \| \| \| \| \| Lokiarchaeia \| \| \| \| |
|  |                                                                   |
|  | Promethearchaeia                                                  |
|  |                                                                   |
|  | Lokiarchaeia                                                      |
|  |                                                                   |

|  | Promethearchaeia |
|  |                  |
|  | Lokiarchaeia     |
|  |                  |

|                    | Wukongarchaeia                                                                              |
|                    |                                                                                             |
|                    | \| \| Heimdallarchaeia \| \| \| \| \| + α─proteobacteria \| Eukaryota \| \| \| Eukaryota \| |
|                    |                                                                                             |
|                    | Heimdallarchaeia                                                                            |
|                    |                                                                                             |
| + α─proteobacteria | Eukaryota                                                                                   |
|                    | Eukaryota                                                                                   |

|                    | Heimdallarchaeia |
|                    |                  |
| + α─proteobacteria | Eukaryota        |
|                    | Eukaryota        |

|  | Jordarchaeia |
|  |              |
|  | Odinarchaeia |
|  |              |

|  | Baldrarchaeia |
|  |               |
|  | Thorarchaeia  |
|  |               |

|  | Hermodarchaeia                                                    |
|  |                                                                   |
|  | \| \| Promethearchaeia \| \| \| \| \| \| Lokiarchaeia \| \| \| \| |
|  |                                                                   |
|  | Promethearchaeia                                                  |
|  |                                                                   |
|  | Lokiarchaeia                                                      |
|  |                                                                   |

|  | Promethearchaeia |
|  |                  |
|  | Lokiarchaeia     |
|  |                  |

|  | Baldrarchaeia |
|  |               |
|  | Thorarchaeia  |
|  |               |

|  | Hermodarchaeia                                                    |
|  |                                                                   |
|  | \| \| Promethearchaeia \| \| \| \| \| \| Lokiarchaeia \| \| \| \| |
|  |                                                                   |
|  | Promethearchaeia                                                  |
|  |                                                                   |
|  | Lokiarchaeia                                                      |
|  |                                                                   |

|  | Promethearchaeia |
|  |                  |
|  | Lokiarchaeia     |
|  |                  |

|  | Jordarchaeia |
|  |              |
|  | Odinarchaeia |
|  |              |

|  | Baldrarchaeia |
|  |               |
|  | Thorarchaeia  |
|  |               |

|  | Hermodarchaeia                                                    |
|  |                                                                   |
|  | \| \| Promethearchaeia \| \| \| \| \| \| Lokiarchaeia \| \| \| \| |
|  |                                                                   |
|  | Promethearchaeia                                                  |
|  |                                                                   |
|  | Lokiarchaeia                                                      |
|  |                                                                   |

|  | Promethearchaeia |
|  |                  |
|  | Lokiarchaeia     |
|  |                  |

|  | Baldrarchaeia |
|  |               |
|  | Thorarchaeia  |
|  |               |

|  | Hermodarchaeia                                                    |
|  |                                                                   |
|  | \| \| Promethearchaeia \| \| \| \| \| \| Lokiarchaeia \| \| \| \| |
|  |                                                                   |
|  | Promethearchaeia                                                  |
|  |                                                                   |
|  | Lokiarchaeia                                                      |
|  |                                                                   |

|  | Promethearchaeia |
|  |                  |
|  | Lokiarchaeia     |
|  |                  |

|  | Jordarchaeia |
|  |              |
|  | Odinarchaeia |
|  |              |

|  | Baldrarchaeia |
|  |               |
|  | Thorarchaeia  |
|  |               |

|  | Hermodarchaeia                                                    |
|  |                                                                   |
|  | \| \| Promethearchaeia \| \| \| \| \| \| Lokiarchaeia \| \| \| \| |
|  |                                                                   |
|  | Promethearchaeia                                                  |
|  |                                                                   |
|  | Lokiarchaeia                                                      |
|  |                                                                   |

|  | Promethearchaeia |
|  |                  |
|  | Lokiarchaeia     |
|  |                  |

|  | Baldrarchaeia |
|  |               |
|  | Thorarchaeia  |
|  |               |

|  | Hermodarchaeia                                                    |
|  |                                                                   |
|  | \| \| Promethearchaeia \| \| \| \| \| \| Lokiarchaeia \| \| \| \| |
|  |                                                                   |
|  | Promethearchaeia                                                  |
|  |                                                                   |
|  | Lokiarchaeia                                                      |
|  |                                                                   |

|  | Promethearchaeia |
|  |                  |
|  | Lokiarchaeia     |
|  |                  |

|  | Jordarchaeia |
|  |              |
|  | Odinarchaeia |
|  |              |

|  | Baldrarchaeia |
|  |               |
|  | Thorarchaeia  |
|  |               |

|  | Hermodarchaeia                                                    |
|  |                                                                   |
|  | \| \| Promethearchaeia \| \| \| \| \| \| Lokiarchaeia \| \| \| \| |
|  |                                                                   |
|  | Promethearchaeia                                                  |
|  |                                                                   |
|  | Lokiarchaeia                                                      |
|  |                                                                   |

|  | Promethearchaeia |
|  |                  |
|  | Lokiarchaeia     |
|  |                  |

|  | Baldrarchaeia |
|  |               |
|  | Thorarchaeia  |
|  |               |

|  | Hermodarchaeia                                                    |
|  |                                                                   |
|  | \| \| Promethearchaeia \| \| \| \| \| \| Lokiarchaeia \| \| \| \| |
|  |                                                                   |
|  | Promethearchaeia                                                  |
|  |                                                                   |
|  | Lokiarchaeia                                                      |
|  |                                                                   |

|  | Promethearchaeia |
|  |                  |
|  | Lokiarchaeia     |
|  |                  |

|                    | Wukongarchaeia                                                                              |
|                    |                                                                                             |
|                    | \| \| Heimdallarchaeia \| \| \| \| \| + α─proteobacteria \| Eukaryota \| \| \| Eukaryota \| |
|                    |                                                                                             |
|                    | Heimdallarchaeia                                                                            |
|                    |                                                                                             |
| + α─proteobacteria | Eukaryota                                                                                   |
|                    | Eukaryota                                                                                   |

|                    | Heimdallarchaeia |
|                    |                  |
| + α─proteobacteria | Eukaryota        |
|                    | Eukaryota        |

|  | Jordarchaeia |
|  |              |
|  | Odinarchaeia |
|  |              |

|  | Baldrarchaeia |
|  |               |
|  | Thorarchaeia  |
|  |               |

|  | Hermodarchaeia                                                    |
|  |                                                                   |
|  | \| \| Promethearchaeia \| \| \| \| \| \| Lokiarchaeia \| \| \| \| |
|  |                                                                   |
|  | Promethearchaeia                                                  |
|  |                                                                   |
|  | Lokiarchaeia                                                      |
|  |                                                                   |

|  | Promethearchaeia |
|  |                  |
|  | Lokiarchaeia     |
|  |                  |

|  | Baldrarchaeia |
|  |               |
|  | Thorarchaeia  |
|  |               |

|  | Hermodarchaeia                                                    |
|  |                                                                   |
|  | \| \| Promethearchaeia \| \| \| \| \| \| Lokiarchaeia \| \| \| \| |
|  |                                                                   |
|  | Promethearchaeia                                                  |
|  |                                                                   |
|  | Lokiarchaeia                                                      |
|  |                                                                   |

|  | Promethearchaeia |
|  |                  |
|  | Lokiarchaeia     |
|  |                  |

|  | Jordarchaeia |
|  |              |
|  | Odinarchaeia |
|  |              |

|  | Baldrarchaeia |
|  |               |
|  | Thorarchaeia  |
|  |               |

|  | Hermodarchaeia                                                    |
|  |                                                                   |
|  | \| \| Promethearchaeia \| \| \| \| \| \| Lokiarchaeia \| \| \| \| |
|  |                                                                   |
|  | Promethearchaeia                                                  |
|  |                                                                   |
|  | Lokiarchaeia                                                      |
|  |                                                                   |

|  | Promethearchaeia |
|  |                  |
|  | Lokiarchaeia     |
|  |                  |

|  | Baldrarchaeia |
|  |               |
|  | Thorarchaeia  |
|  |               |

|  | Hermodarchaeia                                                    |
|  |                                                                   |
|  | \| \| Promethearchaeia \| \| \| \| \| \| Lokiarchaeia \| \| \| \| |
|  |                                                                   |
|  | Promethearchaeia                                                  |
|  |                                                                   |
|  | Lokiarchaeia                                                      |
|  |                                                                   |

|  | Promethearchaeia |
|  |                  |
|  | Lokiarchaeia     |
|  |                  |

|  | Jordarchaeia |
|  |              |
|  | Odinarchaeia |
|  |              |

|  | Baldrarchaeia |
|  |               |
|  | Thorarchaeia  |
|  |               |

|  | Hermodarchaeia                                                    |
|  |                                                                   |
|  | \| \| Promethearchaeia \| \| \| \| \| \| Lokiarchaeia \| \| \| \| |
|  |                                                                   |
|  | Promethearchaeia                                                  |
|  |                                                                   |
|  | Lokiarchaeia                                                      |
|  |                                                                   |

|  | Promethearchaeia |
|  |                  |
|  | Lokiarchaeia     |
|  |                  |

|  | Baldrarchaeia |
|  |               |
|  | Thorarchaeia  |
|  |               |

|  | Hermodarchaeia                                                    |
|  |                                                                   |
|  | \| \| Promethearchaeia \| \| \| \| \| \| Lokiarchaeia \| \| \| \| |
|  |                                                                   |
|  | Promethearchaeia                                                  |
|  |                                                                   |
|  | Lokiarchaeia                                                      |
|  |                                                                   |

|  | Promethearchaeia |
|  |                  |
|  | Lokiarchaeia     |
|  |                  |

|  | Jordarchaeia |
|  |              |
|  | Odinarchaeia |
|  |              |

|  | Baldrarchaeia |
|  |               |
|  | Thorarchaeia  |
|  |               |

|  | Hermodarchaeia                                                    |
|  |                                                                   |
|  | \| \| Promethearchaeia \| \| \| \| \| \| Lokiarchaeia \| \| \| \| |
|  |                                                                   |
|  | Promethearchaeia                                                  |
|  |                                                                   |
|  | Lokiarchaeia                                                      |
|  |                                                                   |

|  | Promethearchaeia |
|  |                  |
|  | Lokiarchaeia     |
|  |                  |

|  | Baldrarchaeia |
|  |               |
|  | Thorarchaeia  |
|  |               |

|  | Hermodarchaeia                                                    |
|  |                                                                   |
|  | \| \| Promethearchaeia \| \| \| \| \| \| Lokiarchaeia \| \| \| \| |
|  |                                                                   |
|  | Promethearchaeia                                                  |
|  |                                                                   |
|  | Lokiarchaeia                                                      |
|  |                                                                   |

|  | Promethearchaeia |
|  |                  |
|  | Lokiarchaeia     |
|  |                  |

|                    | Wukongarchaeia                                                                              |
|                    |                                                                                             |
|                    | \| \| Heimdallarchaeia \| \| \| \| \| + α─proteobacteria \| Eukaryota \| \| \| Eukaryota \| |
|                    |                                                                                             |
|                    | Heimdallarchaeia                                                                            |
|                    |                                                                                             |
| + α─proteobacteria | Eukaryota                                                                                   |
|                    | Eukaryota                                                                                   |

|                    | Heimdallarchaeia |
|                    |                  |
| + α─proteobacteria | Eukaryota        |
|                    | Eukaryota        |

|  | Jordarchaeia |
|  |              |
|  | Odinarchaeia |
|  |              |

|  | Baldrarchaeia |
|  |               |
|  | Thorarchaeia  |
|  |               |

|  | Hermodarchaeia                                                    |
|  |                                                                   |
|  | \| \| Promethearchaeia \| \| \| \| \| \| Lokiarchaeia \| \| \| \| |
|  |                                                                   |
|  | Promethearchaeia                                                  |
|  |                                                                   |
|  | Lokiarchaeia                                                      |
|  |                                                                   |

|  | Promethearchaeia |
|  |                  |
|  | Lokiarchaeia     |
|  |                  |

|  | Baldrarchaeia |
|  |               |
|  | Thorarchaeia  |
|  |               |

|  | Hermodarchaeia                                                    |
|  |                                                                   |
|  | \| \| Promethearchaeia \| \| \| \| \| \| Lokiarchaeia \| \| \| \| |
|  |                                                                   |
|  | Promethearchaeia                                                  |
|  |                                                                   |
|  | Lokiarchaeia                                                      |
|  |                                                                   |

|  | Promethearchaeia |
|  |                  |
|  | Lokiarchaeia     |
|  |                  |

|  | Jordarchaeia |
|  |              |
|  | Odinarchaeia |
|  |              |

|  | Baldrarchaeia |
|  |               |
|  | Thorarchaeia  |
|  |               |

|  | Hermodarchaeia                                                    |
|  |                                                                   |
|  | \| \| Promethearchaeia \| \| \| \| \| \| Lokiarchaeia \| \| \| \| |
|  |                                                                   |
|  | Promethearchaeia                                                  |
|  |                                                                   |
|  | Lokiarchaeia                                                      |
|  |                                                                   |

|  | Promethearchaeia |
|  |                  |
|  | Lokiarchaeia     |
|  |                  |

|  | Baldrarchaeia |
|  |               |
|  | Thorarchaeia  |
|  |               |

|  | Hermodarchaeia                                                    |
|  |                                                                   |
|  | \| \| Promethearchaeia \| \| \| \| \| \| Lokiarchaeia \| \| \| \| |
|  |                                                                   |
|  | Promethearchaeia                                                  |
|  |                                                                   |
|  | Lokiarchaeia                                                      |
|  |                                                                   |

|  | Promethearchaeia |
|  |                  |
|  | Lokiarchaeia     |
|  |                  |

|  | Jordarchaeia |
|  |              |
|  | Odinarchaeia |
|  |              |

|  | Baldrarchaeia |
|  |               |
|  | Thorarchaeia  |
|  |               |

|  | Hermodarchaeia                                                    |
|  |                                                                   |
|  | \| \| Promethearchaeia \| \| \| \| \| \| Lokiarchaeia \| \| \| \| |
|  |                                                                   |
|  | Promethearchaeia                                                  |
|  |                                                                   |
|  | Lokiarchaeia                                                      |
|  |                                                                   |

|  | Promethearchaeia |
|  |                  |
|  | Lokiarchaeia     |
|  |                  |

|  | Baldrarchaeia |
|  |               |
|  | Thorarchaeia  |
|  |               |

|  | Hermodarchaeia                                                    |
|  |                                                                   |
|  | \| \| Promethearchaeia \| \| \| \| \| \| Lokiarchaeia \| \| \| \| |
|  |                                                                   |
|  | Promethearchaeia                                                  |
|  |                                                                   |
|  | Lokiarchaeia                                                      |
|  |                                                                   |

|  | Promethearchaeia |
|  |                  |
|  | Lokiarchaeia     |
|  |                  |

|  | Jordarchaeia |
|  |              |
|  | Odinarchaeia |
|  |              |

|  | Baldrarchaeia |
|  |               |
|  | Thorarchaeia  |
|  |               |

|  | Hermodarchaeia                                                    |
|  |                                                                   |
|  | \| \| Promethearchaeia \| \| \| \| \| \| Lokiarchaeia \| \| \| \| |
|  |                                                                   |
|  | Promethearchaeia                                                  |
|  |                                                                   |
|  | Lokiarchaeia                                                      |
|  |                                                                   |

|  | Promethearchaeia |
|  |                  |
|  | Lokiarchaeia     |
|  |                  |

|  | Baldrarchaeia |
|  |               |
|  | Thorarchaeia  |
|  |               |

|  | Hermodarchaeia                                                    |
|  |                                                                   |
|  | \| \| Promethearchaeia \| \| \| \| \| \| Lokiarchaeia \| \| \| \| |
|  |                                                                   |
|  | Promethearchaeia                                                  |
|  |                                                                   |
|  | Lokiarchaeia                                                      |
|  |                                                                   |

|  | Promethearchaeia |
|  |                  |
|  | Lokiarchaeia     |
|  |                  |

|                    | Wukongarchaeia                                                                              |
|                    |                                                                                             |
|                    | \| \| Heimdallarchaeia \| \| \| \| \| + α─proteobacteria \| Eukaryota \| \| \| Eukaryota \| |
|                    |                                                                                             |
|                    | Heimdallarchaeia                                                                            |
|                    |                                                                                             |
| + α─proteobacteria | Eukaryota                                                                                   |
|                    | Eukaryota                                                                                   |

|                    | Heimdallarchaeia |
|                    |                  |
| + α─proteobacteria | Eukaryota        |
|                    | Eukaryota        |

|  | Jordarchaeia |
|  |              |
|  | Odinarchaeia |
|  |              |

|  | Baldrarchaeia |
|  |               |
|  | Thorarchaeia  |
|  |               |

|  | Hermodarchaeia                                                    |
|  |                                                                   |
|  | \| \| Promethearchaeia \| \| \| \| \| \| Lokiarchaeia \| \| \| \| |
|  |                                                                   |
|  | Promethearchaeia                                                  |
|  |                                                                   |
|  | Lokiarchaeia                                                      |
|  |                                                                   |

|  | Promethearchaeia |
|  |                  |
|  | Lokiarchaeia     |
|  |                  |

|  | Baldrarchaeia |
|  |               |
|  | Thorarchaeia  |
|  |               |

|  | Hermodarchaeia                                                    |
|  |                                                                   |
|  | \| \| Promethearchaeia \| \| \| \| \| \| Lokiarchaeia \| \| \| \| |
|  |                                                                   |
|  | Promethearchaeia                                                  |
|  |                                                                   |
|  | Lokiarchaeia                                                      |
|  |                                                                   |

|  | Promethearchaeia |
|  |                  |
|  | Lokiarchaeia     |
|  |                  |

|  | Jordarchaeia |
|  |              |
|  | Odinarchaeia |
|  |              |

|  | Baldrarchaeia |
|  |               |
|  | Thorarchaeia  |
|  |               |

|  | Hermodarchaeia                                                    |
|  |                                                                   |
|  | \| \| Promethearchaeia \| \| \| \| \| \| Lokiarchaeia \| \| \| \| |
|  |                                                                   |
|  | Promethearchaeia                                                  |
|  |                                                                   |
|  | Lokiarchaeia                                                      |
|  |                                                                   |

|  | Promethearchaeia |
|  |                  |
|  | Lokiarchaeia     |
|  |                  |

|  | Baldrarchaeia |
|  |               |
|  | Thorarchaeia  |
|  |               |

|  | Hermodarchaeia                                                    |
|  |                                                                   |
|  | \| \| Promethearchaeia \| \| \| \| \| \| Lokiarchaeia \| \| \| \| |
|  |                                                                   |
|  | Promethearchaeia                                                  |
|  |                                                                   |
|  | Lokiarchaeia                                                      |
|  |                                                                   |

|  | Promethearchaeia |
|  |                  |
|  | Lokiarchaeia     |
|  |                  |

|  | Jordarchaeia |
|  |              |
|  | Odinarchaeia |
|  |              |

|  | Baldrarchaeia |
|  |               |
|  | Thorarchaeia  |
|  |               |

|  | Hermodarchaeia                                                    |
|  |                                                                   |
|  | \| \| Promethearchaeia \| \| \| \| \| \| Lokiarchaeia \| \| \| \| |
|  |                                                                   |
|  | Promethearchaeia                                                  |
|  |                                                                   |
|  | Lokiarchaeia                                                      |
|  |                                                                   |

|  | Promethearchaeia |
|  |                  |
|  | Lokiarchaeia     |
|  |                  |

|  | Baldrarchaeia |
|  |               |
|  | Thorarchaeia  |
|  |               |

|  | Hermodarchaeia                                                    |
|  |                                                                   |
|  | \| \| Promethearchaeia \| \| \| \| \| \| Lokiarchaeia \| \| \| \| |
|  |                                                                   |
|  | Promethearchaeia                                                  |
|  |                                                                   |
|  | Lokiarchaeia                                                      |
|  |                                                                   |

|  | Promethearchaeia |
|  |                  |
|  | Lokiarchaeia     |
|  |                  |

|  | Jordarchaeia |
|  |              |
|  | Odinarchaeia |
|  |              |

|  | Baldrarchaeia |
|  |               |
|  | Thorarchaeia  |
|  |               |

|  | Hermodarchaeia                                                    |
|  |                                                                   |
|  | \| \| Promethearchaeia \| \| \| \| \| \| Lokiarchaeia \| \| \| \| |
|  |                                                                   |
|  | Promethearchaeia                                                  |
|  |                                                                   |
|  | Lokiarchaeia                                                      |
|  |                                                                   |

|  | Promethearchaeia |
|  |                  |
|  | Lokiarchaeia     |
|  |                  |

|  | Baldrarchaeia |
|  |               |
|  | Thorarchaeia  |
|  |               |

|  | Hermodarchaeia                                                    |
|  |                                                                   |
|  | \| \| Promethearchaeia \| \| \| \| \| \| Lokiarchaeia \| \| \| \| |
|  |                                                                   |
|  | Promethearchaeia                                                  |
|  |                                                                   |
|  | Lokiarchaeia                                                      |
|  |                                                                   |

|  | Promethearchaeia |
|  |                  |
|  | Lokiarchaeia     |
|  |                  |

|                    | Wukongarchaeia                                                                              |
|                    |                                                                                             |
|                    | \| \| Heimdallarchaeia \| \| \| \| \| + α─proteobacteria \| Eukaryota \| \| \| Eukaryota \| |
|                    |                                                                                             |
|                    | Heimdallarchaeia                                                                            |
|                    |                                                                                             |
| + α─proteobacteria | Eukaryota                                                                                   |
|                    | Eukaryota                                                                                   |

|                    | Heimdallarchaeia |
|                    |                  |
| + α─proteobacteria | Eukaryota        |
|                    | Eukaryota        |

|  | Jordarchaeia |
|  |              |
|  | Odinarchaeia |
|  |              |

|  | Baldrarchaeia |
|  |               |
|  | Thorarchaeia  |
|  |               |

|  | Hermodarchaeia                                                    |
|  |                                                                   |
|  | \| \| Promethearchaeia \| \| \| \| \| \| Lokiarchaeia \| \| \| \| |
|  |                                                                   |
|  | Promethearchaeia                                                  |
|  |                                                                   |
|  | Lokiarchaeia                                                      |
|  |                                                                   |

|  | Promethearchaeia |
|  |                  |
|  | Lokiarchaeia     |
|  |                  |

|  | Baldrarchaeia |
|  |               |
|  | Thorarchaeia  |
|  |               |

|  | Hermodarchaeia                                                    |
|  |                                                                   |
|  | \| \| Promethearchaeia \| \| \| \| \| \| Lokiarchaeia \| \| \| \| |
|  |                                                                   |
|  | Promethearchaeia                                                  |
|  |                                                                   |
|  | Lokiarchaeia                                                      |
|  |                                                                   |

|  | Promethearchaeia |
|  |                  |
|  | Lokiarchaeia     |
|  |                  |

|  | Jordarchaeia |
|  |              |
|  | Odinarchaeia |
|  |              |

|  | Baldrarchaeia |
|  |               |
|  | Thorarchaeia  |
|  |               |

|  | Hermodarchaeia                                                    |
|  |                                                                   |
|  | \| \| Promethearchaeia \| \| \| \| \| \| Lokiarchaeia \| \| \| \| |
|  |                                                                   |
|  | Promethearchaeia                                                  |
|  |                                                                   |
|  | Lokiarchaeia                                                      |
|  |                                                                   |

|  | Promethearchaeia |
|  |                  |
|  | Lokiarchaeia     |
|  |                  |

|  | Baldrarchaeia |
|  |               |
|  | Thorarchaeia  |
|  |               |

|  | Hermodarchaeia                                                    |
|  |                                                                   |
|  | \| \| Promethearchaeia \| \| \| \| \| \| Lokiarchaeia \| \| \| \| |
|  |                                                                   |
|  | Promethearchaeia                                                  |
|  |                                                                   |
|  | Lokiarchaeia                                                      |
|  |                                                                   |

|  | Promethearchaeia |
|  |                  |
|  | Lokiarchaeia     |
|  |                  |

|  | Jordarchaeia |
|  |              |
|  | Odinarchaeia |
|  |              |

|  | Baldrarchaeia |
|  |               |
|  | Thorarchaeia  |
|  |               |

|  | Hermodarchaeia                                                    |
|  |                                                                   |
|  | \| \| Promethearchaeia \| \| \| \| \| \| Lokiarchaeia \| \| \| \| |
|  |                                                                   |
|  | Promethearchaeia                                                  |
|  |                                                                   |
|  | Lokiarchaeia                                                      |
|  |                                                                   |

|  | Promethearchaeia |
|  |                  |
|  | Lokiarchaeia     |
|  |                  |

|  | Baldrarchaeia |
|  |               |
|  | Thorarchaeia  |
|  |               |

|  | Hermodarchaeia                                                    |
|  |                                                                   |
|  | \| \| Promethearchaeia \| \| \| \| \| \| Lokiarchaeia \| \| \| \| |
|  |                                                                   |
|  | Promethearchaeia                                                  |
|  |                                                                   |
|  | Lokiarchaeia                                                      |
|  |                                                                   |

|  | Promethearchaeia |
|  |                  |
|  | Lokiarchaeia     |
|  |                  |

|  | Jordarchaeia |
|  |              |
|  | Odinarchaeia |
|  |              |

|  | Baldrarchaeia |
|  |               |
|  | Thorarchaeia  |
|  |               |

|  | Hermodarchaeia                                                    |
|  |                                                                   |
|  | \| \| Promethearchaeia \| \| \| \| \| \| Lokiarchaeia \| \| \| \| |
|  |                                                                   |
|  | Promethearchaeia                                                  |
|  |                                                                   |
|  | Lokiarchaeia                                                      |
|  |                                                                   |

|  | Promethearchaeia |
|  |                  |
|  | Lokiarchaeia     |
|  |                  |

|  | Baldrarchaeia |
|  |               |
|  | Thorarchaeia  |
|  |               |

|  | Hermodarchaeia                                                    |
|  |                                                                   |
|  | \| \| Promethearchaeia \| \| \| \| \| \| Lokiarchaeia \| \| \| \| |
|  |                                                                   |
|  | Promethearchaeia                                                  |
|  |                                                                   |
|  | Lokiarchaeia                                                      |
|  |                                                                   |

|  | Promethearchaeia |
|  |                  |
|  | Lokiarchaeia     |
|  |                  |

|                    | Wukongarchaeia                                                                              |
|                    |                                                                                             |
|                    | \| \| Heimdallarchaeia \| \| \| \| \| + α─proteobacteria \| Eukaryota \| \| \| Eukaryota \| |
|                    |                                                                                             |
|                    | Heimdallarchaeia                                                                            |
|                    |                                                                                             |
| + α─proteobacteria | Eukaryota                                                                                   |
|                    | Eukaryota                                                                                   |

|                    | Heimdallarchaeia |
|                    |                  |
| + α─proteobacteria | Eukaryota        |
|                    | Eukaryota        |

|  | Jordarchaeia |
|  |              |
|  | Odinarchaeia |
|  |              |

|  | Baldrarchaeia |
|  |               |
|  | Thorarchaeia  |
|  |               |

|  | Hermodarchaeia                                                    |
|  |                                                                   |
|  | \| \| Promethearchaeia \| \| \| \| \| \| Lokiarchaeia \| \| \| \| |
|  |                                                                   |
|  | Promethearchaeia                                                  |
|  |                                                                   |
|  | Lokiarchaeia                                                      |
|  |                                                                   |

|  | Promethearchaeia |
|  |                  |
|  | Lokiarchaeia     |
|  |                  |

|  | Baldrarchaeia |
|  |               |
|  | Thorarchaeia  |
|  |               |

|  | Hermodarchaeia                                                    |
|  |                                                                   |
|  | \| \| Promethearchaeia \| \| \| \| \| \| Lokiarchaeia \| \| \| \| |
|  |                                                                   |
|  | Promethearchaeia                                                  |
|  |                                                                   |
|  | Lokiarchaeia                                                      |
|  |                                                                   |

|  | Promethearchaeia |
|  |                  |
|  | Lokiarchaeia     |
|  |                  |

|  | Jordarchaeia |
|  |              |
|  | Odinarchaeia |
|  |              |

|  | Baldrarchaeia |
|  |               |
|  | Thorarchaeia  |
|  |               |

|  | Hermodarchaeia                                                    |
|  |                                                                   |
|  | \| \| Promethearchaeia \| \| \| \| \| \| Lokiarchaeia \| \| \| \| |
|  |                                                                   |
|  | Promethearchaeia                                                  |
|  |                                                                   |
|  | Lokiarchaeia                                                      |
|  |                                                                   |

|  | Promethearchaeia |
|  |                  |
|  | Lokiarchaeia     |
|  |                  |

|  | Baldrarchaeia |
|  |               |
|  | Thorarchaeia  |
|  |               |

|  | Hermodarchaeia                                                    |
|  |                                                                   |
|  | \| \| Promethearchaeia \| \| \| \| \| \| Lokiarchaeia \| \| \| \| |
|  |                                                                   |
|  | Promethearchaeia                                                  |
|  |                                                                   |
|  | Lokiarchaeia                                                      |
|  |                                                                   |

|  | Promethearchaeia |
|  |                  |
|  | Lokiarchaeia     |
|  |                  |

|  | Jordarchaeia |
|  |              |
|  | Odinarchaeia |
|  |              |

|  | Baldrarchaeia |
|  |               |
|  | Thorarchaeia  |
|  |               |

|  | Hermodarchaeia                                                    |
|  |                                                                   |
|  | \| \| Promethearchaeia \| \| \| \| \| \| Lokiarchaeia \| \| \| \| |
|  |                                                                   |
|  | Promethearchaeia                                                  |
|  |                                                                   |
|  | Lokiarchaeia                                                      |
|  |                                                                   |

|  | Promethearchaeia |
|  |                  |
|  | Lokiarchaeia     |
|  |                  |

|  | Baldrarchaeia |
|  |               |
|  | Thorarchaeia  |
|  |               |

|  | Hermodarchaeia                                                    |
|  |                                                                   |
|  | \| \| Promethearchaeia \| \| \| \| \| \| Lokiarchaeia \| \| \| \| |
|  |                                                                   |
|  | Promethearchaeia                                                  |
|  |                                                                   |
|  | Lokiarchaeia                                                      |
|  |                                                                   |

|  | Promethearchaeia |
|  |                  |
|  | Lokiarchaeia     |
|  |                  |

|  | Jordarchaeia |
|  |              |
|  | Odinarchaeia |
|  |              |

|  | Baldrarchaeia |
|  |               |
|  | Thorarchaeia  |
|  |               |

|  | Hermodarchaeia                                                    |
|  |                                                                   |
|  | \| \| Promethearchaeia \| \| \| \| \| \| Lokiarchaeia \| \| \| \| |
|  |                                                                   |
|  | Promethearchaeia                                                  |
|  |                                                                   |
|  | Lokiarchaeia                                                      |
|  |                                                                   |

|  | Promethearchaeia |
|  |                  |
|  | Lokiarchaeia     |
|  |                  |

|  | Baldrarchaeia |
|  |               |
|  | Thorarchaeia  |
|  |               |

|  | Hermodarchaeia                                                    |
|  |                                                                   |
|  | \| \| Promethearchaeia \| \| \| \| \| \| Lokiarchaeia \| \| \| \| |
|  |                                                                   |
|  | Promethearchaeia                                                  |
|  |                                                                   |
|  | Lokiarchaeia                                                      |
|  |                                                                   |

|  | Promethearchaeia |
|  |                  |
|  | Lokiarchaeia     |
|  |                  |

|                    | Wukongarchaeia                                                                              |
|                    |                                                                                             |
|                    | \| \| Heimdallarchaeia \| \| \| \| \| + α─proteobacteria \| Eukaryota \| \| \| Eukaryota \| |
|                    |                                                                                             |
|                    | Heimdallarchaeia                                                                            |
|                    |                                                                                             |
| + α─proteobacteria | Eukaryota                                                                                   |
|                    | Eukaryota                                                                                   |

|                    | Heimdallarchaeia |
|                    |                  |
| + α─proteobacteria | Eukaryota        |
|                    | Eukaryota        |

|  | Jordarchaeia |
|  |              |
|  | Odinarchaeia |
|  |              |

|  | Baldrarchaeia |
|  |               |
|  | Thorarchaeia  |
|  |               |

|  | Hermodarchaeia                                                    |
|  |                                                                   |
|  | \| \| Promethearchaeia \| \| \| \| \| \| Lokiarchaeia \| \| \| \| |
|  |                                                                   |
|  | Promethearchaeia                                                  |
|  |                                                                   |
|  | Lokiarchaeia                                                      |
|  |                                                                   |

|  | Promethearchaeia |
|  |                  |
|  | Lokiarchaeia     |
|  |                  |

|  | Baldrarchaeia |
|  |               |
|  | Thorarchaeia  |
|  |               |

|  | Hermodarchaeia                                                    |
|  |                                                                   |
|  | \| \| Promethearchaeia \| \| \| \| \| \| Lokiarchaeia \| \| \| \| |
|  |                                                                   |
|  | Promethearchaeia                                                  |
|  |                                                                   |
|  | Lokiarchaeia                                                      |
|  |                                                                   |

|  | Promethearchaeia |
|  |                  |
|  | Lokiarchaeia     |
|  |                  |

|  | Jordarchaeia |
|  |              |
|  | Odinarchaeia |
|  |              |

|  | Baldrarchaeia |
|  |               |
|  | Thorarchaeia  |
|  |               |

|  | Hermodarchaeia                                                    |
|  |                                                                   |
|  | \| \| Promethearchaeia \| \| \| \| \| \| Lokiarchaeia \| \| \| \| |
|  |                                                                   |
|  | Promethearchaeia                                                  |
|  |                                                                   |
|  | Lokiarchaeia                                                      |
|  |                                                                   |

|  | Promethearchaeia |
|  |                  |
|  | Lokiarchaeia     |
|  |                  |

|  | Baldrarchaeia |
|  |               |
|  | Thorarchaeia  |
|  |               |

|  | Hermodarchaeia                                                    |
|  |                                                                   |
|  | \| \| Promethearchaeia \| \| \| \| \| \| Lokiarchaeia \| \| \| \| |
|  |                                                                   |
|  | Promethearchaeia                                                  |
|  |                                                                   |
|  | Lokiarchaeia                                                      |
|  |                                                                   |

|  | Promethearchaeia |
|  |                  |
|  | Lokiarchaeia     |
|  |                  |

|  | Jordarchaeia |
|  |              |
|  | Odinarchaeia |
|  |              |

|  | Baldrarchaeia |
|  |               |
|  | Thorarchaeia  |
|  |               |

|  | Hermodarchaeia                                                    |
|  |                                                                   |
|  | \| \| Promethearchaeia \| \| \| \| \| \| Lokiarchaeia \| \| \| \| |
|  |                                                                   |
|  | Promethearchaeia                                                  |
|  |                                                                   |
|  | Lokiarchaeia                                                      |
|  |                                                                   |

|  | Promethearchaeia |
|  |                  |
|  | Lokiarchaeia     |
|  |                  |

|  | Baldrarchaeia |
|  |               |
|  | Thorarchaeia  |
|  |               |

|  | Hermodarchaeia                                                    |
|  |                                                                   |
|  | \| \| Promethearchaeia \| \| \| \| \| \| Lokiarchaeia \| \| \| \| |
|  |                                                                   |
|  | Promethearchaeia                                                  |
|  |                                                                   |
|  | Lokiarchaeia                                                      |
|  |                                                                   |

|  | Promethearchaeia |
|  |                  |
|  | Lokiarchaeia     |
|  |                  |

|  | Jordarchaeia |
|  |              |
|  | Odinarchaeia |
|  |              |

|  | Baldrarchaeia |
|  |               |
|  | Thorarchaeia  |
|  |               |

|  | Hermodarchaeia                                                    |
|  |                                                                   |
|  | \| \| Promethearchaeia \| \| \| \| \| \| Lokiarchaeia \| \| \| \| |
|  |                                                                   |
|  | Promethearchaeia                                                  |
|  |                                                                   |
|  | Lokiarchaeia                                                      |
|  |                                                                   |

|  | Promethearchaeia |
|  |                  |
|  | Lokiarchaeia     |
|  |                  |

|  | Baldrarchaeia |
|  |               |
|  | Thorarchaeia  |
|  |               |

|  | Hermodarchaeia                                                    |
|  |                                                                   |
|  | \| \| Promethearchaeia \| \| \| \| \| \| Lokiarchaeia \| \| \| \| |
|  |                                                                   |
|  | Promethearchaeia                                                  |
|  |                                                                   |
|  | Lokiarchaeia                                                      |
|  |                                                                   |

|  | Promethearchaeia |
|  |                  |
|  | Lokiarchaeia     |
|  |                  |

|                    | Wukongarchaeia                                                                              |
|                    |                                                                                             |
|                    | \| \| Heimdallarchaeia \| \| \| \| \| + α─proteobacteria \| Eukaryota \| \| \| Eukaryota \| |
|                    |                                                                                             |
|                    | Heimdallarchaeia                                                                            |
|                    |                                                                                             |
| + α─proteobacteria | Eukaryota                                                                                   |
|                    | Eukaryota                                                                                   |

|                    | Heimdallarchaeia |
|                    |                  |
| + α─proteobacteria | Eukaryota        |
|                    | Eukaryota        |

|  | Jordarchaeia |
|  |              |
|  | Odinarchaeia |
|  |              |

|  | Baldrarchaeia |
|  |               |
|  | Thorarchaeia  |
|  |               |

|  | Hermodarchaeia                                                    |
|  |                                                                   |
|  | \| \| Promethearchaeia \| \| \| \| \| \| Lokiarchaeia \| \| \| \| |
|  |                                                                   |
|  | Promethearchaeia                                                  |
|  |                                                                   |
|  | Lokiarchaeia                                                      |
|  |                                                                   |

|  | Promethearchaeia |
|  |                  |
|  | Lokiarchaeia     |
|  |                  |

|  | Baldrarchaeia |
|  |               |
|  | Thorarchaeia  |
|  |               |

|  | Hermodarchaeia                                                    |
|  |                                                                   |
|  | \| \| Promethearchaeia \| \| \| \| \| \| Lokiarchaeia \| \| \| \| |
|  |                                                                   |
|  | Promethearchaeia                                                  |
|  |                                                                   |
|  | Lokiarchaeia                                                      |
|  |                                                                   |

|  | Promethearchaeia |
|  |                  |
|  | Lokiarchaeia     |
|  |                  |

|  | Jordarchaeia |
|  |              |
|  | Odinarchaeia |
|  |              |

|  | Baldrarchaeia |
|  |               |
|  | Thorarchaeia  |
|  |               |

|  | Hermodarchaeia                                                    |
|  |                                                                   |
|  | \| \| Promethearchaeia \| \| \| \| \| \| Lokiarchaeia \| \| \| \| |
|  |                                                                   |
|  | Promethearchaeia                                                  |
|  |                                                                   |
|  | Lokiarchaeia                                                      |
|  |                                                                   |

|  | Promethearchaeia |
|  |                  |
|  | Lokiarchaeia     |
|  |                  |

|  | Baldrarchaeia |
|  |               |
|  | Thorarchaeia  |
|  |               |

|  | Hermodarchaeia                                                    |
|  |                                                                   |
|  | \| \| Promethearchaeia \| \| \| \| \| \| Lokiarchaeia \| \| \| \| |
|  |                                                                   |
|  | Promethearchaeia                                                  |
|  |                                                                   |
|  | Lokiarchaeia                                                      |
|  |                                                                   |

|  | Promethearchaeia |
|  |                  |
|  | Lokiarchaeia     |
|  |                  |

|  | Jordarchaeia |
|  |              |
|  | Odinarchaeia |
|  |              |

|  | Baldrarchaeia |
|  |               |
|  | Thorarchaeia  |
|  |               |

|  | Hermodarchaeia                                                    |
|  |                                                                   |
|  | \| \| Promethearchaeia \| \| \| \| \| \| Lokiarchaeia \| \| \| \| |
|  |                                                                   |
|  | Promethearchaeia                                                  |
|  |                                                                   |
|  | Lokiarchaeia                                                      |
|  |                                                                   |

|  | Promethearchaeia |
|  |                  |
|  | Lokiarchaeia     |
|  |                  |

|  | Baldrarchaeia |
|  |               |
|  | Thorarchaeia  |
|  |               |

|  | Hermodarchaeia                                                    |
|  |                                                                   |
|  | \| \| Promethearchaeia \| \| \| \| \| \| Lokiarchaeia \| \| \| \| |
|  |                                                                   |
|  | Promethearchaeia                                                  |
|  |                                                                   |
|  | Lokiarchaeia                                                      |
|  |                                                                   |

|  | Promethearchaeia |
|  |                  |
|  | Lokiarchaeia     |
|  |                  |

|  | Jordarchaeia |
|  |              |
|  | Odinarchaeia |
|  |              |

|  | Baldrarchaeia |
|  |               |
|  | Thorarchaeia  |
|  |               |

|  | Hermodarchaeia                                                    |
|  |                                                                   |
|  | \| \| Promethearchaeia \| \| \| \| \| \| Lokiarchaeia \| \| \| \| |
|  |                                                                   |
|  | Promethearchaeia                                                  |
|  |                                                                   |
|  | Lokiarchaeia                                                      |
|  |                                                                   |

|  | Promethearchaeia |
|  |                  |
|  | Lokiarchaeia     |
|  |                  |

|  | Baldrarchaeia |
|  |               |
|  | Thorarchaeia  |
|  |               |

|  | Hermodarchaeia                                                    |
|  |                                                                   |
|  | \| \| Promethearchaeia \| \| \| \| \| \| Lokiarchaeia \| \| \| \| |
|  |                                                                   |
|  | Promethearchaeia                                                  |
|  |                                                                   |
|  | Lokiarchaeia                                                      |
|  |                                                                   |

|  | Promethearchaeia |
|  |                  |
|  | Lokiarchaeia     |
|  |                  |

|                    | Wukongarchaeia                                                                              |
|                    |                                                                                             |
|                    | \| \| Heimdallarchaeia \| \| \| \| \| + α─proteobacteria \| Eukaryota \| \| \| Eukaryota \| |
|                    |                                                                                             |
|                    | Heimdallarchaeia                                                                            |
|                    |                                                                                             |
| + α─proteobacteria | Eukaryota                                                                                   |
|                    | Eukaryota                                                                                   |

|                    | Heimdallarchaeia |
|                    |                  |
| + α─proteobacteria | Eukaryota        |
|                    | Eukaryota        |

|  | Jordarchaeia |
|  |              |
|  | Odinarchaeia |
|  |              |

|  | Baldrarchaeia |
|  |               |
|  | Thorarchaeia  |
|  |               |

|  | Hermodarchaeia                                                    |
|  |                                                                   |
|  | \| \| Promethearchaeia \| \| \| \| \| \| Lokiarchaeia \| \| \| \| |
|  |                                                                   |
|  | Promethearchaeia                                                  |
|  |                                                                   |
|  | Lokiarchaeia                                                      |
|  |                                                                   |

|  | Promethearchaeia |
|  |                  |
|  | Lokiarchaeia     |
|  |                  |

|  | Baldrarchaeia |
|  |               |
|  | Thorarchaeia  |
|  |               |

|  | Hermodarchaeia                                                    |
|  |                                                                   |
|  | \| \| Promethearchaeia \| \| \| \| \| \| Lokiarchaeia \| \| \| \| |
|  |                                                                   |
|  | Promethearchaeia                                                  |
|  |                                                                   |
|  | Lokiarchaeia                                                      |
|  |                                                                   |

|  | Promethearchaeia |
|  |                  |
|  | Lokiarchaeia     |
|  |                  |

|  | Jordarchaeia |
|  |              |
|  | Odinarchaeia |
|  |              |

|  | Baldrarchaeia |
|  |               |
|  | Thorarchaeia  |
|  |               |

|  | Hermodarchaeia                                                    |
|  |                                                                   |
|  | \| \| Promethearchaeia \| \| \| \| \| \| Lokiarchaeia \| \| \| \| |
|  |                                                                   |
|  | Promethearchaeia                                                  |
|  |                                                                   |
|  | Lokiarchaeia                                                      |
|  |                                                                   |

|  | Promethearchaeia |
|  |                  |
|  | Lokiarchaeia     |
|  |                  |

|  | Baldrarchaeia |
|  |               |
|  | Thorarchaeia  |
|  |               |

|  | Hermodarchaeia                                                    |
|  |                                                                   |
|  | \| \| Promethearchaeia \| \| \| \| \| \| Lokiarchaeia \| \| \| \| |
|  |                                                                   |
|  | Promethearchaeia                                                  |
|  |                                                                   |
|  | Lokiarchaeia                                                      |
|  |                                                                   |

|  | Promethearchaeia |
|  |                  |
|  | Lokiarchaeia     |
|  |                  |

|  | Jordarchaeia |
|  |              |
|  | Odinarchaeia |
|  |              |

|  | Baldrarchaeia |
|  |               |
|  | Thorarchaeia  |
|  |               |

|  | Hermodarchaeia                                                    |
|  |                                                                   |
|  | \| \| Promethearchaeia \| \| \| \| \| \| Lokiarchaeia \| \| \| \| |
|  |                                                                   |
|  | Promethearchaeia                                                  |
|  |                                                                   |
|  | Lokiarchaeia                                                      |
|  |                                                                   |

|  | Promethearchaeia |
|  |                  |
|  | Lokiarchaeia     |
|  |                  |

|  | Baldrarchaeia |
|  |               |
|  | Thorarchaeia  |
|  |               |

|  | Hermodarchaeia                                                    |
|  |                                                                   |
|  | \| \| Promethearchaeia \| \| \| \| \| \| Lokiarchaeia \| \| \| \| |
|  |                                                                   |
|  | Promethearchaeia                                                  |
|  |                                                                   |
|  | Lokiarchaeia                                                      |
|  |                                                                   |

|  | Promethearchaeia |
|  |                  |
|  | Lokiarchaeia     |
|  |                  |

|  | Jordarchaeia |
|  |              |
|  | Odinarchaeia |
|  |              |

|  | Baldrarchaeia |
|  |               |
|  | Thorarchaeia  |
|  |               |

|  | Hermodarchaeia                                                    |
|  |                                                                   |
|  | \| \| Promethearchaeia \| \| \| \| \| \| Lokiarchaeia \| \| \| \| |
|  |                                                                   |
|  | Promethearchaeia                                                  |
|  |                                                                   |
|  | Lokiarchaeia                                                      |
|  |                                                                   |

|  | Promethearchaeia |
|  |                  |
|  | Lokiarchaeia     |
|  |                  |

|  | Baldrarchaeia |
|  |               |
|  | Thorarchaeia  |
|  |               |

|  | Hermodarchaeia                                                    |
|  |                                                                   |
|  | \| \| Promethearchaeia \| \| \| \| \| \| Lokiarchaeia \| \| \| \| |
|  |                                                                   |
|  | Promethearchaeia                                                  |
|  |                                                                   |
|  | Lokiarchaeia                                                      |
|  |                                                                   |

|  | Promethearchaeia |
|  |                  |
|  | Lokiarchaeia     |
|  |                  |

|                    | Wukongarchaeia                                                                              |
|                    |                                                                                             |
|                    | \| \| Heimdallarchaeia \| \| \| \| \| + α─proteobacteria \| Eukaryota \| \| \| Eukaryota \| |
|                    |                                                                                             |
|                    | Heimdallarchaeia                                                                            |
|                    |                                                                                             |
| + α─proteobacteria | Eukaryota                                                                                   |
|                    | Eukaryota                                                                                   |

|                    | Heimdallarchaeia |
|                    |                  |
| + α─proteobacteria | Eukaryota        |
|                    | Eukaryota        |

|  | Jordarchaeia |
|  |              |
|  | Odinarchaeia |
|  |              |

|  | Baldrarchaeia |
|  |               |
|  | Thorarchaeia  |
|  |               |

|  | Hermodarchaeia                                                    |
|  |                                                                   |
|  | \| \| Promethearchaeia \| \| \| \| \| \| Lokiarchaeia \| \| \| \| |
|  |                                                                   |
|  | Promethearchaeia                                                  |
|  |                                                                   |
|  | Lokiarchaeia                                                      |
|  |                                                                   |

|  | Promethearchaeia |
|  |                  |
|  | Lokiarchaeia     |
|  |                  |

|  | Baldrarchaeia |
|  |               |
|  | Thorarchaeia  |
|  |               |

|  | Hermodarchaeia                                                    |
|  |                                                                   |
|  | \| \| Promethearchaeia \| \| \| \| \| \| Lokiarchaeia \| \| \| \| |
|  |                                                                   |
|  | Promethearchaeia                                                  |
|  |                                                                   |
|  | Lokiarchaeia                                                      |
|  |                                                                   |

|  | Promethearchaeia |
|  |                  |
|  | Lokiarchaeia     |
|  |                  |

|  | Jordarchaeia |
|  |              |
|  | Odinarchaeia |
|  |              |

|  | Baldrarchaeia |
|  |               |
|  | Thorarchaeia  |
|  |               |

|  | Hermodarchaeia                                                    |
|  |                                                                   |
|  | \| \| Promethearchaeia \| \| \| \| \| \| Lokiarchaeia \| \| \| \| |
|  |                                                                   |
|  | Promethearchaeia                                                  |
|  |                                                                   |
|  | Lokiarchaeia                                                      |
|  |                                                                   |

|  | Promethearchaeia |
|  |                  |
|  | Lokiarchaeia     |
|  |                  |

|  | Baldrarchaeia |
|  |               |
|  | Thorarchaeia  |
|  |               |

|  | Hermodarchaeia                                                    |
|  |                                                                   |
|  | \| \| Promethearchaeia \| \| \| \| \| \| Lokiarchaeia \| \| \| \| |
|  |                                                                   |
|  | Promethearchaeia                                                  |
|  |                                                                   |
|  | Lokiarchaeia                                                      |
|  |                                                                   |

|  | Promethearchaeia |
|  |                  |
|  | Lokiarchaeia     |
|  |                  |

|  | Jordarchaeia |
|  |              |
|  | Odinarchaeia |
|  |              |

|  | Baldrarchaeia |
|  |               |
|  | Thorarchaeia  |
|  |               |

|  | Hermodarchaeia                                                    |
|  |                                                                   |
|  | \| \| Promethearchaeia \| \| \| \| \| \| Lokiarchaeia \| \| \| \| |
|  |                                                                   |
|  | Promethearchaeia                                                  |
|  |                                                                   |
|  | Lokiarchaeia                                                      |
|  |                                                                   |

|  | Promethearchaeia |
|  |                  |
|  | Lokiarchaeia     |
|  |                  |

|  | Baldrarchaeia |
|  |               |
|  | Thorarchaeia  |
|  |               |

|  | Hermodarchaeia                                                    |
|  |                                                                   |
|  | \| \| Promethearchaeia \| \| \| \| \| \| Lokiarchaeia \| \| \| \| |
|  |                                                                   |
|  | Promethearchaeia                                                  |
|  |                                                                   |
|  | Lokiarchaeia                                                      |
|  |                                                                   |

|  | Promethearchaeia |
|  |                  |
|  | Lokiarchaeia     |
|  |                  |

|  | Jordarchaeia |
|  |              |
|  | Odinarchaeia |
|  |              |

|  | Baldrarchaeia |
|  |               |
|  | Thorarchaeia  |
|  |               |

|  | Hermodarchaeia                                                    |
|  |                                                                   |
|  | \| \| Promethearchaeia \| \| \| \| \| \| Lokiarchaeia \| \| \| \| |
|  |                                                                   |
|  | Promethearchaeia                                                  |
|  |                                                                   |
|  | Lokiarchaeia                                                      |
|  |                                                                   |

|  | Promethearchaeia |
|  |                  |
|  | Lokiarchaeia     |
|  |                  |

|  | Baldrarchaeia |
|  |               |
|  | Thorarchaeia  |
|  |               |

|  | Hermodarchaeia                                                    |
|  |                                                                   |
|  | \| \| Promethearchaeia \| \| \| \| \| \| Lokiarchaeia \| \| \| \| |
|  |                                                                   |
|  | Promethearchaeia                                                  |
|  |                                                                   |
|  | Lokiarchaeia                                                      |
|  |                                                                   |

|  | Promethearchaeia |
|  |                  |
|  | Lokiarchaeia     |
|  |                  |

|                    | Wukongarchaeia                                                                              |
|                    |                                                                                             |
|                    | \| \| Heimdallarchaeia \| \| \| \| \| + α─proteobacteria \| Eukaryota \| \| \| Eukaryota \| |
|                    |                                                                                             |
|                    | Heimdallarchaeia                                                                            |
|                    |                                                                                             |
| + α─proteobacteria | Eukaryota                                                                                   |
|                    | Eukaryota                                                                                   |

|                    | Heimdallarchaeia |
|                    |                  |
| + α─proteobacteria | Eukaryota        |
|                    | Eukaryota        |

|  | Jordarchaeia |
|  |              |
|  | Odinarchaeia |
|  |              |

|  | Baldrarchaeia |
|  |               |
|  | Thorarchaeia  |
|  |               |

|  | Hermodarchaeia                                                    |
|  |                                                                   |
|  | \| \| Promethearchaeia \| \| \| \| \| \| Lokiarchaeia \| \| \| \| |
|  |                                                                   |
|  | Promethearchaeia                                                  |
|  |                                                                   |
|  | Lokiarchaeia                                                      |
|  |                                                                   |

|  | Promethearchaeia |
|  |                  |
|  | Lokiarchaeia     |
|  |                  |

|  | Baldrarchaeia |
|  |               |
|  | Thorarchaeia  |
|  |               |

|  | Hermodarchaeia                                                    |
|  |                                                                   |
|  | \| \| Promethearchaeia \| \| \| \| \| \| Lokiarchaeia \| \| \| \| |
|  |                                                                   |
|  | Promethearchaeia                                                  |
|  |                                                                   |
|  | Lokiarchaeia                                                      |
|  |                                                                   |

|  | Promethearchaeia |
|  |                  |
|  | Lokiarchaeia     |
|  |                  |

|  | Jordarchaeia |
|  |              |
|  | Odinarchaeia |
|  |              |

|  | Baldrarchaeia |
|  |               |
|  | Thorarchaeia  |
|  |               |

|  | Hermodarchaeia                                                    |
|  |                                                                   |
|  | \| \| Promethearchaeia \| \| \| \| \| \| Lokiarchaeia \| \| \| \| |
|  |                                                                   |
|  | Promethearchaeia                                                  |
|  |                                                                   |
|  | Lokiarchaeia                                                      |
|  |                                                                   |

|  | Promethearchaeia |
|  |                  |
|  | Lokiarchaeia     |
|  |                  |

|  | Baldrarchaeia |
|  |               |
|  | Thorarchaeia  |
|  |               |

|  | Hermodarchaeia                                                    |
|  |                                                                   |
|  | \| \| Promethearchaeia \| \| \| \| \| \| Lokiarchaeia \| \| \| \| |
|  |                                                                   |
|  | Promethearchaeia                                                  |
|  |                                                                   |
|  | Lokiarchaeia                                                      |
|  |                                                                   |

|  | Promethearchaeia |
|  |                  |
|  | Lokiarchaeia     |
|  |                  |

|  | Jordarchaeia |
|  |              |
|  | Odinarchaeia |
|  |              |

|  | Baldrarchaeia |
|  |               |
|  | Thorarchaeia  |
|  |               |

|  | Hermodarchaeia                                                    |
|  |                                                                   |
|  | \| \| Promethearchaeia \| \| \| \| \| \| Lokiarchaeia \| \| \| \| |
|  |                                                                   |
|  | Promethearchaeia                                                  |
|  |                                                                   |
|  | Lokiarchaeia                                                      |
|  |                                                                   |

|  | Promethearchaeia |
|  |                  |
|  | Lokiarchaeia     |
|  |                  |

|  | Baldrarchaeia |
|  |               |
|  | Thorarchaeia  |
|  |               |

|  | Hermodarchaeia                                                    |
|  |                                                                   |
|  | \| \| Promethearchaeia \| \| \| \| \| \| Lokiarchaeia \| \| \| \| |
|  |                                                                   |
|  | Promethearchaeia                                                  |
|  |                                                                   |
|  | Lokiarchaeia                                                      |
|  |                                                                   |

|  | Promethearchaeia |
|  |                  |
|  | Lokiarchaeia     |
|  |                  |

|  | Jordarchaeia |
|  |              |
|  | Odinarchaeia |
|  |              |

|  | Baldrarchaeia |
|  |               |
|  | Thorarchaeia  |
|  |               |

|  | Hermodarchaeia                                                    |
|  |                                                                   |
|  | \| \| Promethearchaeia \| \| \| \| \| \| Lokiarchaeia \| \| \| \| |
|  |                                                                   |
|  | Promethearchaeia                                                  |
|  |                                                                   |
|  | Lokiarchaeia                                                      |
|  |                                                                   |

|  | Promethearchaeia |
|  |                  |
|  | Lokiarchaeia     |
|  |                  |

|  | Baldrarchaeia |
|  |               |
|  | Thorarchaeia  |
|  |               |

|  | Hermodarchaeia                                                    |
|  |                                                                   |
|  | \| \| Promethearchaeia \| \| \| \| \| \| Lokiarchaeia \| \| \| \| |
|  |                                                                   |
|  | Promethearchaeia                                                  |
|  |                                                                   |
|  | Lokiarchaeia                                                      |
|  |                                                                   |

|  | Promethearchaeia |
|  |                  |
|  | Lokiarchaeia     |
|  |                  |

|                    | Wukongarchaeia                                                                              |
|                    |                                                                                             |
|                    | \| \| Heimdallarchaeia \| \| \| \| \| + α─proteobacteria \| Eukaryota \| \| \| Eukaryota \| |
|                    |                                                                                             |
|                    | Heimdallarchaeia                                                                            |
|                    |                                                                                             |
| + α─proteobacteria | Eukaryota                                                                                   |
|                    | Eukaryota                                                                                   |

|                    | Heimdallarchaeia |
|                    |                  |
| + α─proteobacteria | Eukaryota        |
|                    | Eukaryota        |

|  | Jordarchaeia |
|  |              |
|  | Odinarchaeia |
|  |              |

|  | Baldrarchaeia |
|  |               |
|  | Thorarchaeia  |
|  |               |

|  | Hermodarchaeia                                                    |
|  |                                                                   |
|  | \| \| Promethearchaeia \| \| \| \| \| \| Lokiarchaeia \| \| \| \| |
|  |                                                                   |
|  | Promethearchaeia                                                  |
|  |                                                                   |
|  | Lokiarchaeia                                                      |
|  |                                                                   |

|  | Promethearchaeia |
|  |                  |
|  | Lokiarchaeia     |
|  |                  |

|  | Baldrarchaeia |
|  |               |
|  | Thorarchaeia  |
|  |               |

|  | Hermodarchaeia                                                    |
|  |                                                                   |
|  | \| \| Promethearchaeia \| \| \| \| \| \| Lokiarchaeia \| \| \| \| |
|  |                                                                   |
|  | Promethearchaeia                                                  |
|  |                                                                   |
|  | Lokiarchaeia                                                      |
|  |                                                                   |

|  | Promethearchaeia |
|  |                  |
|  | Lokiarchaeia     |
|  |                  |

|  | Jordarchaeia |
|  |              |
|  | Odinarchaeia |
|  |              |

|  | Baldrarchaeia |
|  |               |
|  | Thorarchaeia  |
|  |               |

|  | Hermodarchaeia                                                    |
|  |                                                                   |
|  | \| \| Promethearchaeia \| \| \| \| \| \| Lokiarchaeia \| \| \| \| |
|  |                                                                   |
|  | Promethearchaeia                                                  |
|  |                                                                   |
|  | Lokiarchaeia                                                      |
|  |                                                                   |

|  | Promethearchaeia |
|  |                  |
|  | Lokiarchaeia     |
|  |                  |

|  | Baldrarchaeia |
|  |               |
|  | Thorarchaeia  |
|  |               |

|  | Hermodarchaeia                                                    |
|  |                                                                   |
|  | \| \| Promethearchaeia \| \| \| \| \| \| Lokiarchaeia \| \| \| \| |
|  |                                                                   |
|  | Promethearchaeia                                                  |
|  |                                                                   |
|  | Lokiarchaeia                                                      |
|  |                                                                   |

|  | Promethearchaeia |
|  |                  |
|  | Lokiarchaeia     |
|  |                  |

|  | Jordarchaeia |
|  |              |
|  | Odinarchaeia |
|  |              |

|  | Baldrarchaeia |
|  |               |
|  | Thorarchaeia  |
|  |               |

|  | Hermodarchaeia                                                    |
|  |                                                                   |
|  | \| \| Promethearchaeia \| \| \| \| \| \| Lokiarchaeia \| \| \| \| |
|  |                                                                   |
|  | Promethearchaeia                                                  |
|  |                                                                   |
|  | Lokiarchaeia                                                      |
|  |                                                                   |

|  | Promethearchaeia |
|  |                  |
|  | Lokiarchaeia     |
|  |                  |

|  | Baldrarchaeia |
|  |               |
|  | Thorarchaeia  |
|  |               |

|  | Hermodarchaeia                                                    |
|  |                                                                   |
|  | \| \| Promethearchaeia \| \| \| \| \| \| Lokiarchaeia \| \| \| \| |
|  |                                                                   |
|  | Promethearchaeia                                                  |
|  |                                                                   |
|  | Lokiarchaeia                                                      |
|  |                                                                   |

|  | Promethearchaeia |
|  |                  |
|  | Lokiarchaeia     |
|  |                  |

|  | Jordarchaeia |
|  |              |
|  | Odinarchaeia |
|  |              |

|  | Baldrarchaeia |
|  |               |
|  | Thorarchaeia  |
|  |               |

|  | Hermodarchaeia                                                    |
|  |                                                                   |
|  | \| \| Promethearchaeia \| \| \| \| \| \| Lokiarchaeia \| \| \| \| |
|  |                                                                   |
|  | Promethearchaeia                                                  |
|  |                                                                   |
|  | Lokiarchaeia                                                      |
|  |                                                                   |

|  | Promethearchaeia |
|  |                  |
|  | Lokiarchaeia     |
|  |                  |

|  | Baldrarchaeia |
|  |               |
|  | Thorarchaeia  |
|  |               |

|  | Hermodarchaeia                                                    |
|  |                                                                   |
|  | \| \| Promethearchaeia \| \| \| \| \| \| Lokiarchaeia \| \| \| \| |
|  |                                                                   |
|  | Promethearchaeia                                                  |
|  |                                                                   |
|  | Lokiarchaeia                                                      |
|  |                                                                   |

|  | Promethearchaeia |
|  |                  |
|  | Lokiarchaeia     |
|  |                  |

|                    | Wukongarchaeia                                                                              |
|                    |                                                                                             |
|                    | \| \| Heimdallarchaeia \| \| \| \| \| + α─proteobacteria \| Eukaryota \| \| \| Eukaryota \| |
|                    |                                                                                             |
|                    | Heimdallarchaeia                                                                            |
|                    |                                                                                             |
| + α─proteobacteria | Eukaryota                                                                                   |
|                    | Eukaryota                                                                                   |

|                    | Heimdallarchaeia |
|                    |                  |
| + α─proteobacteria | Eukaryota        |
|                    | Eukaryota        |

|  | Jordarchaeia |
|  |              |
|  | Odinarchaeia |
|  |              |

|  | Baldrarchaeia |
|  |               |
|  | Thorarchaeia  |
|  |               |

|  | Hermodarchaeia                                                    |
|  |                                                                   |
|  | \| \| Promethearchaeia \| \| \| \| \| \| Lokiarchaeia \| \| \| \| |
|  |                                                                   |
|  | Promethearchaeia                                                  |
|  |                                                                   |
|  | Lokiarchaeia                                                      |
|  |                                                                   |

|  | Promethearchaeia |
|  |                  |
|  | Lokiarchaeia     |
|  |                  |

|  | Baldrarchaeia |
|  |               |
|  | Thorarchaeia  |
|  |               |

|  | Hermodarchaeia                                                    |
|  |                                                                   |
|  | \| \| Promethearchaeia \| \| \| \| \| \| Lokiarchaeia \| \| \| \| |
|  |                                                                   |
|  | Promethearchaeia                                                  |
|  |                                                                   |
|  | Lokiarchaeia                                                      |
|  |                                                                   |

|  | Promethearchaeia |
|  |                  |
|  | Lokiarchaeia     |
|  |                  |

|  | Jordarchaeia |
|  |              |
|  | Odinarchaeia |
|  |              |

|  | Baldrarchaeia |
|  |               |
|  | Thorarchaeia  |
|  |               |

|  | Hermodarchaeia                                                    |
|  |                                                                   |
|  | \| \| Promethearchaeia \| \| \| \| \| \| Lokiarchaeia \| \| \| \| |
|  |                                                                   |
|  | Promethearchaeia                                                  |
|  |                                                                   |
|  | Lokiarchaeia                                                      |
|  |                                                                   |

|  | Promethearchaeia |
|  |                  |
|  | Lokiarchaeia     |
|  |                  |

|  | Baldrarchaeia |
|  |               |
|  | Thorarchaeia  |
|  |               |

|  | Hermodarchaeia                                                    |
|  |                                                                   |
|  | \| \| Promethearchaeia \| \| \| \| \| \| Lokiarchaeia \| \| \| \| |
|  |                                                                   |
|  | Promethearchaeia                                                  |
|  |                                                                   |
|  | Lokiarchaeia                                                      |
|  |                                                                   |

|  | Promethearchaeia |
|  |                  |
|  | Lokiarchaeia     |
|  |                  |

|  | Jordarchaeia |
|  |              |
|  | Odinarchaeia |
|  |              |

|  | Baldrarchaeia |
|  |               |
|  | Thorarchaeia  |
|  |               |

|  | Hermodarchaeia                                                    |
|  |                                                                   |
|  | \| \| Promethearchaeia \| \| \| \| \| \| Lokiarchaeia \| \| \| \| |
|  |                                                                   |
|  | Promethearchaeia                                                  |
|  |                                                                   |
|  | Lokiarchaeia                                                      |
|  |                                                                   |

|  | Promethearchaeia |
|  |                  |
|  | Lokiarchaeia     |
|  |                  |

|  | Baldrarchaeia |
|  |               |
|  | Thorarchaeia  |
|  |               |

|  | Hermodarchaeia                                                    |
|  |                                                                   |
|  | \| \| Promethearchaeia \| \| \| \| \| \| Lokiarchaeia \| \| \| \| |
|  |                                                                   |
|  | Promethearchaeia                                                  |
|  |                                                                   |
|  | Lokiarchaeia                                                      |
|  |                                                                   |

|  | Promethearchaeia |
|  |                  |
|  | Lokiarchaeia     |
|  |                  |

|  | Jordarchaeia |
|  |              |
|  | Odinarchaeia |
|  |              |

|  | Baldrarchaeia |
|  |               |
|  | Thorarchaeia  |
|  |               |

|  | Hermodarchaeia                                                    |
|  |                                                                   |
|  | \| \| Promethearchaeia \| \| \| \| \| \| Lokiarchaeia \| \| \| \| |
|  |                                                                   |
|  | Promethearchaeia                                                  |
|  |                                                                   |
|  | Lokiarchaeia                                                      |
|  |                                                                   |

|  | Promethearchaeia |
|  |                  |
|  | Lokiarchaeia     |
|  |                  |

|  | Baldrarchaeia |
|  |               |
|  | Thorarchaeia  |
|  |               |

|  | Hermodarchaeia                                                    |
|  |                                                                   |
|  | \| \| Promethearchaeia \| \| \| \| \| \| Lokiarchaeia \| \| \| \| |
|  |                                                                   |
|  | Promethearchaeia                                                  |
|  |                                                                   |
|  | Lokiarchaeia                                                      |
|  |                                                                   |

|  | Promethearchaeia |
|  |                  |
|  | Lokiarchaeia     |
|  |                  |

|                    | Wukongarchaeia                                                                              |
|                    |                                                                                             |
|                    | \| \| Heimdallarchaeia \| \| \| \| \| + α─proteobacteria \| Eukaryota \| \| \| Eukaryota \| |
|                    |                                                                                             |
|                    | Heimdallarchaeia                                                                            |
|                    |                                                                                             |
| + α─proteobacteria | Eukaryota                                                                                   |
|                    | Eukaryota                                                                                   |

|                    | Heimdallarchaeia |
|                    |                  |
| + α─proteobacteria | Eukaryota        |
|                    | Eukaryota        |

|  | Jordarchaeia |
|  |              |
|  | Odinarchaeia |
|  |              |

|  | Baldrarchaeia |
|  |               |
|  | Thorarchaeia  |
|  |               |

|  | Hermodarchaeia                                                    |
|  |                                                                   |
|  | \| \| Promethearchaeia \| \| \| \| \| \| Lokiarchaeia \| \| \| \| |
|  |                                                                   |
|  | Promethearchaeia                                                  |
|  |                                                                   |
|  | Lokiarchaeia                                                      |
|  |                                                                   |

|  | Promethearchaeia |
|  |                  |
|  | Lokiarchaeia     |
|  |                  |

|  | Baldrarchaeia |
|  |               |
|  | Thorarchaeia  |
|  |               |

|  | Hermodarchaeia                                                    |
|  |                                                                   |
|  | \| \| Promethearchaeia \| \| \| \| \| \| Lokiarchaeia \| \| \| \| |
|  |                                                                   |
|  | Promethearchaeia                                                  |
|  |                                                                   |
|  | Lokiarchaeia                                                      |
|  |                                                                   |

|  | Promethearchaeia |
|  |                  |
|  | Lokiarchaeia     |
|  |                  |

|  | Jordarchaeia |
|  |              |
|  | Odinarchaeia |
|  |              |

|  | Baldrarchaeia |
|  |               |
|  | Thorarchaeia  |
|  |               |

|  | Hermodarchaeia                                                    |
|  |                                                                   |
|  | \| \| Promethearchaeia \| \| \| \| \| \| Lokiarchaeia \| \| \| \| |
|  |                                                                   |
|  | Promethearchaeia                                                  |
|  |                                                                   |
|  | Lokiarchaeia                                                      |
|  |                                                                   |

|  | Promethearchaeia |
|  |                  |
|  | Lokiarchaeia     |
|  |                  |

|  | Baldrarchaeia |
|  |               |
|  | Thorarchaeia  |
|  |               |

|  | Hermodarchaeia                                                    |
|  |                                                                   |
|  | \| \| Promethearchaeia \| \| \| \| \| \| Lokiarchaeia \| \| \| \| |
|  |                                                                   |
|  | Promethearchaeia                                                  |
|  |                                                                   |
|  | Lokiarchaeia                                                      |
|  |                                                                   |

|  | Promethearchaeia |
|  |                  |
|  | Lokiarchaeia     |
|  |                  |

|  | Jordarchaeia |
|  |              |
|  | Odinarchaeia |
|  |              |

|  | Baldrarchaeia |
|  |               |
|  | Thorarchaeia  |
|  |               |

|  | Hermodarchaeia                                                    |
|  |                                                                   |
|  | \| \| Promethearchaeia \| \| \| \| \| \| Lokiarchaeia \| \| \| \| |
|  |                                                                   |
|  | Promethearchaeia                                                  |
|  |                                                                   |
|  | Lokiarchaeia                                                      |
|  |                                                                   |

|  | Promethearchaeia |
|  |                  |
|  | Lokiarchaeia     |
|  |                  |

|  | Baldrarchaeia |
|  |               |
|  | Thorarchaeia  |
|  |               |

|  | Hermodarchaeia                                                    |
|  |                                                                   |
|  | \| \| Promethearchaeia \| \| \| \| \| \| Lokiarchaeia \| \| \| \| |
|  |                                                                   |
|  | Promethearchaeia                                                  |
|  |                                                                   |
|  | Lokiarchaeia                                                      |
|  |                                                                   |

|  | Promethearchaeia |
|  |                  |
|  | Lokiarchaeia     |
|  |                  |

|  | Jordarchaeia |
|  |              |
|  | Odinarchaeia |
|  |              |

|  | Baldrarchaeia |
|  |               |
|  | Thorarchaeia  |
|  |               |

|  | Hermodarchaeia                                                    |
|  |                                                                   |
|  | \| \| Promethearchaeia \| \| \| \| \| \| Lokiarchaeia \| \| \| \| |
|  |                                                                   |
|  | Promethearchaeia                                                  |
|  |                                                                   |
|  | Lokiarchaeia                                                      |
|  |                                                                   |

|  | Promethearchaeia |
|  |                  |
|  | Lokiarchaeia     |
|  |                  |

|  | Baldrarchaeia |
|  |               |
|  | Thorarchaeia  |
|  |               |

|  | Hermodarchaeia                                                    |
|  |                                                                   |
|  | \| \| Promethearchaeia \| \| \| \| \| \| Lokiarchaeia \| \| \| \| |
|  |                                                                   |
|  | Promethearchaeia                                                  |
|  |                                                                   |
|  | Lokiarchaeia                                                      |
|  |                                                                   |

|  | Promethearchaeia |
|  |                  |
|  | Lokiarchaeia     |
|  |                  |

|                    | Wukongarchaeia                                                                              |
|                    |                                                                                             |
|                    | \| \| Heimdallarchaeia \| \| \| \| \| + α─proteobacteria \| Eukaryota \| \| \| Eukaryota \| |
|                    |                                                                                             |
|                    | Heimdallarchaeia                                                                            |
|                    |                                                                                             |
| + α─proteobacteria | Eukaryota                                                                                   |
|                    | Eukaryota                                                                                   |

|                    | Heimdallarchaeia |
|                    |                  |
| + α─proteobacteria | Eukaryota        |
|                    | Eukaryota        |

|  | Jordarchaeia |
|  |              |
|  | Odinarchaeia |
|  |              |

|  | Baldrarchaeia |
|  |               |
|  | Thorarchaeia  |
|  |               |

|  | Hermodarchaeia                                                    |
|  |                                                                   |
|  | \| \| Promethearchaeia \| \| \| \| \| \| Lokiarchaeia \| \| \| \| |
|  |                                                                   |
|  | Promethearchaeia                                                  |
|  |                                                                   |
|  | Lokiarchaeia                                                      |
|  |                                                                   |

|  | Promethearchaeia |
|  |                  |
|  | Lokiarchaeia     |
|  |                  |

|  | Baldrarchaeia |
|  |               |
|  | Thorarchaeia  |
|  |               |

|  | Hermodarchaeia                                                    |
|  |                                                                   |
|  | \| \| Promethearchaeia \| \| \| \| \| \| Lokiarchaeia \| \| \| \| |
|  |                                                                   |
|  | Promethearchaeia                                                  |
|  |                                                                   |
|  | Lokiarchaeia                                                      |
|  |                                                                   |

|  | Promethearchaeia |
|  |                  |
|  | Lokiarchaeia     |
|  |                  |

|  | Jordarchaeia |
|  |              |
|  | Odinarchaeia |
|  |              |

|  | Baldrarchaeia |
|  |               |
|  | Thorarchaeia  |
|  |               |

|  | Hermodarchaeia                                                    |
|  |                                                                   |
|  | \| \| Promethearchaeia \| \| \| \| \| \| Lokiarchaeia \| \| \| \| |
|  |                                                                   |
|  | Promethearchaeia                                                  |
|  |                                                                   |
|  | Lokiarchaeia                                                      |
|  |                                                                   |

|  | Promethearchaeia |
|  |                  |
|  | Lokiarchaeia     |
|  |                  |

|  | Baldrarchaeia |
|  |               |
|  | Thorarchaeia  |
|  |               |

|  | Hermodarchaeia                                                    |
|  |                                                                   |
|  | \| \| Promethearchaeia \| \| \| \| \| \| Lokiarchaeia \| \| \| \| |
|  |                                                                   |
|  | Promethearchaeia                                                  |
|  |                                                                   |
|  | Lokiarchaeia                                                      |
|  |                                                                   |

|  | Promethearchaeia |
|  |                  |
|  | Lokiarchaeia     |
|  |                  |

|  | Jordarchaeia |
|  |              |
|  | Odinarchaeia |
|  |              |

|  | Baldrarchaeia |
|  |               |
|  | Thorarchaeia  |
|  |               |

|  | Hermodarchaeia                                                    |
|  |                                                                   |
|  | \| \| Promethearchaeia \| \| \| \| \| \| Lokiarchaeia \| \| \| \| |
|  |                                                                   |
|  | Promethearchaeia                                                  |
|  |                                                                   |
|  | Lokiarchaeia                                                      |
|  |                                                                   |

|  | Promethearchaeia |
|  |                  |
|  | Lokiarchaeia     |
|  |                  |

|  | Baldrarchaeia |
|  |               |
|  | Thorarchaeia  |
|  |               |

|  | Hermodarchaeia                                                    |
|  |                                                                   |
|  | \| \| Promethearchaeia \| \| \| \| \| \| Lokiarchaeia \| \| \| \| |
|  |                                                                   |
|  | Promethearchaeia                                                  |
|  |                                                                   |
|  | Lokiarchaeia                                                      |
|  |                                                                   |

|  | Promethearchaeia |
|  |                  |
|  | Lokiarchaeia     |
|  |                  |

|  | Jordarchaeia |
|  |              |
|  | Odinarchaeia |
|  |              |

|  | Baldrarchaeia |
|  |               |
|  | Thorarchaeia  |
|  |               |

|  | Hermodarchaeia                                                    |
|  |                                                                   |
|  | \| \| Promethearchaeia \| \| \| \| \| \| Lokiarchaeia \| \| \| \| |
|  |                                                                   |
|  | Promethearchaeia                                                  |
|  |                                                                   |
|  | Lokiarchaeia                                                      |
|  |                                                                   |

|  | Promethearchaeia |
|  |                  |
|  | Lokiarchaeia     |
|  |                  |

|  | Baldrarchaeia |
|  |               |
|  | Thorarchaeia  |
|  |               |

|  | Hermodarchaeia                                                    |
|  |                                                                   |
|  | \| \| Promethearchaeia \| \| \| \| \| \| Lokiarchaeia \| \| \| \| |
|  |                                                                   |
|  | Promethearchaeia                                                  |
|  |                                                                   |
|  | Lokiarchaeia                                                      |
|  |                                                                   |

|  | Promethearchaeia |
|  |                  |
|  | Lokiarchaeia     |
|  |                  |

|                    | Wukongarchaeia                                                                              |
|                    |                                                                                             |
|                    | \| \| Heimdallarchaeia \| \| \| \| \| + α─proteobacteria \| Eukaryota \| \| \| Eukaryota \| |
|                    |                                                                                             |
|                    | Heimdallarchaeia                                                                            |
|                    |                                                                                             |
| + α─proteobacteria | Eukaryota                                                                                   |
|                    | Eukaryota                                                                                   |

|                    | Heimdallarchaeia |
|                    |                  |
| + α─proteobacteria | Eukaryota        |
|                    | Eukaryota        |

|  | Jordarchaeia |
|  |              |
|  | Odinarchaeia |
|  |              |

|  | Baldrarchaeia |
|  |               |
|  | Thorarchaeia  |
|  |               |

|  | Hermodarchaeia                                                    |
|  |                                                                   |
|  | \| \| Promethearchaeia \| \| \| \| \| \| Lokiarchaeia \| \| \| \| |
|  |                                                                   |
|  | Promethearchaeia                                                  |
|  |                                                                   |
|  | Lokiarchaeia                                                      |
|  |                                                                   |

|  | Promethearchaeia |
|  |                  |
|  | Lokiarchaeia     |
|  |                  |

|  | Baldrarchaeia |
|  |               |
|  | Thorarchaeia  |
|  |               |

|  | Hermodarchaeia                                                    |
|  |                                                                   |
|  | \| \| Promethearchaeia \| \| \| \| \| \| Lokiarchaeia \| \| \| \| |
|  |                                                                   |
|  | Promethearchaeia                                                  |
|  |                                                                   |
|  | Lokiarchaeia                                                      |
|  |                                                                   |

|  | Promethearchaeia |
|  |                  |
|  | Lokiarchaeia     |
|  |                  |

|  | Jordarchaeia |
|  |              |
|  | Odinarchaeia |
|  |              |

|  | Baldrarchaeia |
|  |               |
|  | Thorarchaeia  |
|  |               |

|  | Hermodarchaeia                                                    |
|  |                                                                   |
|  | \| \| Promethearchaeia \| \| \| \| \| \| Lokiarchaeia \| \| \| \| |
|  |                                                                   |
|  | Promethearchaeia                                                  |
|  |                                                                   |
|  | Lokiarchaeia                                                      |
|  |                                                                   |

|  | Promethearchaeia |
|  |                  |
|  | Lokiarchaeia     |
|  |                  |

|  | Baldrarchaeia |
|  |               |
|  | Thorarchaeia  |
|  |               |

|  | Hermodarchaeia                                                    |
|  |                                                                   |
|  | \| \| Promethearchaeia \| \| \| \| \| \| Lokiarchaeia \| \| \| \| |
|  |                                                                   |
|  | Promethearchaeia                                                  |
|  |                                                                   |
|  | Lokiarchaeia                                                      |
|  |                                                                   |

|  | Promethearchaeia |
|  |                  |
|  | Lokiarchaeia     |
|  |                  |

|  | Jordarchaeia |
|  |              |
|  | Odinarchaeia |
|  |              |

|  | Baldrarchaeia |
|  |               |
|  | Thorarchaeia  |
|  |               |

|  | Hermodarchaeia                                                    |
|  |                                                                   |
|  | \| \| Promethearchaeia \| \| \| \| \| \| Lokiarchaeia \| \| \| \| |
|  |                                                                   |
|  | Promethearchaeia                                                  |
|  |                                                                   |
|  | Lokiarchaeia                                                      |
|  |                                                                   |

|  | Promethearchaeia |
|  |                  |
|  | Lokiarchaeia     |
|  |                  |

|  | Baldrarchaeia |
|  |               |
|  | Thorarchaeia  |
|  |               |

|  | Hermodarchaeia                                                    |
|  |                                                                   |
|  | \| \| Promethearchaeia \| \| \| \| \| \| Lokiarchaeia \| \| \| \| |
|  |                                                                   |
|  | Promethearchaeia                                                  |
|  |                                                                   |
|  | Lokiarchaeia                                                      |
|  |                                                                   |

|  | Promethearchaeia |
|  |                  |
|  | Lokiarchaeia     |
|  |                  |

|  | Jordarchaeia |
|  |              |
|  | Odinarchaeia |
|  |              |

|  | Baldrarchaeia |
|  |               |
|  | Thorarchaeia  |
|  |               |

|  | Hermodarchaeia                                                    |
|  |                                                                   |
|  | \| \| Promethearchaeia \| \| \| \| \| \| Lokiarchaeia \| \| \| \| |
|  |                                                                   |
|  | Promethearchaeia                                                  |
|  |                                                                   |
|  | Lokiarchaeia                                                      |
|  |                                                                   |

|  | Promethearchaeia |
|  |                  |
|  | Lokiarchaeia     |
|  |                  |

|  | Baldrarchaeia |
|  |               |
|  | Thorarchaeia  |
|  |               |

|  | Hermodarchaeia                                                    |
|  |                                                                   |
|  | \| \| Promethearchaeia \| \| \| \| \| \| Lokiarchaeia \| \| \| \| |
|  |                                                                   |
|  | Promethearchaeia                                                  |
|  |                                                                   |
|  | Lokiarchaeia                                                      |
|  |                                                                   |

|  | Promethearchaeia |
|  |                  |
|  | Lokiarchaeia     |
|  |                  |

|                    | Wukongarchaeia                                                                              |
|                    |                                                                                             |
|                    | \| \| Heimdallarchaeia \| \| \| \| \| + α─proteobacteria \| Eukaryota \| \| \| Eukaryota \| |
|                    |                                                                                             |
|                    | Heimdallarchaeia                                                                            |
|                    |                                                                                             |
| + α─proteobacteria | Eukaryota                                                                                   |
|                    | Eukaryota                                                                                   |

|                    | Heimdallarchaeia |
|                    |                  |
| + α─proteobacteria | Eukaryota        |
|                    | Eukaryota        |

|  | Jordarchaeia |
|  |              |
|  | Odinarchaeia |
|  |              |

|  | Baldrarchaeia |
|  |               |
|  | Thorarchaeia  |
|  |               |

|  | Hermodarchaeia                                                    |
|  |                                                                   |
|  | \| \| Promethearchaeia \| \| \| \| \| \| Lokiarchaeia \| \| \| \| |
|  |                                                                   |
|  | Promethearchaeia                                                  |
|  |                                                                   |
|  | Lokiarchaeia                                                      |
|  |                                                                   |

|  | Promethearchaeia |
|  |                  |
|  | Lokiarchaeia     |
|  |                  |

|  | Baldrarchaeia |
|  |               |
|  | Thorarchaeia  |
|  |               |

|  | Hermodarchaeia                                                    |
|  |                                                                   |
|  | \| \| Promethearchaeia \| \| \| \| \| \| Lokiarchaeia \| \| \| \| |
|  |                                                                   |
|  | Promethearchaeia                                                  |
|  |                                                                   |
|  | Lokiarchaeia                                                      |
|  |                                                                   |

|  | Promethearchaeia |
|  |                  |
|  | Lokiarchaeia     |
|  |                  |

|  | Jordarchaeia |
|  |              |
|  | Odinarchaeia |
|  |              |

|  | Baldrarchaeia |
|  |               |
|  | Thorarchaeia  |
|  |               |

|  | Hermodarchaeia                                                    |
|  |                                                                   |
|  | \| \| Promethearchaeia \| \| \| \| \| \| Lokiarchaeia \| \| \| \| |
|  |                                                                   |
|  | Promethearchaeia                                                  |
|  |                                                                   |
|  | Lokiarchaeia                                                      |
|  |                                                                   |

|  | Promethearchaeia |
|  |                  |
|  | Lokiarchaeia     |
|  |                  |

|  | Baldrarchaeia |
|  |               |
|  | Thorarchaeia  |
|  |               |

|  | Hermodarchaeia                                                    |
|  |                                                                   |
|  | \| \| Promethearchaeia \| \| \| \| \| \| Lokiarchaeia \| \| \| \| |
|  |                                                                   |
|  | Promethearchaeia                                                  |
|  |                                                                   |
|  | Lokiarchaeia                                                      |
|  |                                                                   |

|  | Promethearchaeia |
|  |                  |
|  | Lokiarchaeia     |
|  |                  |

|  | Jordarchaeia |
|  |              |
|  | Odinarchaeia |
|  |              |

|  | Baldrarchaeia |
|  |               |
|  | Thorarchaeia  |
|  |               |

|  | Hermodarchaeia                                                    |
|  |                                                                   |
|  | \| \| Promethearchaeia \| \| \| \| \| \| Lokiarchaeia \| \| \| \| |
|  |                                                                   |
|  | Promethearchaeia                                                  |
|  |                                                                   |
|  | Lokiarchaeia                                                      |
|  |                                                                   |

|  | Promethearchaeia |
|  |                  |
|  | Lokiarchaeia     |
|  |                  |

|  | Baldrarchaeia |
|  |               |
|  | Thorarchaeia  |
|  |               |

|  | Hermodarchaeia                                                    |
|  |                                                                   |
|  | \| \| Promethearchaeia \| \| \| \| \| \| Lokiarchaeia \| \| \| \| |
|  |                                                                   |
|  | Promethearchaeia                                                  |
|  |                                                                   |
|  | Lokiarchaeia                                                      |
|  |                                                                   |

|  | Promethearchaeia |
|  |                  |
|  | Lokiarchaeia     |
|  |                  |

|  | Jordarchaeia |
|  |              |
|  | Odinarchaeia |
|  |              |

|  | Baldrarchaeia |
|  |               |
|  | Thorarchaeia  |
|  |               |

|  | Hermodarchaeia                                                    |
|  |                                                                   |
|  | \| \| Promethearchaeia \| \| \| \| \| \| Lokiarchaeia \| \| \| \| |
|  |                                                                   |
|  | Promethearchaeia                                                  |
|  |                                                                   |
|  | Lokiarchaeia                                                      |
|  |                                                                   |

|  | Promethearchaeia |
|  |                  |
|  | Lokiarchaeia     |
|  |                  |

|  | Baldrarchaeia |
|  |               |
|  | Thorarchaeia  |
|  |               |

|  | Hermodarchaeia                                                    |
|  |                                                                   |
|  | \| \| Promethearchaeia \| \| \| \| \| \| Lokiarchaeia \| \| \| \| |
|  |                                                                   |
|  | Promethearchaeia                                                  |
|  |                                                                   |
|  | Lokiarchaeia                                                      |
|  |                                                                   |

|  | Promethearchaeia |
|  |                  |
|  | Lokiarchaeia     |
|  |                  |

|                    | Wukongarchaeia                                                                              |
|                    |                                                                                             |
|                    | \| \| Heimdallarchaeia \| \| \| \| \| + α─proteobacteria \| Eukaryota \| \| \| Eukaryota \| |
|                    |                                                                                             |
|                    | Heimdallarchaeia                                                                            |
|                    |                                                                                             |
| + α─proteobacteria | Eukaryota                                                                                   |
|                    | Eukaryota                                                                                   |

|                    | Heimdallarchaeia |
|                    |                  |
| + α─proteobacteria | Eukaryota        |
|                    | Eukaryota        |

|  | Jordarchaeia |
|  |              |
|  | Odinarchaeia |
|  |              |

|  | Baldrarchaeia |
|  |               |
|  | Thorarchaeia  |
|  |               |

|  | Hermodarchaeia                                                    |
|  |                                                                   |
|  | \| \| Promethearchaeia \| \| \| \| \| \| Lokiarchaeia \| \| \| \| |
|  |                                                                   |
|  | Promethearchaeia                                                  |
|  |                                                                   |
|  | Lokiarchaeia                                                      |
|  |                                                                   |

|  | Promethearchaeia |
|  |                  |
|  | Lokiarchaeia     |
|  |                  |

|  | Baldrarchaeia |
|  |               |
|  | Thorarchaeia  |
|  |               |

|  | Hermodarchaeia                                                    |
|  |                                                                   |
|  | \| \| Promethearchaeia \| \| \| \| \| \| Lokiarchaeia \| \| \| \| |
|  |                                                                   |
|  | Promethearchaeia                                                  |
|  |                                                                   |
|  | Lokiarchaeia                                                      |
|  |                                                                   |

|  | Promethearchaeia |
|  |                  |
|  | Lokiarchaeia     |
|  |                  |

|  | Jordarchaeia |
|  |              |
|  | Odinarchaeia |
|  |              |

|  | Baldrarchaeia |
|  |               |
|  | Thorarchaeia  |
|  |               |

|  | Hermodarchaeia                                                    |
|  |                                                                   |
|  | \| \| Promethearchaeia \| \| \| \| \| \| Lokiarchaeia \| \| \| \| |
|  |                                                                   |
|  | Promethearchaeia                                                  |
|  |                                                                   |
|  | Lokiarchaeia                                                      |
|  |                                                                   |

|  | Promethearchaeia |
|  |                  |
|  | Lokiarchaeia     |
|  |                  |

|  | Baldrarchaeia |
|  |               |
|  | Thorarchaeia  |
|  |               |

|  | Hermodarchaeia                                                    |
|  |                                                                   |
|  | \| \| Promethearchaeia \| \| \| \| \| \| Lokiarchaeia \| \| \| \| |
|  |                                                                   |
|  | Promethearchaeia                                                  |
|  |                                                                   |
|  | Lokiarchaeia                                                      |
|  |                                                                   |

|  | Promethearchaeia |
|  |                  |
|  | Lokiarchaeia     |
|  |                  |

|  | Jordarchaeia |
|  |              |
|  | Odinarchaeia |
|  |              |

|  | Baldrarchaeia |
|  |               |
|  | Thorarchaeia  |
|  |               |

|  | Hermodarchaeia                                                    |
|  |                                                                   |
|  | \| \| Promethearchaeia \| \| \| \| \| \| Lokiarchaeia \| \| \| \| |
|  |                                                                   |
|  | Promethearchaeia                                                  |
|  |                                                                   |
|  | Lokiarchaeia                                                      |
|  |                                                                   |

|  | Promethearchaeia |
|  |                  |
|  | Lokiarchaeia     |
|  |                  |

|  | Baldrarchaeia |
|  |               |
|  | Thorarchaeia  |
|  |               |

|  | Hermodarchaeia                                                    |
|  |                                                                   |
|  | \| \| Promethearchaeia \| \| \| \| \| \| Lokiarchaeia \| \| \| \| |
|  |                                                                   |
|  | Promethearchaeia                                                  |
|  |                                                                   |
|  | Lokiarchaeia                                                      |
|  |                                                                   |

|  | Promethearchaeia |
|  |                  |
|  | Lokiarchaeia     |
|  |                  |

|  | Jordarchaeia |
|  |              |
|  | Odinarchaeia |
|  |              |

|  | Baldrarchaeia |
|  |               |
|  | Thorarchaeia  |
|  |               |

|  | Hermodarchaeia                                                    |
|  |                                                                   |
|  | \| \| Promethearchaeia \| \| \| \| \| \| Lokiarchaeia \| \| \| \| |
|  |                                                                   |
|  | Promethearchaeia                                                  |
|  |                                                                   |
|  | Lokiarchaeia                                                      |
|  |                                                                   |

|  | Promethearchaeia |
|  |                  |
|  | Lokiarchaeia     |
|  |                  |

|  | Baldrarchaeia |
|  |               |
|  | Thorarchaeia  |
|  |               |

|  | Hermodarchaeia                                                    |
|  |                                                                   |
|  | \| \| Promethearchaeia \| \| \| \| \| \| Lokiarchaeia \| \| \| \| |
|  |                                                                   |
|  | Promethearchaeia                                                  |
|  |                                                                   |
|  | Lokiarchaeia                                                      |
|  |                                                                   |

|  | Promethearchaeia |
|  |                  |
|  | Lokiarchaeia     |
|  |                  |

|                    | Wukongarchaeia                                                                              |
|                    |                                                                                             |
|                    | \| \| Heimdallarchaeia \| \| \| \| \| + α─proteobacteria \| Eukaryota \| \| \| Eukaryota \| |
|                    |                                                                                             |
|                    | Heimdallarchaeia                                                                            |
|                    |                                                                                             |
| + α─proteobacteria | Eukaryota                                                                                   |
|                    | Eukaryota                                                                                   |

|                    | Heimdallarchaeia |
|                    |                  |
| + α─proteobacteria | Eukaryota        |
|                    | Eukaryota        |

|  | Jordarchaeia |
|  |              |
|  | Odinarchaeia |
|  |              |

|  | Baldrarchaeia |
|  |               |
|  | Thorarchaeia  |
|  |               |

|  | Hermodarchaeia                                                    |
|  |                                                                   |
|  | \| \| Promethearchaeia \| \| \| \| \| \| Lokiarchaeia \| \| \| \| |
|  |                                                                   |
|  | Promethearchaeia                                                  |
|  |                                                                   |
|  | Lokiarchaeia                                                      |
|  |                                                                   |

|  | Promethearchaeia |
|  |                  |
|  | Lokiarchaeia     |
|  |                  |

|  | Baldrarchaeia |
|  |               |
|  | Thorarchaeia  |
|  |               |

|  | Hermodarchaeia                                                    |
|  |                                                                   |
|  | \| \| Promethearchaeia \| \| \| \| \| \| Lokiarchaeia \| \| \| \| |
|  |                                                                   |
|  | Promethearchaeia                                                  |
|  |                                                                   |
|  | Lokiarchaeia                                                      |
|  |                                                                   |

|  | Promethearchaeia |
|  |                  |
|  | Lokiarchaeia     |
|  |                  |

|  | Jordarchaeia |
|  |              |
|  | Odinarchaeia |
|  |              |

|  | Baldrarchaeia |
|  |               |
|  | Thorarchaeia  |
|  |               |

|  | Hermodarchaeia                                                    |
|  |                                                                   |
|  | \| \| Promethearchaeia \| \| \| \| \| \| Lokiarchaeia \| \| \| \| |
|  |                                                                   |
|  | Promethearchaeia                                                  |
|  |                                                                   |
|  | Lokiarchaeia                                                      |
|  |                                                                   |

|  | Promethearchaeia |
|  |                  |
|  | Lokiarchaeia     |
|  |                  |

|  | Baldrarchaeia |
|  |               |
|  | Thorarchaeia  |
|  |               |

|  | Hermodarchaeia                                                    |
|  |                                                                   |
|  | \| \| Promethearchaeia \| \| \| \| \| \| Lokiarchaeia \| \| \| \| |
|  |                                                                   |
|  | Promethearchaeia                                                  |
|  |                                                                   |
|  | Lokiarchaeia                                                      |
|  |                                                                   |

|  | Promethearchaeia |
|  |                  |
|  | Lokiarchaeia     |
|  |                  |

|  | Jordarchaeia |
|  |              |
|  | Odinarchaeia |
|  |              |

|  | Baldrarchaeia |
|  |               |
|  | Thorarchaeia  |
|  |               |

|  | Hermodarchaeia                                                    |
|  |                                                                   |
|  | \| \| Promethearchaeia \| \| \| \| \| \| Lokiarchaeia \| \| \| \| |
|  |                                                                   |
|  | Promethearchaeia                                                  |
|  |                                                                   |
|  | Lokiarchaeia                                                      |
|  |                                                                   |

|  | Promethearchaeia |
|  |                  |
|  | Lokiarchaeia     |
|  |                  |

|  | Baldrarchaeia |
|  |               |
|  | Thorarchaeia  |
|  |               |

|  | Hermodarchaeia                                                    |
|  |                                                                   |
|  | \| \| Promethearchaeia \| \| \| \| \| \| Lokiarchaeia \| \| \| \| |
|  |                                                                   |
|  | Promethearchaeia                                                  |
|  |                                                                   |
|  | Lokiarchaeia                                                      |
|  |                                                                   |

|  | Promethearchaeia |
|  |                  |
|  | Lokiarchaeia     |
|  |                  |

|  | Jordarchaeia |
|  |              |
|  | Odinarchaeia |
|  |              |

|  | Baldrarchaeia |
|  |               |
|  | Thorarchaeia  |
|  |               |

|  | Hermodarchaeia                                                    |
|  |                                                                   |
|  | \| \| Promethearchaeia \| \| \| \| \| \| Lokiarchaeia \| \| \| \| |
|  |                                                                   |
|  | Promethearchaeia                                                  |
|  |                                                                   |
|  | Lokiarchaeia                                                      |
|  |                                                                   |

|  | Promethearchaeia |
|  |                  |
|  | Lokiarchaeia     |
|  |                  |

|  | Baldrarchaeia |
|  |               |
|  | Thorarchaeia  |
|  |               |

|  | Hermodarchaeia                                                    |
|  |                                                                   |
|  | \| \| Promethearchaeia \| \| \| \| \| \| Lokiarchaeia \| \| \| \| |
|  |                                                                   |
|  | Promethearchaeia                                                  |
|  |                                                                   |
|  | Lokiarchaeia                                                      |
|  |                                                                   |

|  | Promethearchaeia |
|  |                  |
|  | Lokiarchaeia     |
|  |                  |

|                    | Wukongarchaeia                                                                              |
|                    |                                                                                             |
|                    | \| \| Heimdallarchaeia \| \| \| \| \| + α─proteobacteria \| Eukaryota \| \| \| Eukaryota \| |
|                    |                                                                                             |
|                    | Heimdallarchaeia                                                                            |
|                    |                                                                                             |
| + α─proteobacteria | Eukaryota                                                                                   |
|                    | Eukaryota                                                                                   |

|                    | Heimdallarchaeia |
|                    |                  |
| + α─proteobacteria | Eukaryota        |
|                    | Eukaryota        |

|  | Jordarchaeia |
|  |              |
|  | Odinarchaeia |
|  |              |

|  | Baldrarchaeia |
|  |               |
|  | Thorarchaeia  |
|  |               |

|  | Hermodarchaeia                                                    |
|  |                                                                   |
|  | \| \| Promethearchaeia \| \| \| \| \| \| Lokiarchaeia \| \| \| \| |
|  |                                                                   |
|  | Promethearchaeia                                                  |
|  |                                                                   |
|  | Lokiarchaeia                                                      |
|  |                                                                   |

|  | Promethearchaeia |
|  |                  |
|  | Lokiarchaeia     |
|  |                  |

|  | Baldrarchaeia |
|  |               |
|  | Thorarchaeia  |
|  |               |

|  | Hermodarchaeia                                                    |
|  |                                                                   |
|  | \| \| Promethearchaeia \| \| \| \| \| \| Lokiarchaeia \| \| \| \| |
|  |                                                                   |
|  | Promethearchaeia                                                  |
|  |                                                                   |
|  | Lokiarchaeia                                                      |
|  |                                                                   |

|  | Promethearchaeia |
|  |                  |
|  | Lokiarchaeia     |
|  |                  |

|  | Jordarchaeia |
|  |              |
|  | Odinarchaeia |
|  |              |

|  | Baldrarchaeia |
|  |               |
|  | Thorarchaeia  |
|  |               |

|  | Hermodarchaeia                                                    |
|  |                                                                   |
|  | \| \| Promethearchaeia \| \| \| \| \| \| Lokiarchaeia \| \| \| \| |
|  |                                                                   |
|  | Promethearchaeia                                                  |
|  |                                                                   |
|  | Lokiarchaeia                                                      |
|  |                                                                   |

|  | Promethearchaeia |
|  |                  |
|  | Lokiarchaeia     |
|  |                  |

|  | Baldrarchaeia |
|  |               |
|  | Thorarchaeia  |
|  |               |

|  | Hermodarchaeia                                                    |
|  |                                                                   |
|  | \| \| Promethearchaeia \| \| \| \| \| \| Lokiarchaeia \| \| \| \| |
|  |                                                                   |
|  | Promethearchaeia                                                  |
|  |                                                                   |
|  | Lokiarchaeia                                                      |
|  |                                                                   |

|  | Promethearchaeia |
|  |                  |
|  | Lokiarchaeia     |
|  |                  |

|  | Jordarchaeia |
|  |              |
|  | Odinarchaeia |
|  |              |

|  | Baldrarchaeia |
|  |               |
|  | Thorarchaeia  |
|  |               |

|  | Hermodarchaeia                                                    |
|  |                                                                   |
|  | \| \| Promethearchaeia \| \| \| \| \| \| Lokiarchaeia \| \| \| \| |
|  |                                                                   |
|  | Promethearchaeia                                                  |
|  |                                                                   |
|  | Lokiarchaeia                                                      |
|  |                                                                   |

|  | Promethearchaeia |
|  |                  |
|  | Lokiarchaeia     |
|  |                  |

|  | Baldrarchaeia |
|  |               |
|  | Thorarchaeia  |
|  |               |

|  | Hermodarchaeia                                                    |
|  |                                                                   |
|  | \| \| Promethearchaeia \| \| \| \| \| \| Lokiarchaeia \| \| \| \| |
|  |                                                                   |
|  | Promethearchaeia                                                  |
|  |                                                                   |
|  | Lokiarchaeia                                                      |
|  |                                                                   |

|  | Promethearchaeia |
|  |                  |
|  | Lokiarchaeia     |
|  |                  |

|  | Jordarchaeia |
|  |              |
|  | Odinarchaeia |
|  |              |

|  | Baldrarchaeia |
|  |               |
|  | Thorarchaeia  |
|  |               |

|  | Hermodarchaeia                                                    |
|  |                                                                   |
|  | \| \| Promethearchaeia \| \| \| \| \| \| Lokiarchaeia \| \| \| \| |
|  |                                                                   |
|  | Promethearchaeia                                                  |
|  |                                                                   |
|  | Lokiarchaeia                                                      |
|  |                                                                   |

|  | Promethearchaeia |
|  |                  |
|  | Lokiarchaeia     |
|  |                  |

|  | Baldrarchaeia |
|  |               |
|  | Thorarchaeia  |
|  |               |

|  | Hermodarchaeia                                                    |
|  |                                                                   |
|  | \| \| Promethearchaeia \| \| \| \| \| \| Lokiarchaeia \| \| \| \| |
|  |                                                                   |
|  | Promethearchaeia                                                  |
|  |                                                                   |
|  | Lokiarchaeia                                                      |
|  |                                                                   |

|  | Promethearchaeia |
|  |                  |
|  | Lokiarchaeia     |
|  |                  |

|                    | Wukongarchaeia                                                                              |
|                    |                                                                                             |
|                    | \| \| Heimdallarchaeia \| \| \| \| \| + α─proteobacteria \| Eukaryota \| \| \| Eukaryota \| |
|                    |                                                                                             |
|                    | Heimdallarchaeia                                                                            |
|                    |                                                                                             |
| + α─proteobacteria | Eukaryota                                                                                   |
|                    | Eukaryota                                                                                   |

|                    | Heimdallarchaeia |
|                    |                  |
| + α─proteobacteria | Eukaryota        |
|                    | Eukaryota        |

|  | Jordarchaeia |
|  |              |
|  | Odinarchaeia |
|  |              |

|  | Baldrarchaeia |
|  |               |
|  | Thorarchaeia  |
|  |               |

|  | Hermodarchaeia                                                    |
|  |                                                                   |
|  | \| \| Promethearchaeia \| \| \| \| \| \| Lokiarchaeia \| \| \| \| |
|  |                                                                   |
|  | Promethearchaeia                                                  |
|  |                                                                   |
|  | Lokiarchaeia                                                      |
|  |                                                                   |

|  | Promethearchaeia |
|  |                  |
|  | Lokiarchaeia     |
|  |                  |

|  | Baldrarchaeia |
|  |               |
|  | Thorarchaeia  |
|  |               |

|  | Hermodarchaeia                                                    |
|  |                                                                   |
|  | \| \| Promethearchaeia \| \| \| \| \| \| Lokiarchaeia \| \| \| \| |
|  |                                                                   |
|  | Promethearchaeia                                                  |
|  |                                                                   |
|  | Lokiarchaeia                                                      |
|  |                                                                   |

|  | Promethearchaeia |
|  |                  |
|  | Lokiarchaeia     |
|  |                  |

|  | Jordarchaeia |
|  |              |
|  | Odinarchaeia |
|  |              |

|  | Baldrarchaeia |
|  |               |
|  | Thorarchaeia  |
|  |               |

|  | Hermodarchaeia                                                    |
|  |                                                                   |
|  | \| \| Promethearchaeia \| \| \| \| \| \| Lokiarchaeia \| \| \| \| |
|  |                                                                   |
|  | Promethearchaeia                                                  |
|  |                                                                   |
|  | Lokiarchaeia                                                      |
|  |                                                                   |

|  | Promethearchaeia |
|  |                  |
|  | Lokiarchaeia     |
|  |                  |

|  | Baldrarchaeia |
|  |               |
|  | Thorarchaeia  |
|  |               |

|  | Hermodarchaeia                                                    |
|  |                                                                   |
|  | \| \| Promethearchaeia \| \| \| \| \| \| Lokiarchaeia \| \| \| \| |
|  |                                                                   |
|  | Promethearchaeia                                                  |
|  |                                                                   |
|  | Lokiarchaeia                                                      |
|  |                                                                   |

|  | Promethearchaeia |
|  |                  |
|  | Lokiarchaeia     |
|  |                  |

|  | Jordarchaeia |
|  |              |
|  | Odinarchaeia |
|  |              |

|  | Baldrarchaeia |
|  |               |
|  | Thorarchaeia  |
|  |               |

|  | Hermodarchaeia                                                    |
|  |                                                                   |
|  | \| \| Promethearchaeia \| \| \| \| \| \| Lokiarchaeia \| \| \| \| |
|  |                                                                   |
|  | Promethearchaeia                                                  |
|  |                                                                   |
|  | Lokiarchaeia                                                      |
|  |                                                                   |

|  | Promethearchaeia |
|  |                  |
|  | Lokiarchaeia     |
|  |                  |

|  | Baldrarchaeia |
|  |               |
|  | Thorarchaeia  |
|  |               |

|  | Hermodarchaeia                                                    |
|  |                                                                   |
|  | \| \| Promethearchaeia \| \| \| \| \| \| Lokiarchaeia \| \| \| \| |
|  |                                                                   |
|  | Promethearchaeia                                                  |
|  |                                                                   |
|  | Lokiarchaeia                                                      |
|  |                                                                   |

|  | Promethearchaeia |
|  |                  |
|  | Lokiarchaeia     |
|  |                  |

|  | Jordarchaeia |
|  |              |
|  | Odinarchaeia |
|  |              |

|  | Baldrarchaeia |
|  |               |
|  | Thorarchaeia  |
|  |               |

|  | Hermodarchaeia                                                    |
|  |                                                                   |
|  | \| \| Promethearchaeia \| \| \| \| \| \| Lokiarchaeia \| \| \| \| |
|  |                                                                   |
|  | Promethearchaeia                                                  |
|  |                                                                   |
|  | Lokiarchaeia                                                      |
|  |                                                                   |

|  | Promethearchaeia |
|  |                  |
|  | Lokiarchaeia     |
|  |                  |

|  | Baldrarchaeia |
|  |               |
|  | Thorarchaeia  |
|  |               |

|  | Hermodarchaeia                                                    |
|  |                                                                   |
|  | \| \| Promethearchaeia \| \| \| \| \| \| Lokiarchaeia \| \| \| \| |
|  |                                                                   |
|  | Promethearchaeia                                                  |
|  |                                                                   |
|  | Lokiarchaeia                                                      |
|  |                                                                   |

|  | Promethearchaeia |
|  |                  |
|  | Lokiarchaeia     |
|  |                  |

|                    | Wukongarchaeia                                                                              |
|                    |                                                                                             |
|                    | \| \| Heimdallarchaeia \| \| \| \| \| + α─proteobacteria \| Eukaryota \| \| \| Eukaryota \| |
|                    |                                                                                             |
|                    | Heimdallarchaeia                                                                            |
|                    |                                                                                             |
| + α─proteobacteria | Eukaryota                                                                                   |
|                    | Eukaryota                                                                                   |

|                    | Heimdallarchaeia |
|                    |                  |
| + α─proteobacteria | Eukaryota        |
|                    | Eukaryota        |

|  | Jordarchaeia |
|  |              |
|  | Odinarchaeia |
|  |              |

|  | Baldrarchaeia |
|  |               |
|  | Thorarchaeia  |
|  |               |

|  | Hermodarchaeia                                                    |
|  |                                                                   |
|  | \| \| Promethearchaeia \| \| \| \| \| \| Lokiarchaeia \| \| \| \| |
|  |                                                                   |
|  | Promethearchaeia                                                  |
|  |                                                                   |
|  | Lokiarchaeia                                                      |
|  |                                                                   |

|  | Promethearchaeia |
|  |                  |
|  | Lokiarchaeia     |
|  |                  |

|  | Baldrarchaeia |
|  |               |
|  | Thorarchaeia  |
|  |               |

|  | Hermodarchaeia                                                    |
|  |                                                                   |
|  | \| \| Promethearchaeia \| \| \| \| \| \| Lokiarchaeia \| \| \| \| |
|  |                                                                   |
|  | Promethearchaeia                                                  |
|  |                                                                   |
|  | Lokiarchaeia                                                      |
|  |                                                                   |

|  | Promethearchaeia |
|  |                  |
|  | Lokiarchaeia     |
|  |                  |

|  | Jordarchaeia |
|  |              |
|  | Odinarchaeia |
|  |              |

|  | Baldrarchaeia |
|  |               |
|  | Thorarchaeia  |
|  |               |

|  | Hermodarchaeia                                                    |
|  |                                                                   |
|  | \| \| Promethearchaeia \| \| \| \| \| \| Lokiarchaeia \| \| \| \| |
|  |                                                                   |
|  | Promethearchaeia                                                  |
|  |                                                                   |
|  | Lokiarchaeia                                                      |
|  |                                                                   |

|  | Promethearchaeia |
|  |                  |
|  | Lokiarchaeia     |
|  |                  |

|  | Baldrarchaeia |
|  |               |
|  | Thorarchaeia  |
|  |               |

|  | Hermodarchaeia                                                    |
|  |                                                                   |
|  | \| \| Promethearchaeia \| \| \| \| \| \| Lokiarchaeia \| \| \| \| |
|  |                                                                   |
|  | Promethearchaeia                                                  |
|  |                                                                   |
|  | Lokiarchaeia                                                      |
|  |                                                                   |

|  | Promethearchaeia |
|  |                  |
|  | Lokiarchaeia     |
|  |                  |

|  | Jordarchaeia |
|  |              |
|  | Odinarchaeia |
|  |              |

|  | Baldrarchaeia |
|  |               |
|  | Thorarchaeia  |
|  |               |

|  | Hermodarchaeia                                                    |
|  |                                                                   |
|  | \| \| Promethearchaeia \| \| \| \| \| \| Lokiarchaeia \| \| \| \| |
|  |                                                                   |
|  | Promethearchaeia                                                  |
|  |                                                                   |
|  | Lokiarchaeia                                                      |
|  |                                                                   |

|  | Promethearchaeia |
|  |                  |
|  | Lokiarchaeia     |
|  |                  |

|  | Baldrarchaeia |
|  |               |
|  | Thorarchaeia  |
|  |               |

|  | Hermodarchaeia                                                    |
|  |                                                                   |
|  | \| \| Promethearchaeia \| \| \| \| \| \| Lokiarchaeia \| \| \| \| |
|  |                                                                   |
|  | Promethearchaeia                                                  |
|  |                                                                   |
|  | Lokiarchaeia                                                      |
|  |                                                                   |

|  | Promethearchaeia |
|  |                  |
|  | Lokiarchaeia     |
|  |                  |

|  | Jordarchaeia |
|  |              |
|  | Odinarchaeia |
|  |              |

|  | Baldrarchaeia |
|  |               |
|  | Thorarchaeia  |
|  |               |

|  | Hermodarchaeia                                                    |
|  |                                                                   |
|  | \| \| Promethearchaeia \| \| \| \| \| \| Lokiarchaeia \| \| \| \| |
|  |                                                                   |
|  | Promethearchaeia                                                  |
|  |                                                                   |
|  | Lokiarchaeia                                                      |
|  |                                                                   |

|  | Promethearchaeia |
|  |                  |
|  | Lokiarchaeia     |
|  |                  |

|  | Baldrarchaeia |
|  |               |
|  | Thorarchaeia  |
|  |               |

|  | Hermodarchaeia                                                    |
|  |                                                                   |
|  | \| \| Promethearchaeia \| \| \| \| \| \| Lokiarchaeia \| \| \| \| |
|  |                                                                   |
|  | Promethearchaeia                                                  |
|  |                                                                   |
|  | Lokiarchaeia                                                      |
|  |                                                                   |

|  | Promethearchaeia |
|  |                  |
|  | Lokiarchaeia     |
|  |                  |

|                    | Wukongarchaeia                                                                              |
|                    |                                                                                             |
|                    | \| \| Heimdallarchaeia \| \| \| \| \| + α─proteobacteria \| Eukaryota \| \| \| Eukaryota \| |
|                    |                                                                                             |
|                    | Heimdallarchaeia                                                                            |
|                    |                                                                                             |
| + α─proteobacteria | Eukaryota                                                                                   |
|                    | Eukaryota                                                                                   |

|                    | Heimdallarchaeia |
|                    |                  |
| + α─proteobacteria | Eukaryota        |
|                    | Eukaryota        |

|  | Jordarchaeia |
|  |              |
|  | Odinarchaeia |
|  |              |

|  | Baldrarchaeia |
|  |               |
|  | Thorarchaeia  |
|  |               |

|  | Hermodarchaeia                                                    |
|  |                                                                   |
|  | \| \| Promethearchaeia \| \| \| \| \| \| Lokiarchaeia \| \| \| \| |
|  |                                                                   |
|  | Promethearchaeia                                                  |
|  |                                                                   |
|  | Lokiarchaeia                                                      |
|  |                                                                   |

|  | Promethearchaeia |
|  |                  |
|  | Lokiarchaeia     |
|  |                  |

|  | Baldrarchaeia |
|  |               |
|  | Thorarchaeia  |
|  |               |

|  | Hermodarchaeia                                                    |
|  |                                                                   |
|  | \| \| Promethearchaeia \| \| \| \| \| \| Lokiarchaeia \| \| \| \| |
|  |                                                                   |
|  | Promethearchaeia                                                  |
|  |                                                                   |
|  | Lokiarchaeia                                                      |
|  |                                                                   |

|  | Promethearchaeia |
|  |                  |
|  | Lokiarchaeia     |
|  |                  |

|  | Jordarchaeia |
|  |              |
|  | Odinarchaeia |
|  |              |

|  | Baldrarchaeia |
|  |               |
|  | Thorarchaeia  |
|  |               |

|  | Hermodarchaeia                                                    |
|  |                                                                   |
|  | \| \| Promethearchaeia \| \| \| \| \| \| Lokiarchaeia \| \| \| \| |
|  |                                                                   |
|  | Promethearchaeia                                                  |
|  |                                                                   |
|  | Lokiarchaeia                                                      |
|  |                                                                   |

|  | Promethearchaeia |
|  |                  |
|  | Lokiarchaeia     |
|  |                  |

|  | Baldrarchaeia |
|  |               |
|  | Thorarchaeia  |
|  |               |

|  | Hermodarchaeia                                                    |
|  |                                                                   |
|  | \| \| Promethearchaeia \| \| \| \| \| \| Lokiarchaeia \| \| \| \| |
|  |                                                                   |
|  | Promethearchaeia                                                  |
|  |                                                                   |
|  | Lokiarchaeia                                                      |
|  |                                                                   |

|  | Promethearchaeia |
|  |                  |
|  | Lokiarchaeia     |
|  |                  |

|  | Jordarchaeia |
|  |              |
|  | Odinarchaeia |
|  |              |

|  | Baldrarchaeia |
|  |               |
|  | Thorarchaeia  |
|  |               |

|  | Hermodarchaeia                                                    |
|  |                                                                   |
|  | \| \| Promethearchaeia \| \| \| \| \| \| Lokiarchaeia \| \| \| \| |
|  |                                                                   |
|  | Promethearchaeia                                                  |
|  |                                                                   |
|  | Lokiarchaeia                                                      |
|  |                                                                   |

|  | Promethearchaeia |
|  |                  |
|  | Lokiarchaeia     |
|  |                  |

|  | Baldrarchaeia |
|  |               |
|  | Thorarchaeia  |
|  |               |

|  | Hermodarchaeia                                                    |
|  |                                                                   |
|  | \| \| Promethearchaeia \| \| \| \| \| \| Lokiarchaeia \| \| \| \| |
|  |                                                                   |
|  | Promethearchaeia                                                  |
|  |                                                                   |
|  | Lokiarchaeia                                                      |
|  |                                                                   |

|  | Promethearchaeia |
|  |                  |
|  | Lokiarchaeia     |
|  |                  |

|  | Jordarchaeia |
|  |              |
|  | Odinarchaeia |
|  |              |

|  | Baldrarchaeia |
|  |               |
|  | Thorarchaeia  |
|  |               |

|  | Hermodarchaeia                                                    |
|  |                                                                   |
|  | \| \| Promethearchaeia \| \| \| \| \| \| Lokiarchaeia \| \| \| \| |
|  |                                                                   |
|  | Promethearchaeia                                                  |
|  |                                                                   |
|  | Lokiarchaeia                                                      |
|  |                                                                   |

|  | Promethearchaeia |
|  |                  |
|  | Lokiarchaeia     |
|  |                  |

|  | Baldrarchaeia |
|  |               |
|  | Thorarchaeia  |
|  |               |

|  | Hermodarchaeia                                                    |
|  |                                                                   |
|  | \| \| Promethearchaeia \| \| \| \| \| \| Lokiarchaeia \| \| \| \| |
|  |                                                                   |
|  | Promethearchaeia                                                  |
|  |                                                                   |
|  | Lokiarchaeia                                                      |
|  |                                                                   |

|  | Promethearchaeia |
|  |                  |
|  | Lokiarchaeia     |
|  |                  |

|                    | Wukongarchaeia                                                                              |
|                    |                                                                                             |
|                    | \| \| Heimdallarchaeia \| \| \| \| \| + α─proteobacteria \| Eukaryota \| \| \| Eukaryota \| |
|                    |                                                                                             |
|                    | Heimdallarchaeia                                                                            |
|                    |                                                                                             |
| + α─proteobacteria | Eukaryota                                                                                   |
|                    | Eukaryota                                                                                   |

|                    | Heimdallarchaeia |
|                    |                  |
| + α─proteobacteria | Eukaryota        |
|                    | Eukaryota        |

|  | Jordarchaeia |
|  |              |
|  | Odinarchaeia |
|  |              |

|  | Baldrarchaeia |
|  |               |
|  | Thorarchaeia  |
|  |               |

|  | Hermodarchaeia                                                    |
|  |                                                                   |
|  | \| \| Promethearchaeia \| \| \| \| \| \| Lokiarchaeia \| \| \| \| |
|  |                                                                   |
|  | Promethearchaeia                                                  |
|  |                                                                   |
|  | Lokiarchaeia                                                      |
|  |                                                                   |

|  | Promethearchaeia |
|  |                  |
|  | Lokiarchaeia     |
|  |                  |

|  | Baldrarchaeia |
|  |               |
|  | Thorarchaeia  |
|  |               |

|  | Hermodarchaeia                                                    |
|  |                                                                   |
|  | \| \| Promethearchaeia \| \| \| \| \| \| Lokiarchaeia \| \| \| \| |
|  |                                                                   |
|  | Promethearchaeia                                                  |
|  |                                                                   |
|  | Lokiarchaeia                                                      |
|  |                                                                   |

|  | Promethearchaeia |
|  |                  |
|  | Lokiarchaeia     |
|  |                  |

|  | Jordarchaeia |
|  |              |
|  | Odinarchaeia |
|  |              |

|  | Baldrarchaeia |
|  |               |
|  | Thorarchaeia  |
|  |               |

|  | Hermodarchaeia                                                    |
|  |                                                                   |
|  | \| \| Promethearchaeia \| \| \| \| \| \| Lokiarchaeia \| \| \| \| |
|  |                                                                   |
|  | Promethearchaeia                                                  |
|  |                                                                   |
|  | Lokiarchaeia                                                      |
|  |                                                                   |

|  | Promethearchaeia |
|  |                  |
|  | Lokiarchaeia     |
|  |                  |

|  | Baldrarchaeia |
|  |               |
|  | Thorarchaeia  |
|  |               |

|  | Hermodarchaeia                                                    |
|  |                                                                   |
|  | \| \| Promethearchaeia \| \| \| \| \| \| Lokiarchaeia \| \| \| \| |
|  |                                                                   |
|  | Promethearchaeia                                                  |
|  |                                                                   |
|  | Lokiarchaeia                                                      |
|  |                                                                   |

|  | Promethearchaeia |
|  |                  |
|  | Lokiarchaeia     |
|  |                  |

|  | Jordarchaeia |
|  |              |
|  | Odinarchaeia |
|  |              |

|  | Baldrarchaeia |
|  |               |
|  | Thorarchaeia  |
|  |               |

|  | Hermodarchaeia                                                    |
|  |                                                                   |
|  | \| \| Promethearchaeia \| \| \| \| \| \| Lokiarchaeia \| \| \| \| |
|  |                                                                   |
|  | Promethearchaeia                                                  |
|  |                                                                   |
|  | Lokiarchaeia                                                      |
|  |                                                                   |

|  | Promethearchaeia |
|  |                  |
|  | Lokiarchaeia     |
|  |                  |

|  | Baldrarchaeia |
|  |               |
|  | Thorarchaeia  |
|  |               |

|  | Hermodarchaeia                                                    |
|  |                                                                   |
|  | \| \| Promethearchaeia \| \| \| \| \| \| Lokiarchaeia \| \| \| \| |
|  |                                                                   |
|  | Promethearchaeia                                                  |
|  |                                                                   |
|  | Lokiarchaeia                                                      |
|  |                                                                   |

|  | Promethearchaeia |
|  |                  |
|  | Lokiarchaeia     |
|  |                  |

|  | Jordarchaeia |
|  |              |
|  | Odinarchaeia |
|  |              |

|  | Baldrarchaeia |
|  |               |
|  | Thorarchaeia  |
|  |               |

|  | Hermodarchaeia                                                    |
|  |                                                                   |
|  | \| \| Promethearchaeia \| \| \| \| \| \| Lokiarchaeia \| \| \| \| |
|  |                                                                   |
|  | Promethearchaeia                                                  |
|  |                                                                   |
|  | Lokiarchaeia                                                      |
|  |                                                                   |

|  | Promethearchaeia |
|  |                  |
|  | Lokiarchaeia     |
|  |                  |

|  | Baldrarchaeia |
|  |               |
|  | Thorarchaeia  |
|  |               |

|  | Hermodarchaeia                                                    |
|  |                                                                   |
|  | \| \| Promethearchaeia \| \| \| \| \| \| Lokiarchaeia \| \| \| \| |
|  |                                                                   |
|  | Promethearchaeia                                                  |
|  |                                                                   |
|  | Lokiarchaeia                                                      |
|  |                                                                   |

|  | Promethearchaeia |
|  |                  |
|  | Lokiarchaeia     |
|  |                  |

|                    | Wukongarchaeia                                                                              |
|                    |                                                                                             |
|                    | \| \| Heimdallarchaeia \| \| \| \| \| + α─proteobacteria \| Eukaryota \| \| \| Eukaryota \| |
|                    |                                                                                             |
|                    | Heimdallarchaeia                                                                            |
|                    |                                                                                             |
| + α─proteobacteria | Eukaryota                                                                                   |
|                    | Eukaryota                                                                                   |

|                    | Heimdallarchaeia |
|                    |                  |
| + α─proteobacteria | Eukaryota        |
|                    | Eukaryota        |

|  | Jordarchaeia |
|  |              |
|  | Odinarchaeia |
|  |              |

|  | Baldrarchaeia |
|  |               |
|  | Thorarchaeia  |
|  |               |

|  | Hermodarchaeia                                                    |
|  |                                                                   |
|  | \| \| Promethearchaeia \| \| \| \| \| \| Lokiarchaeia \| \| \| \| |
|  |                                                                   |
|  | Promethearchaeia                                                  |
|  |                                                                   |
|  | Lokiarchaeia                                                      |
|  |                                                                   |

|  | Promethearchaeia |
|  |                  |
|  | Lokiarchaeia     |
|  |                  |

|  | Baldrarchaeia |
|  |               |
|  | Thorarchaeia  |
|  |               |

|  | Hermodarchaeia                                                    |
|  |                                                                   |
|  | \| \| Promethearchaeia \| \| \| \| \| \| Lokiarchaeia \| \| \| \| |
|  |                                                                   |
|  | Promethearchaeia                                                  |
|  |                                                                   |
|  | Lokiarchaeia                                                      |
|  |                                                                   |

|  | Promethearchaeia |
|  |                  |
|  | Lokiarchaeia     |
|  |                  |

|  | Jordarchaeia |
|  |              |
|  | Odinarchaeia |
|  |              |

|  | Baldrarchaeia |
|  |               |
|  | Thorarchaeia  |
|  |               |

|  | Hermodarchaeia                                                    |
|  |                                                                   |
|  | \| \| Promethearchaeia \| \| \| \| \| \| Lokiarchaeia \| \| \| \| |
|  |                                                                   |
|  | Promethearchaeia                                                  |
|  |                                                                   |
|  | Lokiarchaeia                                                      |
|  |                                                                   |

|  | Promethearchaeia |
|  |                  |
|  | Lokiarchaeia     |
|  |                  |

|  | Baldrarchaeia |
|  |               |
|  | Thorarchaeia  |
|  |               |

|  | Hermodarchaeia                                                    |
|  |                                                                   |
|  | \| \| Promethearchaeia \| \| \| \| \| \| Lokiarchaeia \| \| \| \| |
|  |                                                                   |
|  | Promethearchaeia                                                  |
|  |                                                                   |
|  | Lokiarchaeia                                                      |
|  |                                                                   |

|  | Promethearchaeia |
|  |                  |
|  | Lokiarchaeia     |
|  |                  |

|  | Jordarchaeia |
|  |              |
|  | Odinarchaeia |
|  |              |

|  | Baldrarchaeia |
|  |               |
|  | Thorarchaeia  |
|  |               |

|  | Hermodarchaeia                                                    |
|  |                                                                   |
|  | \| \| Promethearchaeia \| \| \| \| \| \| Lokiarchaeia \| \| \| \| |
|  |                                                                   |
|  | Promethearchaeia                                                  |
|  |                                                                   |
|  | Lokiarchaeia                                                      |
|  |                                                                   |

|  | Promethearchaeia |
|  |                  |
|  | Lokiarchaeia     |
|  |                  |

|  | Baldrarchaeia |
|  |               |
|  | Thorarchaeia  |
|  |               |

|  | Hermodarchaeia                                                    |
|  |                                                                   |
|  | \| \| Promethearchaeia \| \| \| \| \| \| Lokiarchaeia \| \| \| \| |
|  |                                                                   |
|  | Promethearchaeia                                                  |
|  |                                                                   |
|  | Lokiarchaeia                                                      |
|  |                                                                   |

|  | Promethearchaeia |
|  |                  |
|  | Lokiarchaeia     |
|  |                  |

|  | Jordarchaeia |
|  |              |
|  | Odinarchaeia |
|  |              |

|  | Baldrarchaeia |
|  |               |
|  | Thorarchaeia  |
|  |               |

|  | Hermodarchaeia                                                    |
|  |                                                                   |
|  | \| \| Promethearchaeia \| \| \| \| \| \| Lokiarchaeia \| \| \| \| |
|  |                                                                   |
|  | Promethearchaeia                                                  |
|  |                                                                   |
|  | Lokiarchaeia                                                      |
|  |                                                                   |

|  | Promethearchaeia |
|  |                  |
|  | Lokiarchaeia     |
|  |                  |

|  | Baldrarchaeia |
|  |               |
|  | Thorarchaeia  |
|  |               |

|  | Hermodarchaeia                                                    |
|  |                                                                   |
|  | \| \| Promethearchaeia \| \| \| \| \| \| Lokiarchaeia \| \| \| \| |
|  |                                                                   |
|  | Promethearchaeia                                                  |
|  |                                                                   |
|  | Lokiarchaeia                                                      |
|  |                                                                   |

|  | Promethearchaeia |
|  |                  |
|  | Lokiarchaeia     |
|  |                  |

|                    | Wukongarchaeia                                                                              |
|                    |                                                                                             |
|                    | \| \| Heimdallarchaeia \| \| \| \| \| + α─proteobacteria \| Eukaryota \| \| \| Eukaryota \| |
|                    |                                                                                             |
|                    | Heimdallarchaeia                                                                            |
|                    |                                                                                             |
| + α─proteobacteria | Eukaryota                                                                                   |
|                    | Eukaryota                                                                                   |

|                    | Heimdallarchaeia |
|                    |                  |
| + α─proteobacteria | Eukaryota        |
|                    | Eukaryota        |

Otros autores mencionan otras teorías sobre el origen arqueano, postulando que pudo tratarse de una arquea del grupo Methanobacteriota, es decir, una fermentadora, termoacidófila o tipo Thermoplasma por la carencia de pared celular (Margulis). Otros postulan que fue una arquea metanógena (hipótesis del hidrógeno, hipótesis sintrófica) y otros que fue un organismo pre-arqueano llamado Neomura (Cavalier-Smith, Woese) en donde Archaea aparece como un clado hermano de Eucarya en los árboles filogenéticos.

### El ancestro bacteriano
Entre las características heredadas de una bacteria ancestral está la presencia de mitocondrias que permitieron el metabolismo quimioorganoheterótrofo aerobio. Los hidrogenosomas y mitosomas son derivados de la mitocondria ancestral donde hubo un cambio en el metabolismo con reducción o desaparición del ADN. Estos orgánulos tienen tamaño procariota, ADN circular y doble membrana como las bacterias Gram negativas. También es bacteriana la bioquímica de la membrana plasmática y las proteínas Rho y Ras, por lo que debieron adquirirse por transferencia horizontal de genes o tal vez por una endosimbiosis anterior a la adquisición de las mitocondrias.
Actualmente hay un consenso general de que el ancestro de las mitocondrias está en una Alphaproteobacteria que colonizó como endosimbionte la célula huésped pre-eucariota. El análisis filogenético relaciona a las mitocondrias especialmente con las rickettsias, la mayoría de las cuales son parásitos intracelulares obligados con reducción de genoma y reducción al mínimo de la capa de peptidoglicano.
Un estudio (2007) refrendado recientemente (2011) en universidades de EE. UU., indica que el clado SAR11 dentro de las Alpha-proteobacterias tiene un común ancestro con las mitocondrias:
| eucariogénesis | mitocondria                                                        |
|                | mitocondria                                                        |
|                | \| \| Anaplasmataceae \| \| \| \| \| \| Rickettsiaceae \| \| \| \| |
|                |                                                                    |
|                | Anaplasmataceae                                                    |
|                |                                                                    |
|                | Rickettsiaceae                                                     |
|                |                                                                    |

|  | Anaplasmataceae |
|  |                 |
|  | Rickettsiaceae  |
|  |                 |

| eucariogénesis | mitocondria                                                        |
|                | mitocondria                                                        |
|                | \| \| Anaplasmataceae \| \| \| \| \| \| Rickettsiaceae \| \| \| \| |
|                |                                                                    |
|                | Anaplasmataceae                                                    |
|                |                                                                    |
|                | Rickettsiaceae                                                     |
|                |                                                                    |

|  | Anaplasmataceae |
|  |                 |
|  | Rickettsiaceae  |
|  |                 |

| eucariogénesis | mitocondria                                                        |
|                | mitocondria                                                        |
|                | \| \| Anaplasmataceae \| \| \| \| \| \| Rickettsiaceae \| \| \| \| |
|                |                                                                    |
|                | Anaplasmataceae                                                    |
|                |                                                                    |
|                | Rickettsiaceae                                                     |
|                |                                                                    |

|  | Anaplasmataceae |
|  |                 |
|  | Rickettsiaceae  |
|  |                 |

| eucariogénesis | mitocondria                                                        |
|                | mitocondria                                                        |
|                | \| \| Anaplasmataceae \| \| \| \| \| \| Rickettsiaceae \| \| \| \| |
|                |                                                                    |
|                | Anaplasmataceae                                                    |
|                |                                                                    |
|                | Rickettsiaceae                                                     |
|                |                                                                    |

|  | Anaplasmataceae |
|  |                 |
|  | Rickettsiaceae  |
|  |                 |

Otras teorías postularon que el ancestro bacteriano relacionado con las mitocondrias pudo ser una anaerobia facultativa (por los hidrogenosomas) o una delta-proteobacteria tipo mixobacteria reductora de sulfato (hipótesis sintrófica).

### Probable tercer ancestro
La idea de que el núcleo mismo sea el resultado de una simbiosis es una hipótesis recurrente, que se propuso, en forma poco precisa, en 1909 por el mismo Merezhkovsky (Margulis 1993). Aunque la continuidad funcional y anatómica entre el medio intranuclear y el citoplasma eucarionte está perfectamente demostrada, de cuando en cuando se revive en la bibliografía la posibilidad de que el núcleo provenga, al igual que las mitocondrias y los cloroplastos, de un simbionte microbiano, o incluso de un virus.
Estas teorías postulan que hubo una simbiogénesis primaria que fue anterior a la adquisición de las mitocondrias y que se relaciona principalmente con el origen del núcleo celular y su genoma, pero también con el citoesqueleto, los flagelos y/o la mitosis u otras características. Según la hipótesis de la eucariogénesis viral este ancestro fue un Virus nucleocitoplasmáticos de ADN de gran tamaño o un virus gigante de ADN que se incorporó como endosimbionte en las células pre-eucariotas. Aunque igualmente se ha postulado con menos aceptación las hipótesis de que pudo ser una espiroqueta nadadora (Margulis), o una bacteria Gram negativa (Gupta). 
También se ha teorizado el origen procariota simbiogenético de los peroxisomas con un probable origen en una Actinobacteria. Sin embargo, los peroxisomas parecen más bien relacionados con el retículo endoplasmático, por lo que esta teoría no tiene hoy mayor aceptación.

### Hipótesis del progenote
Tanto la hipótesis del progenote como la de la endosimbiosis, reconocen a la simbiosis como el mecanismo que originó diferentes orgánulos celulares (Raven 1970, Stewart & Mattox 1984). Sin embargo, la teoría del progenote sugiere que los eucariontes no proceden de los procariontes, sino que ambos derivan de un ancestro común, el progenote, más simple que cualquier célula que podamos encontrar hoy y que sería el ancestro universal de todas las formas de vida (Woese 1981). No obstante, no hay ninguna evidencia experimental de la existencia del progenote.

## Tipos de teorías
Resumiendo el tipo de teorías:
- Teorías simbiogenéticas: El punto fundamental del origen eucariota está en la simbiogénesis entre 2 o más procariontes. Unas teorías se refieren básicamente a la identificación de los ancestros procariontes, como en la hipótesis del eocito. Otras teorías postulan una simbiogénesis temprana con un desarrollo evolutivo posterior de la complejidad eucariota, como en las teorías de la endosimbiosis seriada, del hidrógeno, sintrófica y quimérica.
- Teorías autógenas: Se presenta un desarrollo evolutivo en donde no hay simbiogénesis o se estima que ésta no reviste de relevancia fundamental para la eucariogénesis.
- Teorías autógeno-simbiogenéticas: Postulan una simbiogénesis tardía con un desarrollo autógeno precursor, ya sea por formaciones previas de invaginaciones o de la fagotrofía.

## Teorías simbiogenéticas
Las teorías simbiogenéticas, también llamadas simbióticas, endosimbióticas, del simbionticismo o exógenas, postulan el origen simbiogenético eucariota como producto de la unión entre dos o más organismos procariotas. La teoría más famosa es SET (endosimbiosis seriada) postulada por Lynn Margulis en 1967. 

Hoy en día existen  pruebas concluyentes a favor de la teoría de que la célula eucariota moderna evolucionó en etapas mediante la incorporación estable de las bacterias. Diferentes aportaciones justifican el origen de los cloroplastos y las mitocondrias a partir de estas.
Isabel Esteve, Discurso de presentación de Lynn Margulis en el acto de investidura doctora honoris causa UAB

En varias de estas teorías se ve a la endosimbiosis mitocondrial como el acontecimiento que desencadenó la eucariogénesis en primer lugar, por lo que, a diferencia de las teorías autógeno-simbióticas, no habría existido un eucarionte amitocondrial. La ventaja de los escenarios de una simbiogénesis temprana, es que proporciona explicaciones más generales para el origen de la notable complejidad organizativa y funcional de la célula eucariota, que serían el resultado de diversas interacciones entre el huésped y el endosimbionte. 

### Principio de simbionticismo
En 1918, Paul Potier define por primera vez el origen bacteriano simbiótico de las mitocondrias, al observar previamente la simbiosis en termitas y en rizobios. 
Ivan Wallin en 1923, destacó que anteriormente Altmann en 1884, especula que se trata de una suerte de parásitos independientes. Wallim denominó este fenómeno como simbionticismo y de esta manera lo involucra como un factor del origen de las especies, a tal punto de sostener que el simbionticismo es un paso más importante en la evolución que la mutación. Estas teorías no fueron aceptadas en su tiempo, pero hoy ya se considera como un hecho demostrado y universalmente aceptado sobre la base de múltiples evidencias.

### Teoría de la endosimbiosis seriada de Margulis
Según este conjunto de hipótesis, el origen de los eucariotas se encuentra en sucesivos procesos simbiogenéticos (procesos simbióticos que culminan en la unión de sus simbiontes, estableciéndose una nueva individualidad de los integrantes) entre diferentes bacterias. 
Lynn Margulis rescata los trabajos anteriores del siglo XIX y XX, y en 1967 en el artículo On origen of mitosing cells  presenta la que llegaría a conocerse como Serial Endosymbiosis Theory (SET) (Teoría de la endosimbiosis seriada) en la que describe con concreción, mediante procesos simbiogenéticos, los pasos seguidos por las procariotas hasta la eclosión de las diferentes células eucariotas. Los tres pasos descritos por Margulis son:

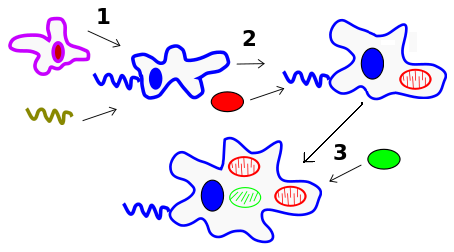
Teoría de la endosimbiosis en serie: 1-Fusión de una arquea y una espiroqueta, 2-Adquisición de mitocondrias. 3-Adquisición de cloroplastos.

Primera incorporación simbiogenética:
Explica el origen del nucleoplasma y del flagelo eucariota. Una bacteria consumidora de azufre, que utilizaba el azufre y el calor como fuente de energía (arquea fermentadora o termoacidófila), se habría fusionado con una bacteria nadadora (espiroqueta) habiendo pasado a formar un nuevo organismo y sumaría sus características iniciales de forma sinérgica (en la que el resultado de la incorporación de dos o más unidades adquiere mayor valor que la suma de sus componentes). El resultado sería el primer eucarionte (unicelular eucariota) y ancestro único de todos los pluricelulares. El nucleoplasma de las células de animales, plantas y hongos sería el resultado de la unión de estas dos bacterias.
A las características iniciales de ambas células se le sumaría una nueva morfología más compleja con una nueva y llamativa resistencia al intercambio genético horizontal. El ADN quedaría confinado en un núcleo interno separado del resto de la célula por una membrana.
Segunda incorporación simbiogenética:
Origen de las mitocondrias y peroxisomas. Este nuevo organismo todavía era anaeróbico, incapaz de metabolizar el oxígeno, ya que este gas suponía un veneno para él, por lo que viviría en medios donde este oxígeno, cada vez más presente, fuese escaso. En este punto, una nueva incorporación dotaría a este primigenio eucarionte de la capacidad para metabolizar oxígeno. Este nuevo endosombionte, originariamente bacteria respiradora de oxígeno de vida libre, se convertiría en las actuales mitocondrias y peroxisomas presentes en las células eucariotas de los pluricelulares, posibilitando su éxito en un medio rico en oxígeno como ha llegado a convertirse el planeta Tierra. Los animales y hongos somos el resultado de esta segunda incorporación.
Tercera incorporación simbiogenética:
Origen de los cloroplastos. Esta tercera incorporación originó el Reino vegetal, las recientemente adquiridas células respiradoras de oxígeno fagocitarían bacterias fotosintéticas y algunas de ellas, haciéndose resistentes, pasarían a formar parte del organismo, originando a su vez un nuevo organismo capaz de sintetizar la energía procedente del Sol. Estos nuevos pluricelulares, las plantas, con su éxito, contribuyeron y contribuyen al éxito de animales y hongos.
El primer paso, al día de hoy, no se considera demostrado. A finales de los años ochenta y principio de los noventa diversos trabajos no admitían las homologías propuestas entre los flagelos de los eucariontes y de las espiroquetas. Margulis defiende que las asociaciones entre espiroquetas y protistas apoyan su teoría, y "la comparación de genes y genomas arqueobaterianos con secuencias de eucariontes han demostrado la relación filogenética de ambos grupos". No obstante, desde su formulación por Margulis, han surgido innumerables interrogantes. Margulis admite que este es el punto de su teoría con más dificultades para defenderse y Antonio Lazcano, en 2002, previene que para comprender el origen de este primer paso, se acepte o no su origen simbiogenético, "es indispensable secuenciar no solamente los genomas de una gama representativa de protistas sino también reconocer la importancia del estudio de la biología de estos organismos".
A Margulis le ha costado más de 30 años hacer valer su teoría hasta lograr demostrar la incorporación de tres de los cuatro simbiontes, o si se quiere, dos de los tres pasos propuestos (la incorporación de las espiroquetas no se considera probada).

El mundo académico se vio forzado a aceptar la parte de la teoría de Margulis que hoy se enseña en todos los libros de texto: que las mitocondrias y los cloroplastos provienen, por simbiosis, de antiguas bacterias de vida libre. La idea convencional, sin embargo, persiste aún gracias a que la teoría de Margulis se suele presentar en una versión edulcorada que no capta el fondo de la cuestión.
Javier Sampedro, Deconstruyendo a Darwin, p. 40

Afortunadamente, gracias a la genial bióloga estadounidense Lynn Margulis, hoy tenemos la solución a este desconcertante enigma: una explicación científica mucho más sensata, lúcida y creativa que la que se ha empeñado en sostener la ortodoxia neodarwinista durante los últimos 35 años, pese a tener la solución, publicada por Margulis en 1967, literalmente delante de sus narices. La ortodoxia se ha resistido con uñas y dientes —en gran medida sigue resistiéndose— a aceptar la teoría de Margulis por el sencillo hecho de que no encaja con sus prejuicios darwinistas. Pero si usted logra liberarse de ese lastre irracional y anticientífico, verá inmediatamente que la idea de Margulis no sólo es la correcta, sino que está dotada de un luminoso poder explicativo. El modelo de Margulis sobre el origen de la célula eucariota no es gradual, pero no le hace ninguna falta para ser factible. Implica un suceso brusco y altamente creativo, pero también enteramente materialista, ciego y mecánico.
Javier Sampedro, Deconstruyendo a Darwin.

Margulis siempre ha opinado que el primer paso, la incorporación de la espiroqueta, es el que más dificultades encuentra para su demostración. Lynn Margulis ha anunciado que, en los próximos meses (a principios del año 2010), publicará un artículo científico en Biological Bulletin con sus últimos descubrimentos sobre los cirios de las células eucariotas que probarían su origen simbiótico y el origen de la mitosis: «Existen formas intermedias en las que no se puede ver si son cilios o espiroquetas (bacterias helicoidales). Ahora hemos obtenido cada paso, y eso es noticia.»

Ahora tenemos cada paso y no hay eslabones perdidos en este tipo de simbiogénesis en la formación de cilios. Formamos relaciones con las espiroquetas pero cada paso está analizado. Para comprender este esquema hay que elegir cada elemento y ponerlo en orden porque en la naturaleza este orden no existe. Empezamos con un esquema teórico y en la vida tenemos ya exactamente lo que hemos predicho y todo va en la misma dirección.
Entrevista con Lynn Márgulis, Muchas de las cosas que nadie sabe de Darwin han pasado en Chile, SINC, 27/11/2009

### Teoría del eocito

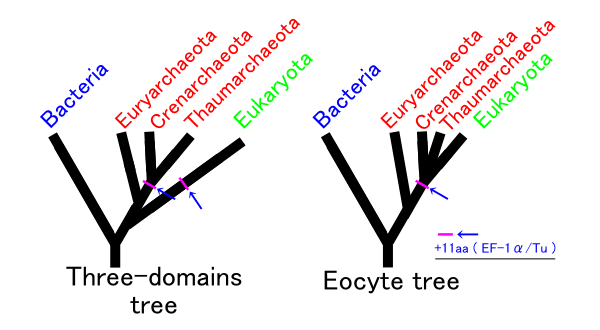
Teoría del árbol de los tres dominios (izquierda) versus el árbol eocito de la filogenia arqueana-eucariota (derecha).

En 1984, un equipo liderado por James A. Lake descubrió el ancestro arqueano de los eucariontes: los eocitos son los procariontes más cercanos a Eukarya según la forma de los ribosomas, específicamente sobre la base de las diferencias en la estructura de la subunidad menor del ARNr. Lake respalda luego la teoría del origen eucariota por simbiogénesis, paso que se habría dado entre un eocito y la bacteria que dio lugar a las mitocondrias. 
Estudios de los últimos años, como el del factor de elongación +11aa (EF-1α), secuencias de genes y proteínas, enzimas ARNP y subunidades mayor y menor del ARNr, han dado gran respaldo a esta hipótesis, pero adecuándose a los árboles moleculares de los nuevos filos de Archaea que se están descubriendo.

### Hipótesis del origen quimérico
En 1989, un estudio que compara los tres dominios Archaea, Bacteria y Eucarya, insinúa que el genoma nuclear eucariota pudo haber tenido un origen quimérico por fusión genética entre una arquea y una bacteria. Esta teoría está apoyada por el hallazgo de al menos 32 proteínas que comparten Archaea con Eucarya (18 de ellas ribosomales), 7 proteínas para Archaea y Bacteria (3 ribosomales), 7 entre Bacteria y Eucarya, y 10 tipos de proteínas independientes.
En 1996, R. Gupta apoya este modelo, especificando que la "quimera" fue entre una arquea y una bacteria Gram negativa, lo que dio lugar a la célula eucariota nucleada. Posteriormente se produjo una simbiogénesis con una α-proteobacteria que origina las mitocondrias y luego una cianobacteria da origen a los plástidos.

### Hipótesis del hidrógeno
En 1998, se propuso que los primeros eucariontes se originaron por relación simbiótica entre una arquea metanógena que utilizaba hidrógeno y dióxido de carbono, y una bacteria anaerobia facultativa (simbiosis anaerobia). Según esta teoría, las hidrogenosomas y mitocondrias tienen un origen común, considerando a las hidrogenosomas primigenias (más antiguas) y prediciendo que nunca existieron eucariontes sin alguno de estos orgánulos.

### Hipótesis sintrófica
En 1998, una teoría propone que el origen de eucariontes se dio por simbiosis metabólica (sintrofía) entre una arquea metanógena (tipo Methanobacteria) y una delta-proteobacteria (tipo mixobacteria reductora de sulfato).
La hipótesis sintrófica supone que primero se estableció una relación simbiótica y después el proto-eucarionte creció para rodear a la proto-mitocondria, mientras que las endomembranas se originaron más tarde, en parte gracias a los genes mitocondriales. Es decir, que la secuencia de acontecimientos se produciría al revés que en la hipótesis fagotrófica, primero la endosimbiosis y a continuación y debido a ella, el cambio en la estructura celular. Una versión extrema de esta hipótesis es la endosimbiosis serie de Margulis, que sostiene que prácticamente todas las características eucariotas fueron adquiridas en una serie de sucesivas incorporaciones endosimbióticas.

### Hipótesis del entrelazado-engullido-endogenizado
También conocido como modelo E3. Este modelo acepta hipótesis anteriores como la sintrófica, del eocito y la quimérica-simbiogenética, pero inspirada en el descubrimiento de la primera arquea Asgard cultivada llamada Prometheoarchaeum, la cual posee protuberancias únicas largas y a menudo ramificadas, con las cuales habría entrelazado, luego engullido y finalmente endogenizado a una Alphaproteobacteria simbionte sintrófica.

### Hipótesis de la eucariogénesis viral
Es posible que el origen del núcleo celular eucariota está relacionado con un proceso de simbiogénesis entre una arquea y un gran virus ADN como el mimivirus. La influencia del ancestro viral fue determinante para el transformación del ADN circular típico procariota en uno linear eucariota, así como los cambios en el ARNm.

## Teorías autógenas
Las teorías autógenas, endógenas o de filiación directa, postulan que un solo organismo procariota (el protoeucariota), es el ancestro de los eucariontes. 

### Hipótesis de Meyer-Abich
En 1964 se hizo popular la hipótesis autógena que postula que es posible que los orgánulos y el núcleo celular habrían evolucionado a partir de invaginaciones de la membrana plasmática.

### Hipótesis de los tres dominios
En 1977, Carl Woese y G. Fox se basan en el análisis de secuencias moleculares del ARN ribosomal para postular que los eucariontes, al igual que bacterias y arqueas, descienden de progenotes en los albores del origen de la vida, por lo que tienen una antigüedad de más de 3.000 millones de años. No descartan la evolución simbiogénetica, pero le restan importancia al considerar que es un fenómeno aún no demostrado, pues las mitocondrias no parecen típicamente procariotas. En 1990, Woese et al. sostienen que dentro del sistema de tres dominios, Eucarya tiene mayor cercanía con Archaea que con Bacteria.

## Teorías autógeno-simbiogenéticas: las fases evolutivas
Algunos autores han desarrollado extensamente las dos fases de la evolución eucariota, la fase autógena y la fase simbiogenética. Si bien la simbiogénesis está ampliamente aceptada dentro del proceso del origen eucariota, no explica todos los procesos involucrados en su gran complejidad y hace falta un entendimiento de la estructura de la membrana nuclear, del complejo poro nuclear, de la linearidad de los cromosomas, el citoesqueleto, etc. Hay diferentes teorías según la descripción de las fases evolutivas.

### Teoría de la endosimbiosis seriada de Taylor

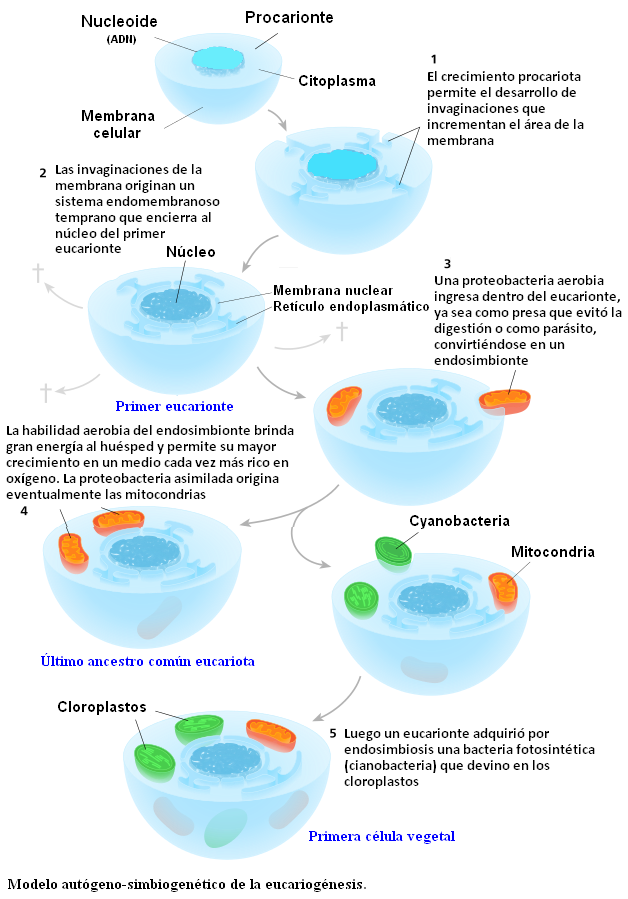
Fases de la teoría de las invaginaciones: 1.Invaginaciones en una gran arquea. 2.Origen del núcleo. 3.Endosimbiosis de una proteobacteria. 4.Origen de las mitocondrias. 5.Origen de los cloroplastos.

Como una respuesta a las teorías de Margulis, F.J.R. Taylor postula en 1974 que la S.E.T. (Serial Endosymbiosis Theory) implica que son dos, y no tres, los procesos simbióticos que se produjeron, originándose así mitocondrias y cloroplastos. Estos organelos no tienen una relación independiente con la célula eucariota, sino una conexión indivisible y en consecuencia una fusión biológica, dando origen a un nuevo organismo. La organización en microtúbulos (citoesqueleto) tiene por lo tanto un origen autógeno y no simbiótico.

### Hipótesis de las invaginaciones
Ya en los años setenta surgió, como paso previo al origen simbiogenético, la hipótesis de que el desarrollo eucariota se haya producido mediante invaginaciones. Las membranas internas de las células eucariotas, sobre todo la membrana nuclear y el retículo endoplasmático, se explican mejor como invaginaciones. Como el cromosoma de los procariotas se halla unido a la membrana celular al menos durante su división, una invaginación de esta parte de la membrana celular situaría automáticamente a los cromosomas en el interior del núcleo. Las conexiones y la semejanza molecular entre los flagelos y centríolos podrían explicarse suponiendo que en los primeros eucariotas, la membrana nuclear continuaría unida a la membrana celular externa durante la evolución simultánea del aparato mitótico y de los flagelos. Podría explicarse la existencia de ADN en el cuerpo basal del flagelo por adición de un plásmido, propuesta que no contradice el paradigma neodarwiniano y que, aún hoy, se considera plausible por amplios sectores del mundo académico.

### Hipótesis del fagocito primitivo
Fue propuesta en 2005. Análisis más recientes descubrieron que las proteínas del citoesqueleto eucariota como la actina y las Arp2/3 tienen un origen monofilético proveniente de una arquea ancestral. Los procariontes codifican proteínas estructurales homólogas a la actina. En la arquea Thermoplasma acidophilum encontramos una proteína similar a la actina, pero en Thermoproteales (crenota) y Korarchaeum (Korarchaeota) son significativamente más similares a la actina eucariota que a la de las bacterias o euriotas, al igual que en la hipótesis del eocito. La arquea ancestral tendría una proteína arqueo-actina (archaeal actin-like) que podría haber sido capaz de la formación de estructuras de filamentos ramificados y redes. Esto habría permitido la formación de lamelipodios o filopodios que facilitaron la engullición de otros procariontes, paso decisivo para la adquisición del endosimbionte mitocondrial. Muchos patógenos explotan la fagocitosis para ingresar a una célula huésped. 
En conclusión, habría habido un modelo primitivo de fagocitosis pre-eucariogénesis. El ancestro arqueano habría sido similar a un Thermoplasma en el sentido de la carencia de la rígida pared celular. Este ancestro arqueano sería una rama profunda de Archaea que ya está extinta o tal vez está oculta en algún hábitat, ya que hay varios filos arqueanos aún por definir.
Esta fagocitosis inicial se relaciona con un fagosoma primigenio y los lisosomas. Sin embargo los organismos fagótrofos actuales no se relacionan directamente con la fagocitosis primitiva, porque luego hay 3 evoluciones diferentes debido a la gran variabilidad de las proteínas de los fagosomas, desarrollándose independientes en Unikonta, ciliados y tripanosomas.

### Hipótesis del cronocito
El cronocito habría sido un organismo pre-eucariota con citoesqueleto, sistema endomembranoso y sistema de señalización interno, que desarrolló el núcleo celular por fagocitosis de arqueas y bacterias.

### Teorías de Cavalier-Smith
Thomas Cavalier-Smith describe la evolución eucariota con una extensa exposición de cada uno de los procesos que tuvieron lugar, postulando que fases autógenas preeucariota tuvieron lugar antes de la simbiogénesis.
La conversión de la primitiva célula procariota en eucariota supuso una serie de importantes cambios en la estructura de la célula que según Cavalier-Smith fueron conducidos por dos innovaciones básicas:
- Un cambio radical en la topología de las membranas. En las bacterias, la membrana citoplasmática está asociada al cromosoma y a los ribosomas que fabrican las proteínas de membrana, y crece por la inserción directa de proteínas y lípidos. Los eucariontes, en cambio, presentan dos conjuntos desconectados de membranas: la membrana citoplasmática y el conjunto retículo endoplasmático/membrana nuclear al que están asociados los cromosomas y ribosomas. La membrana citoplasmática crece por la fusión de vesículas liberadas por gemación de las endomembranas (citosis), mientras que el retículo endoplasmático lo hace por la inserción directa de moléculas de lípidos sintetizadas por proteínas embebidas en la misma membrana.

- El cambio de un exoesqueleto relativamente pasivo (la pared celular bacteriana) a un endoesqueleto (el citoesqueleto de los eucariontes) de microtúbulos y microfilamentos activado por motores moleculares. En las bacterias, la pared celular tiene una importante participación en la segregación del ADN y en la división celular. En cambio, en los eucariontes, los microtúbulos de tubulina y los microfilamentos de actinas, que median en la segregación de los cromosomas y en la división celular, respectivamente, están unidos a motores moleculares de dineína, cinesina y miosina.

Estas innovaciones básicas realimentaron la transformación de la célula que, a través de miles de mutaciones en el ADN, dieron lugar a diez importantes cambios en la estructura de la célula en tres fases:
Fase precariota: Neomura sería el ancestro tanto de Eukaryota como de Archaea y tendría una antigüedad de 850 millones de años, proviniendo a su vez de una Actinobacteria (bacteria Gram positiva). En esta fase se desarrolla:

Árbol de la vida según Cavalier-Smith. Origen eucariota a partir del ancestro Neomura. Simbiogénesis con una α-bacteria origina las mitocondrias y con una cianobacteria los cloroplastos.

- Origen del sistema endomembranoso (retículo endoplasmático, aparato de Golgi y lisosomas) y de la gemación y fusión de vesículas, incluida la exocitosis y endocitosis.
- Origen del citoesqueleto, centriolos, flagelos y sus motores moleculares asociados.
- Origen de un nuevo control del ciclo celular y de la segregación mitótica.
- Origen de la reproducción sexual (singamia, fusión nuclear y meiosis).

Fase protoeucariota
- Origen del núcleo, del complejo de poros nucleares y del transporte de ARN y proteínas a través de la membrana nuclear.
- Origen de los cromosomas lineales con varios replicones, centrómeros y telómeros.
- Origen de los peroxisomas.
- Nuevos patrones de procesamiento del ARN utilizando ribonucleoproteínas nucleares pequeñas.

Fase simbiogenética
- Origen de las mitocondrias por fagocitosis de una α-bacteria.
- Origen de los intrones espliceosomiales.

#### Hipótesis neomurana
De acuerdo con Cavalier-Smith, Eukarya y Archaea son grupos hermanos (clado Neomura) que se originaron hace solamente 900 millones años a partir de una bacteria Gram-positiva del grupo Actinobacteria, lo que explicaría las numerosas características compartidas específicamente entre eucariontes y actinobacterias. El paso de Bacteria a Neomura vendría marcada por veinte adaptaciones evolutivas, consecuencia de otras dos adaptaciones importantes: el desarrollo de histonas para reemplazar la ADN girasa y la sustitución de la pared celular de peptidoglucano por otra de glicoproteína.

#### Hipótesis fagotrófica
En muchas teorías se acepta el origen eucariota por endosimbiosis. Pero previamente hubo un proceso en que primero aparece un organismo fagótrofo.
No hay acuerdo en el origen del sistema de endomembranas y de las mitocondrias. La hipótesis fagotrófica supone que las endomembranas se originaron por endocitosis y que después se especializaron, mientras que las mitocondrias fueron adquiridas por ingestión y endosimbiosis, al igual que los plastos. Según esta hipótesis, la conversión de la rígida pared bacteriana de peptidoglicano en una superficie celular flexible de glicoproteínas permitió por primera vez en la historia de la vida la fagocitosis. La capacidad de ingerir presas está unida a la endocitosis, que llevó necesariamente al desarrollo del sistema de endomembranas, al citoesqueleto y a sus motores moleculares asociados, y en última instancia, dio lugar al núcleo y a la reproducción sexual. Es decir, que la mayor parte de las características eucariotas tendrían un origen autógeno. La fagotrofia sería también responsable de la adquisición de las mitocondrias y cloroplastos, pues abre inmediatamente la posibilidad de que alguna célula ingerida escape a la digestión y se convierta, bien en un parásito intracelular, bien en un endosimbionte.

#### Hipótesis del arquezoo
Dentro de la evolución eucariota, se creyó que los primeros eucariontes carecían de mitocondrias y por lo tanto se consideró que el proceso de simbiogénesis fue posterior al del origen de la célula eucariota. A este grupo de eucariontes primigenios se le llamó Archezoa. Hoy se considera una hipótesis descartada, debido a que análisis posteriores concluyeron que los protistas sin mitocondrias carecen de ellas por una pérdida secundaria o una degeneración de las mismas, para adaptarse a un modo de vida parásito, intracelular o anaerobio. En este tipo de errores hubo también influencia del factor de atracción de ramas largas.